# Geschichte des Oberleitungsbusses

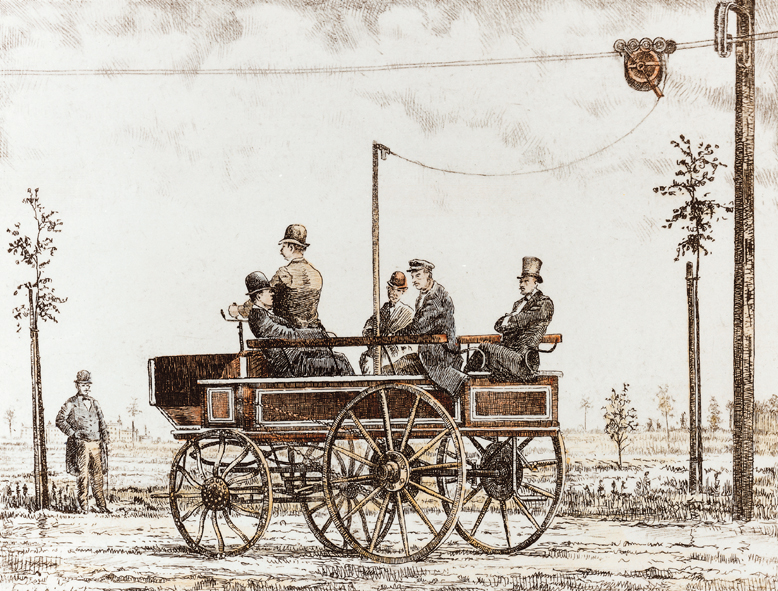
Das Elektromote von 1882 gilt als erster O-Bus-Vorläufer

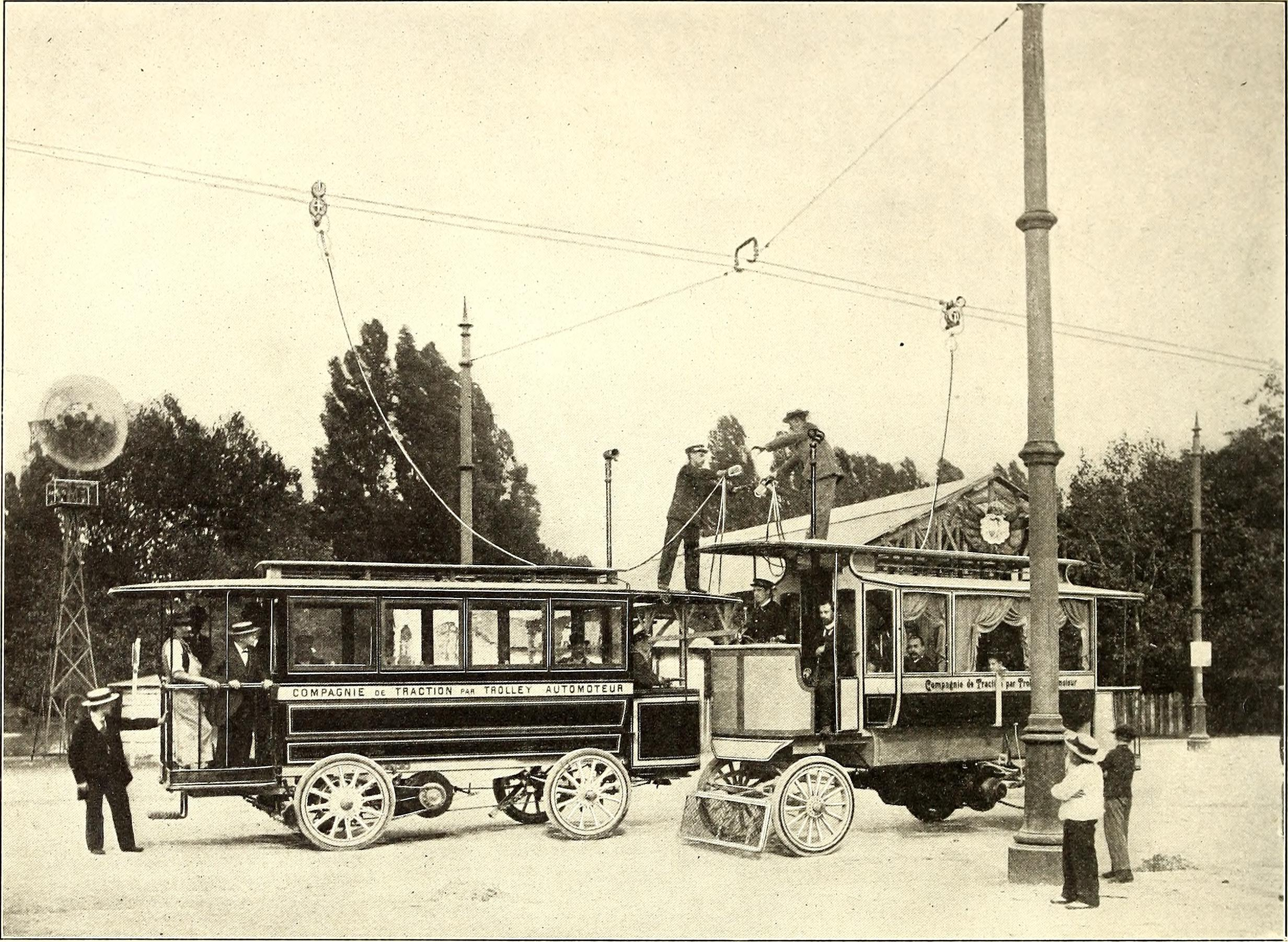
Weltausstellung 1900: Die ersten O-Busse im Fahrgastbetrieb, hier beim Austausch der Stromabnehmer

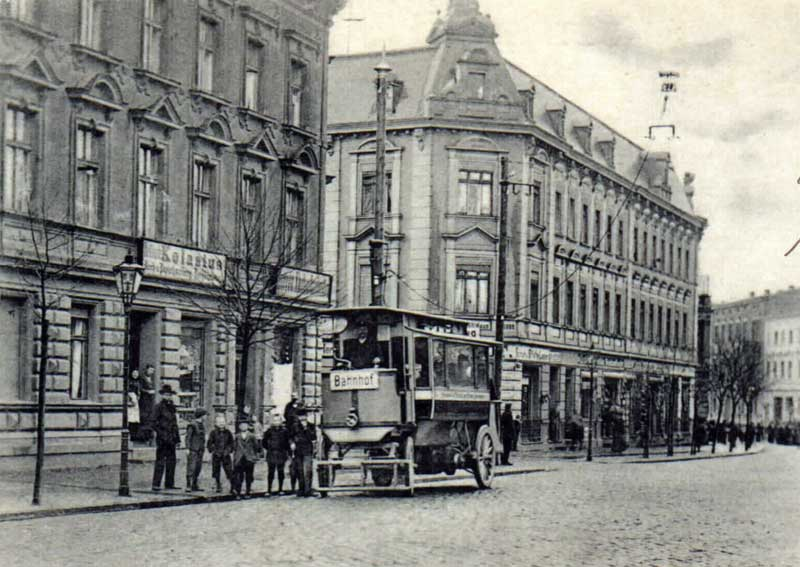
Die Gleislose Bahn Eberswalde war der erste O-Bus Deutschlands

Die Geschichte des Oberleitungsbusses umfasst die Entwicklung der Technik und des Einsatzes von Oberleitungsbussen von den Anfängen in den 1880er Jahren bis zur Gegenwart. Die meisten Oberleitungsbusse ersetzten Straßenbahnbetriebe oder ergänzen diese bis heute. Selten sind, bzw. waren, sie hingegen in Städten anzutreffen, in denen nie Straßenbahnen verkehrten.

## Ausgangslage und Vorgeschichte
Die fortschreitende Industrialisierung machte in der zweiten Hälfte des 19. Jahrhunderts die Entwicklung alternativer und leistungsfähigerer Verkehrsmittel notwendig. Die Dampftraktion, – das heißt Dampflokomotive, Dampfstraßenbahn, Dampfomnibus oder Dampfwagen – sowie das Pferd – das heißt Pferdebahn, Pferdeomnibus, Pferdekutsche oder Pferdekarren – galten damals als nicht mehr zeitgemäß. Besonders dringend benötigt wurden neue Verkehrsmittel für Relationen, auf denen eine Eisenbahn oder Straßenbahn auf Grund des geringen Transportaufkommens bei vergleichsweise hohen Investitionskosten nicht rentabel war, wo aber dennoch leistungsfähigere Verkehrsmittel benötigt wurden. Das fortschreitende Wachstum der Städte spielte eine ebenso entscheidende Rolle.
Um die Jahrhundertwende und zu Beginn des 20. Jahrhunderts wurde der elektrische Antrieb trotz der damit verbundenen Probleme als besonders attraktiv empfunden, da die Leistungsfähigkeit der damaligen Verbrennungsmotoren im Omnibus vergleichsweise gering war. Typischerweise wurden daher später vorwiegend steigungsreiche Strecken elektrifiziert, die gewöhnliche Omnibusse vor enorme Probleme stellten.

## Erste Überlegungen der Gebrüder Siemens
Bereits früh beschäftigte sich Werner Siemens mit dem Gedanken an elektrisch betriebene Straßenfahrzeuge. Schon 1847, dem Gründungsjahr des Unternehmens Siemens & Halske, erwähnte er in einem Brief den Wunsch:

„Wenn ich mal Muße und Geld habe, will ich mir eine elektromagnetische Droschke bauen, die mich gewiss nicht im Dreck sitzen lässt…“

Bei der Entwicklung des neuen Systems stand Werner Siemens in engem Kontakt mit seinem nach England ausgewanderten Bruder Carl Wilhelm Siemens, auch er beschäftigte sich mit dieser Idee. 1880 schrieb Carl Wilhelm Siemens:

„Another arrangement by which an ordinary omnibus might be run upon the street would have a suspender thrown at intervals from one side of the street to the other, and two wires hanging from these suspenders; allowing contact-rollers to run on these two wires, the current could be conveyed to the tram-car, and back again to the dynamo machine at the station, without the necessity of running upon rails at all.“

„Eine andere Anordnung, durch die ein gewöhnlicher Omnibus auf der Straße laufen könnte, hätte eine Aufhängung, die in Abständen von einer Seite der Straße zur anderen geworfen wird, und zwei Drähte, die von diesen Aufhängungen hängen; so dass Kontaktrollen auf diesen beiden Drähten laufen, könnte der Strom zum Straßenbahnwagen befördert werden, und wieder zurück zur Dynamomaschine am Bahnhof, ohne die Notwendigkeit, auf Schienen überhaupt zu laufen.“

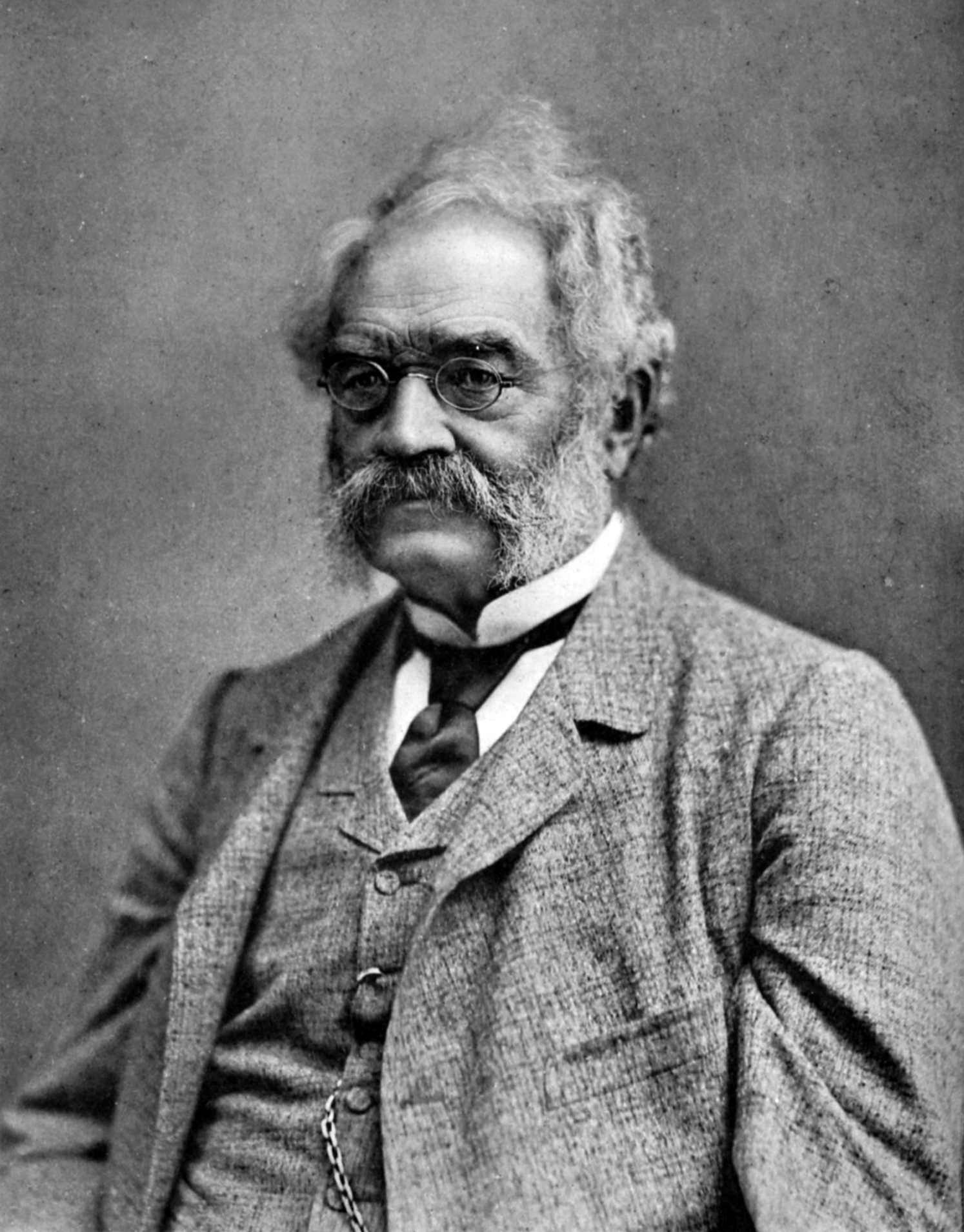
Werner Siemens
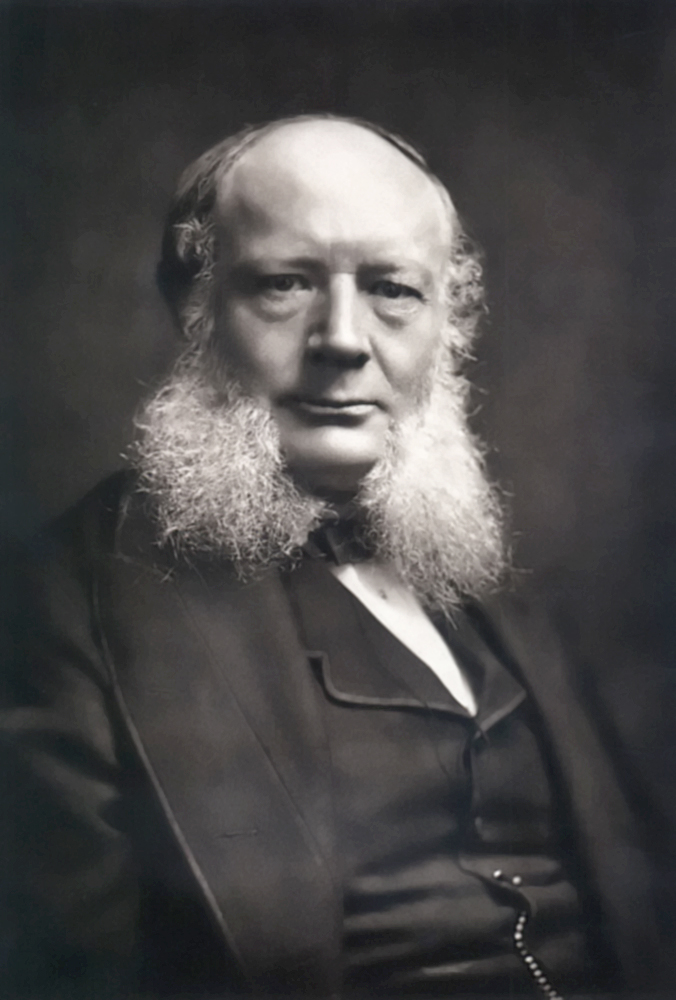
Carl Wilhelm Siemens

## Die Anfänge

### Versuchsbetrieb in Halensee bei Berlin (1882)

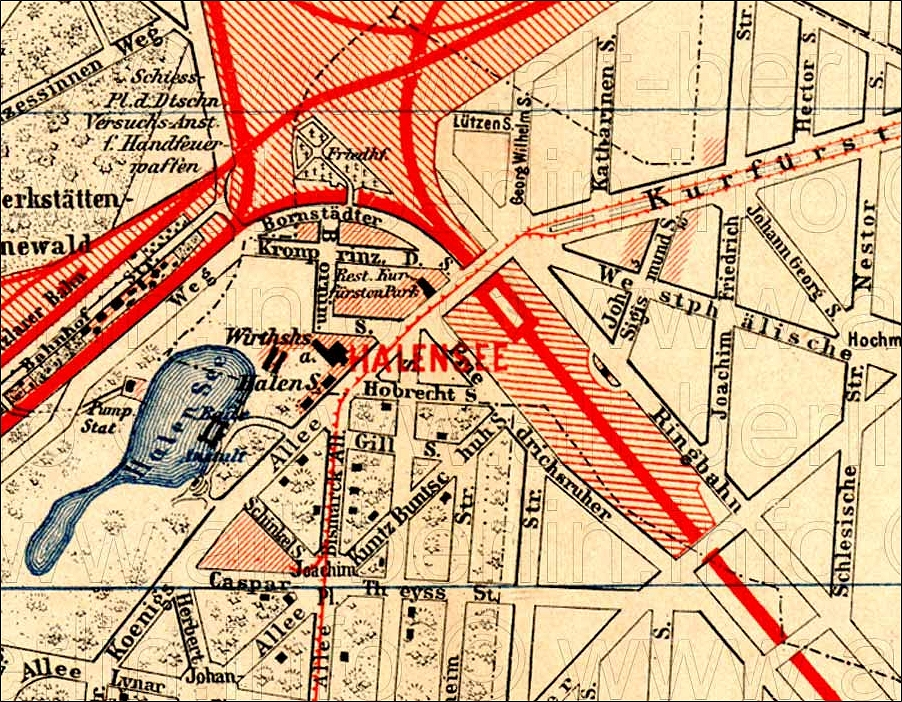
Das Elektromote verkehrte 1882 nordöstlich des Bahnhofs Halensee

Nur ein Jahr nach der Vorstellung der ersten elektrischen Straßenbahn der Welt präsentierte Werner Siemens beziehungsweise das Unternehmen Siemens & Halske – ebenfalls bei Berlin – eine elektrisch betriebene Wagonette. Das System wurde als Elektromote bezeichnet und gilt als erster Obus-Vorläufer der Welt. Die 540 Meter lange Elektromote-Versuchsstrecke in Halensee bei Berlin wurde am 29. April 1882 eröffnet und schon am 20. Juni 1882 wieder eingestellt. Das Elektromote ist damit älter als der erste kraftstoffbetriebene Omnibus der Welt, dieser wurde erst 1895 von Carl Benz gebaut.
Beim Elektromote wurde der Strom der zweipoligen Oberleitung durch einen achträdrigen Kontaktwagen entnommen, der ähnlich einer Laufkatze auf den Fahrleitungsdrähten fuhr und per Schleppkabel hinter dem Fahrzeug hergezogen wurde. Das Elektromote hatte zwei Elektromotoren mit je 2,2 Kilowatt Leistung, die über ein Kettengetriebe auf die Hinterräder wirkten. Der Wagen wurde mit 550 Volt Gleichstrom betrieben und hatte stahlbereifte Holzräder. Das System erwies sich zwar prinzipiell als geeignet, wurde jedoch auf Grund der damals allgemein schlechten Straßenverhältnisse, die einen ruhigen Lauf des Stromabnehmers verhinderten, nicht weiterentwickelt.
Erst mit dem Elektrischen Straßenbahn-Omnibus von 1898 stellte Siemens & Halske erneut ein Fahrzeug für den elektrischen Betrieb abseits jeglicher Schieneninfrastruktur vor, hierbei handelte es sich jedoch um eine Mischform zwischen Straßenbahn und Batteriebus, die mit einer einpoligen Oberleitung auskam.

### Frühe Versuchsbetriebe in den Vereinigten Staaten

#### Harvey D. Dibble (1889)
1889 ließ sich schließlich Harvey D. Dibble ein vierrädriges Kontaktwägelchen auf Basis des Elektromote patentieren, hierzu bestand ein Versuchsbetrieb in Hill City, South Dakota. Die Dibble-Anlage kannte dabei bereits je Fahrtrichtung getrennte Fahrleitungen:

Dibble-Anlage mit jeweils einer Fahrleitung pro Fahrtrichtung, hinten ein weiterer Wagen
Dibble-Patentschrift vom 2. Juli 1889,[3] Seitenansicht des Wagens
Dibble-Patentschrift vom 2. Juli 1889,[3] Detailansicht des Stromabnehmers
Dibble-Patentschrift vom 2. Juli 1889,[3] Detailansicht der seitlichen Abweichung

#### Willis G. Caffrey (1897)
Einen weiteren Probebetrieb errichtete Willis G. Caffrey 1897 in Reno, Nevada. Bei seinem Caffrey Electric genannten zweisitzigen Versuchsfahrzeug experimentierte er mit einem weit unterhalb des Kontaktwägelchens angebrachten Gewicht, dieses diente der Erhöhung der Stabilität und sollte einen möglichst ruhigen Lauf des Stromabnehmers gewährleisten. Bei Caffrey stand alle 125 Fuß ein 25 Fuß hoher Oberleitungsmast, die Drähte selbst waren in einer Höhe von 17 Fuß gespannt und hatten einen Abstand von sechs Zoll zueinander. Die Spannung betrug 500 Volt, mit einer Zuladung von 500 Pfund erreichte das Fahrzeug eine Geschwindigkeit von 15 Meilen in der Stunde.

Das Caffrey Electric von 1897
Caffrey-Patentschrift vom 9. Februar 1897,[7] Gesamtbetrachtung
Caffrey-Patentschrift vom 9. Februar 1897,[7] Detailansicht des Stromabnehmers

### Das System Lombard-Gérin (1899)

Der angetriebene Kontaktwagen mit dem Drehstrommotor

Oberleitungsaufhängung beim System Lombard-Gérin

Der französische Ingenieur Louis Lombard-Gérin stellte 1899 das System Lombard-Gérin vor. Hierbei fuhr ein elektrisch angetriebener Stromabnehmerwagen synchron auf der Fahrleitung vor dem Wagen her, wodurch das zehn Meter lange Übertragungskabel – anders als bei den bisher bekannten Schleppkabeln – vom mechanischen Zug entlastet wurde. Der Kontaktwagen selbst war 18 Kilogramm schwer und wurde mit Drehstrom betrieben. Seine Antriebsenergie erhielt er dabei nicht direkt per Kontakt aus der Fahrleitung, sondern mittels elektromagnetischer Induktion von den Antriebsmotoren des Wagens. Dazu waren sechs bzw. sieben Leitungen im Verbindungskabel nötig. Der für den Kontaktwagen benötigte Drehstrom wurde aus dem Wechselstromkreis eines der Reihenschlussmotoren erzeugt und war somit von der Fahrgeschwindigkeit abhängig. Außerdem besaß das Wägelchen eine eigene Bremse, die über einen Kontakt am Fahrschalter betätigt wurde, dadurch war auch an Steigungen beziehungsweise Gefällstrecken ein synchroner Betrieb möglich. Der Abstand zwischen den beiden Fahrleitungsdrähten betrug beim System Lombard-Gérin 30 Zentimeter, die Oberleitung wurde an sieben Meter hohen Masten aufgehängt. Die beiden Drähte aus hartgezogenem Kupfer hatten einen Durchmesser von jeweils 8,25 Millimetern.
Erstmals angewandt wurde das System Anfang 1900 auf einer 900 Meter langen Versuchsstrecke im 15. Pariser Arrondissement auf dem Quai d'Issy-les-Moulineaux entlang der Seine. Vom 2. August 1900 bis zum 12. November 1900 präsentierte Lombard-Gérin sein System anlässlich der Pariser Weltausstellung schließlich im Pariser Vorort Saint-Mandé auch einer breiteren Öffentlichkeit. Die Pilotstrecke der Compagnie de Traction par Trolley Automoteur führte durch das Parkgelände Bois de Vincennes, sie verband die Métro-Station Porte de Vincennes mit dem Lac Daumesnil und war 2½ Kilometer lang. Diese Anlage war der weltweit erste Oberleitungsbus im regelmäßigen Linienbetrieb mit Fahrgästen. Für seine Neuheit erhielt der Erfinder von der Jury der Weltausstellung eine Goldmedaille verliehen.
Die Compagnie de Traction par Trolley Automoteur beabsichtigte, in die Schweiz zu expandieren. Sie führte deshalb am 17. Dezember 1900 Vorführfahrten mit einem Elektromobil bei Chillon im Schweizer Kanton Waadt durch. Hierzu wurde eigens eine 200 Meter lange Strecke zwischen Villeneuve und Chillon mit einer Oberleitung versehen. Eingesetzt wurde ein zweisitziges Elektromobil.
Bald darauf wurde außerdem mit der Gleislosen Bahn Eberswalde am 22. März 1901 auch in Deutschland eine Lombard-Gérin-Anlage eröffnet. Der Betrieb musste jedoch schon nach drei Monaten wieder eingestellt werden, weil die Straßen zu schlecht waren und die Räder – sie besaßen zunächst eine Hartgummibereifung und wurden später auf Eisenbereifung umgestellt – deshalb zu schnell verschlissen.
Weitere Betriebe nach dem System Lombard-Gérin bestanden in Fontainebleau (acht Kilometer lange Überlandlinie nach Samois-sur-Seine, 1901 bis 1913), in Kopenhagen (1902), in Montauban (1903 bis 1904), in Marseille (Überlandlinie zwischen dem Stadtteil La Rose und dem Vorort Allauch, 1903 bis 1905), zwischen Gallarate und Samarate (1904 bis 1906) und in Saint-Malo (1906 bis 1907).
Ferner betrieb man ab 1903 auch die Teltow, ein elektrisch betriebenes Schleppschiff auf dem Machnower See, zeitweise mit einem Kontaktwagen nach dem System Lombard-Gérin.

### Das System Schiemann (1901)

Die 1901 eröffnete Bielatalbahn war die erste O-Bus-Strecke Schiemanns. Gut erkennbar die hintereinander angeordneten Stangen unterschiedlicher Länge, die ein Wenden an jeder beliebigen Stelle erlaubten

1902: Der Zweirichtungswagen für die Società Anonima Elettricità Alta Italia bei den Teltower Kreisbahnen

In Deutschland hatte insbesondere der sächsische Ingenieur Max Schiemann (1866–1933) und seine Gesellschaft für gleislose Bahnen Max Schiemann & Co. Pionierbedeutung für die weitere Entwicklung des Oberleitungsbusses. Schiemann gelang es, das bei der Stromabnahme relativ sichere und bis in die Gegenwart gebräuchliche Schleifschuh-System bei O-Bussen einzuführen. Hierbei bediente er sich einer Erfindung des Briten Alfred Dickinson, der bereits 1893 einen Stangenstromabnehmer mit Kontaktrolle und einer seitlichen Abweichung von bis zu 3,5 Metern für Straßenbahnen vorstellte.
Gleichfalls schon ab 1893 verwendete die Strassenbahn Stansstad–Stans in der Schweiz Stangenstromabnehmer mit Schleifschuh. Schiemann kombinierte die beiden Systeme, das heißt, er konstruierte einen Stangenstromabnehmer mit seitlicher Abweichung und Schleifschuh. Die maximale Abweichung der Wagen von der durch die Oberleitung bedingten Ideallinie war damit zwar deutlich geringer als bei den Systemen mit Kontaktwägelchen, angesichts der damals üblichen schmalen Straßen wirkte sich dies jedoch kaum aus.
Im Gegensatz zum heutigen Prinzip waren die beiden Stromabnehmerstangen bei Schiemann hintereinander statt nebeneinander angeordnet, ferner waren sie unterschiedlich lang. Dadurch war es den Fahrzeugen möglich, an jeder beliebigen Stelle ohne fremde Hilfe beziehungsweise ohne die Errichtung von Wendeanlagen umzukehren. Die beiden Drähte waren bei Schiemann 50 Zentimeter voneinander entfernt.
Die erste O-Bus-Strecke nach dem System Schiemann war die zunächst 2½ Kilometer lange Bielatalbahn in der Sächsischen Schweiz. Sie wurde am 10. Juli 1901 eröffnet und wie damals üblich als Gleislose Bahn bezeichnet. Von 1906 bis 1917 verband die Elektrische gleislose Bahn Ahrweiler die Kernstadt von Ahrweiler mit dem Stadtteil Walporzheim sowie mit den Neuenahrer Ortsteilen Hemmessen und Wadenheim. Insgesamt errichtete Schiemann acht Gleislose Bahnen mit Personenverkehr, drei von ihnen wurden zusätzlich auch im Güterverkehr betrieben.
Eine weitere Schiemann-Anlage wurde in den Jahren 1900 bis 1902 in der Schweiz geplant. Sie sollte dem Nordufer des Vierwaldstättersees folgen und von Weggis über Vitznau und Gersau zum Bahnhof Brunnen an der Gotthardbahn führen. Zwar reichte die Schweizerische Automobil-Gesellschaft aus Aarau ein Konzessionsgesuch ein, jedoch scheiterte die Anlage am Widerstand der Bevölkerung.
Außerdem experimentierte Schiemann mit Zweirichtungsfahrzeugen, die symmetrisch wie eine klassische Straßenbahn aufgebaut waren. Sie hatten an beiden Enden einen Führerstand mit Fahrschalter und abnehmbarem Lenkrad, die Kurvengängigkeit gewährleisteten zwei Drehschemel. Hierbei handelte es sich zum einen um den Güterwagen 4 der Bielatalbahn mit Sitzbänken für den Ausflugsverkehr, zum anderen um einen Vorführwagen für die italienische Società Anonima Elettricità Alta Italia, der im Hinblick auf die Turiner Gewerbeausstellung vom 10. Mai bis zum 10. November 1902 gebaut wurde. Zuvor wurde er bei den Teltower Kreisbahnen getestet.

### Das System Stoll (1901)

Das System Stoll

1903: Die Dresdner Haide-Bahn war die erste O-Bus-Anlage Stolls

Die Patentschrift Carl Stolls

Der Dresdner Unternehmer (Dresdner Wagenbauanstalt Carl Stoll) und Konstrukteur Carl Stoll (1846–1907) entwickelte wiederum das vom Amerikaner Willis G. Caffrey erfundene Prinzip mit dem unter dem Kontaktwägelchen angebrachten Gewicht weiter. Er perfektionierte diese Idee und meldete dafür am 9. Mai 1901 ein Patent an.
Das Kontaktwägelchen wurde bei Stoll nicht angetrieben, sondern – wie seinerzeit beim Elektromote oder den amerikanischen Versuchsanlagen – mittels des elektrischen Kabels nachgeschleppt. Das Wägelchen lief auf zwei 30 Zentimeter voneinander entfernt liegenden Fahrdrähten. Um einen ruhigen Lauf zu sichern, war im Schwerpunkt eine 60 Zentimeter lange Stange angebracht, an deren unterem Ende sich eine Stahlkugel befand.
Für die Stromabnahme besaßen die Fahrzeuge an der linken Ecke des Führerstandes eine Stange, durch die die Kabel vom Stromabnehmer zum Wagen geführt wurden. Begegneten sich zwei Fahrzeuge auf der Strecke, so wurden während eines kurzen Haltes die Zuleitungen der Kontaktpaare ausgetauscht. Dadurch konnten überall Wagenbegegnungen stattfinden, obwohl nur eine Oberleitung für beide Fahrtrichtungen vorhanden war. Ferner konnten die Fahrzeuge beim System Stoll zwischen vier und sechs Meter von der Ideallinie der Oberleitung abweichen, somit deutlich weiter als beim konkurrierenden System Schiemann. Sie konnten dadurch auf normal breiten Straßen wie gewöhnliche Fuhrwerke ausweichen.
Bezüglich der elektrischen Ausrüstung seiner Fahrzeuge kooperierte Stoll mit der Allgemeinen Elektricitäts-Gesellschaft (AEG); das Unternehmen stand damit in direkter Konkurrenz zum Unternehmen Siemens (das wiederum mit seinem ehemaligen Mitarbeiter Schiemann zusammenarbeitete). Eine Besonderheit der Stoll-Fahrzeuge war der Aufbau nach dem Prinzip eines Sattelschleppers, sie verfügten alle über eine zweiachsige Antriebseinheit auf die ein einachsiger Nachläufer aufgesetzt wurde. Letztendlich konnte sich das Stoll’sche Konzept jedoch nicht bewähren, insbesondere das Sattelschlepper-Prinzip erwies sich als wenig praktikabel. Letztendlich wurden nur vier Linien nach dem System Stoll betrieben – alle vier mussten den Betrieb schon nach kurzer Zeit wieder einstellen:
| Betrieb                                       | Land                    | Länge   | Wagen | Eröffnung | Einstellung |
| --------------------------------------------- | ----------------------- | ------- | ----- | --------- | ----------- |
| Dresdner Haide-Bahn                           | Deutschland             | 5,2 km  | 6     | 1903      | 1904        |
| Gleislose Bahn Poprád–Ótátrafüred             | Ungarn (heute Slowakei) | 13,8 km | 3     | 1904      | 1906        |
| Gleislose Bahn Hermannstadt                   | Ungarn (heute Rumänien) | 2,3 km  | 4     | 1904      | 1904        |
| Gleislose Bahn Niederschöneweide–Johannisthal | Deutschland             | 1,5 km  | 2     | 1904      | 1905        |

Konstrukteur Carl Stoll (1846–1907)

Am 29. Dezember 1903 kündigte die AEG, der Hauptpartner von Stoll, ihren Vertrag mit dem Dresdner Unternehmer. Die knapp ein Jahr später eröffnete Strecke Niederschöneweide–Johannisthal wurde daraufhin von der AEG in Eigenregie betrieben. Nachdem außerdem die russische Regierung infolge des verlorenen Kriegs gegen Japan ihre Pläne für den Bau einer solchen Bahn in Sankt Petersburg fallen ließ, geriet das Unternehmen in finanzielle Bedrängnis. Der durch den Misserfolg ruinierte Unternehmer beging 1907 Suizid. Sein Sohn Hans-Ludwig Stoll übernahm den väterlichen Betrieb und verlegte ihn noch im selben Jahr von Dresden nach Wien, dort war er noch bis 1914 als Erbauer von O-Bus-Anlagen tätig.

### Das System Cantono-Frigerio (1903)

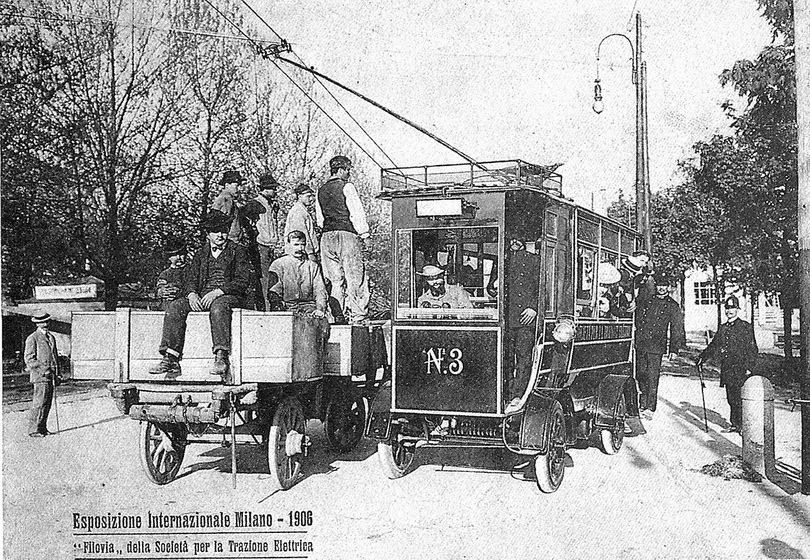
Ein Cantono-Frigerio-Wagen auf der Mailänder Weltausstellung von 1906

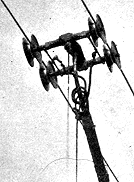
Beim Cantono-Frigerio-System wurde der Kontaktwagen von unten an die Fahrleitung gepresst

Bei den ersten O-Bus-Anlagen in Italien dominierte das 1903 vorgestellte Cantono-Frigerio-System. Ausgeführt wurden die betreffenden Strecken von der römischen Firma Eugenio Cantono S.A. (ab 1904 Cantono Avantreni S.A. bzw. ab 1906 Fabbrica Rotabili Avantreni Motori S.A.) des Erfinders Eugenio Cantono in Zusammenarbeit mit der Mailänder Società in Accomandita Ing. Carlo Frigerio & C. (ab 1905 Società per la Trazione Elettrica) des Ingenieurs Carlo Frigerio. Es handelte sich hierbei um eine Mischung aus den bisher bekannten Systemen. Es wurde zwar weiterhin ein Kontaktwägelchen verwendet, jedoch war dieses zum einen bereits durch eine feste Stange mit dem Fahrzeug verbunden und wurde zum anderen von unten an die Fahrleitung gepresst.
Erste Verbindung nach dem Cantono-Frigerio-System war die Überlandlinie von Pescara in den (1927 eingemeindeten) Vorort Castellammare Adriatico. Sie wurde zwar schon 1904 wieder aufgelassen, jedoch folgten bis zum Ersten Weltkrieg noch über zehn weitere Strecken mit dieser Stromabnehmerbauart – von denen allerdings nur die wenigsten den Krieg überlebten.

Lyon–Charbonnières, einziger Betrieb nach dem System Nithard

### Das System Nithard (1905)
Technisch weitgehend identisch mit dem System Schiemann war das System Nithard, benannt nach seinem Erfinder Charles Nithard (1868–1946) aus Riedisheim im Elsass. Auch Nithard benutzte zwei Schleifschuhe, die an die Fahrleitung gepresst wurden, allerdings waren die Stangen bereits – wie bis heute üblich – nebeneinander angeordnet. Jedoch wurde nur eine Strecke nach seinem Prinzip betrieben, hierbei handelte es sich um die bei Lyon gelegene vier Kilometer lange Überlandlinie von Tassin-la-Demi-Lune nach Charbonnières-les-Bains. Die Strecke der Société de transport et d’éclairage électrique de Charbonnières-les-Bains wurde Anfang September 1905 eröffnet. Nachdem eine Person beim Kontakt mit der Fahrleitung den Tod gefunden hatte, musste die Verbindung schon am 10. September 1907 wieder eingestellt werden.

### Das System Mercédès-Électrique-Stoll (1907)

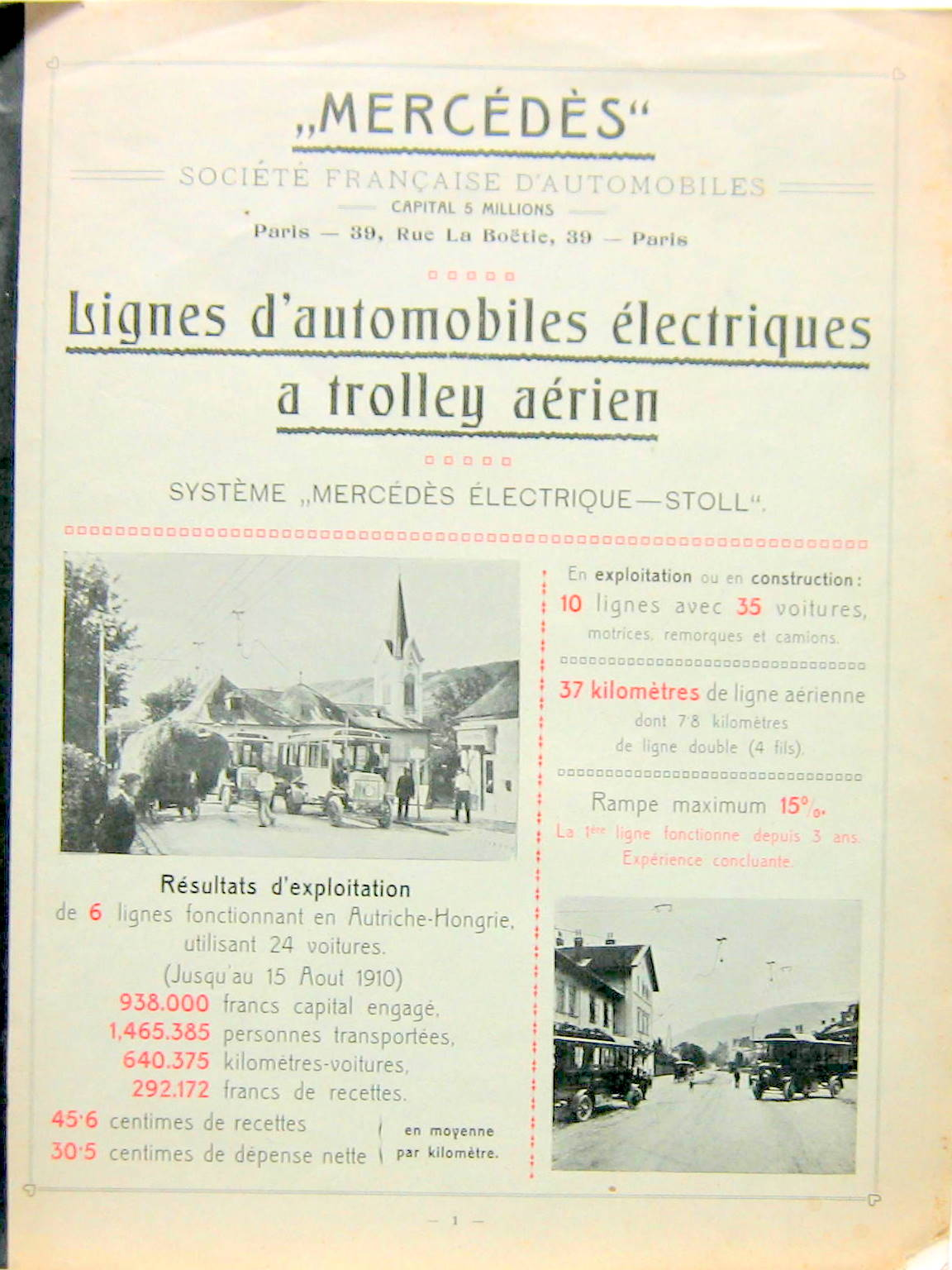
Französische Werbung für das System Mercédès-Électrique-Stoll

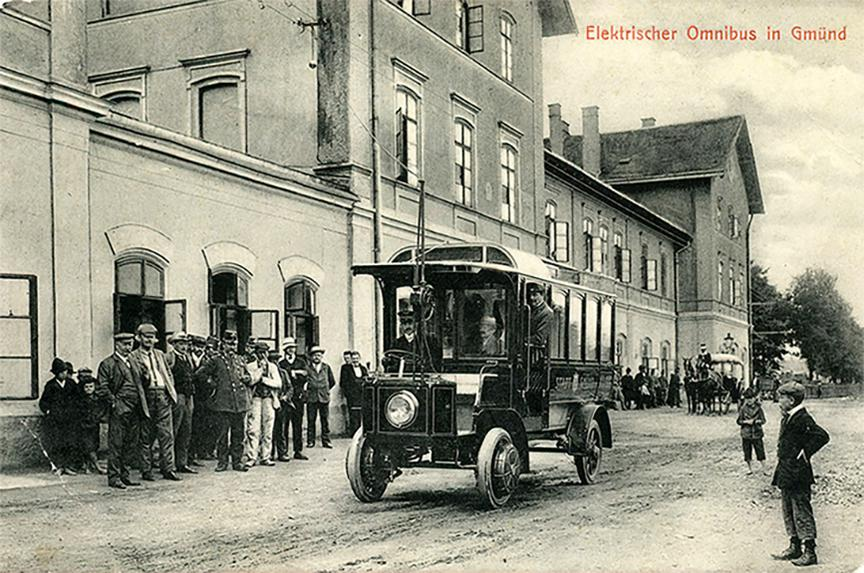
Die 1907 eröffnete Elektrische Oberleitungs-Automobillinie Gmünd war die erste nach dem System Mercédès-Électrique-Stoll

Auf der Gleislosen Bahn Preßburg–Eisenbrünnl wurden auch offene Sommerwagen eingesetzt

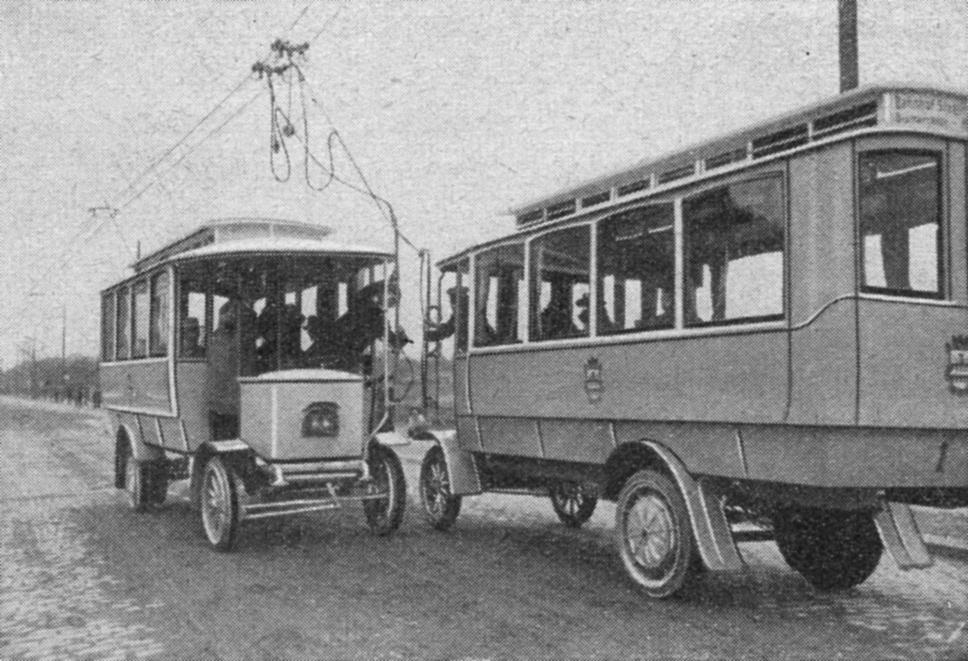
Stromabnehmertausch beim Gleislosbus Steglitz

Nach dem Tod von Carl Stoll brachte sein Sohn Hans-Ludwig Stoll die Idee seines Vaters zusammen mit der Oesterreichischen Daimler-Motoren-Gesellschaft (Austro-Daimler) aus Wiener Neustadt und der K. u. k. Hofwagenfabrik Jacob Lohner & Co. aus Wien zur Serienreife. Daimler war dabei für die Motoren und die elektrischen Ausrüstungen zuständig, Lohner stellte die Wagenkästen her.
Das fortentwickelte Patent wurde in Anlehnung an das beteiligte Unternehmen Austro-Daimler System Elektro-Daimler-Stoll genannt. Vermarktet wurde es jedoch unter der „weltläufigeren“ französischen Bezeichnung System Mercédès-Électrique-Stoll, seltener auch System Mercédès-Élektrique-Stoll geschrieben. In Großbritannien arbeitete Stoll mit dem Unternehmen Cedes Electric Traction Ltd aus Stamford Hill (Greater London) zusammen; dort wurde das neue Prinzip entsprechend als System Cedes-Stoll angeboten. Es kam erstmals ab dem 16. Juli 1907 in der niederösterreichischen Stadt Gmünd zur Anwendung; die dortige Elektrische Oberleitungs-Automobillinie Gmünd war gleichzeitig die erste O-Bus-Anlage Österreichs und Tschechiens. Ferner wurde das System 1908 auf der Exposition Internationale des Applications de l’Electricité in Marseille auch einer breiteren Öffentlichkeit vorgestellt, dort existierte von April bis November eine 800 Meter lange Versuchsstrecke mit Fahrgastbeförderung.
Im Gegensatz zum Stoll’schen Ursprungssystem wurde auf das Sattelschlepper-Prinzip verzichtet, man verwendete stattdessen Radnabenmotoren. Im zeitgenössischen Lexikon der gesamten Technik von Otto Lueger wird das System Mercédès-Électrique-Stoll wie folgt beschrieben:

„Die Stabilität des Stromabnehmergestelles ist dadurch erhöht, dass die federnde Laufrolle pendelartig an ihm aufgehängt ist, die die Anschlussstellen des schleifenartig zusammengezogenen Zuführungskabels am Stromabnehmer vom Wagenzuge entlastet. Dieses Kabel ist an ein zweites, 12 m langes Kabel, das um eine auf dem Wagen befestigte Trommel gewickelt ist, mittels leichtlöslicher Steckdose angeschlossen.
Beim Ausweichen des Fahrzeuges wickelt die durch eine Feder gespannte Trommel das abgelaufene Kabelstück selbsttätig wieder auf; dadurch wird es ermöglicht, die ganze Straßenbreite unabhängig von der Oberleitung zu befahren und überall umzudrehen. Der Kabelanschluss mit Steckdose gestattet zwei in entgegengesetzter Richtung fahrenden Wagen, einander leicht auszuweichen, die Wagenführer tauschen die Steckdosen und damit die Stromabnehmer und fahren wieder weiter.
Von der Kabeltrommel geht der Strom zu den beiden in die Hinterräder eingebauten Motoren von je 20 PS. über einen Kontroller mit sechs Geschwindigkeiten, deren erste drei Serien- und die drei letzten Parallelschaltung haben. Durch den Einbau der Elektromotoren in die Hinterräder ist jede Zahnradübersetzung und Kettenübertragung vermieden und dadurch gänzliche Geräuschlosigkeit verbürgt. Die Wagen sind vorn mit einfachen und hinten mit doppelten Vollgummireifen bereift. Sie haben zwei voneinander unabhängige, auf die Hinterräder wirkende Fußbandbremsen und außerdem noch eine elektrische Kurzschlussbremse mit drei Bremsstufen, die ein nahezu sofortiges Halten ermöglichen.“

Bezüglich der neuen Technik profitierte Ludwig Stoll von den Erfindungen des Ingenieurs Ferdinand Porsche, der seit 1906 Entwicklungs- und Produktionsleiter bei Austro-Daimler war. Dazu gehörten zum einen der Radnabenmotor, den sich Porsche 1896 patentieren ließ, und zum anderen das 1900 vorgestellte Elektroauto Lohner-Porsche, das mit den ab 1907 von Stoll produzierten Gleislosen Bahnen technisch verwandt war.
Weitere technische Neuerungen waren die Verwendung von Vollgummireifen statt eisenbereifter Holzspeichenräder. Darüber hinaus stand – erstmals im regelmäßigen Fahrgastbetrieb – bei zwei der Mercédès-Électrique-Stoll-Anlagen jeder Fahrtrichtung ein Fahrleitungspaar zur Verfügung, von Stoll als Vierdrahtsystem bezeichnet. Die Bauart Mercédès-Électrique-Stoll war vergleichsweise stark verbreitet, es bestanden insgesamt 18 Anlagen nach diesem System. Eine 1912 geplante Strecke in München, sie sollte von Neuhausen nach Sendling führen, konnte hingegen nicht mehr verwirklicht werden:

Ein Stoll-Wagen auf einer zeitgenössischen Reklamemarke für Metzeler-Vollgummireifen

| Betrieb                                                           | Land                                    | Länge   | Wagen | Eröffnung | Einstellung |
| ----------------------------------------------------------------- | --------------------------------------- | ------- | ----- | --------- | ----------- |
| Elektrische Oberleitungs-Automobillinie Gmünd                     | Österreich (heute teilweise Tschechien) | 2,88 km | 2     | 1907      | 1916        |
| Marseille                                                         | Frankreich                              | 0,8 km  | 2     | 1908      | 1908        |
| Elektrischer Oberleitungs-Automobil-Betrieb der Gemeinde Weidling | Österreich                              | 3,7 km  | 5     | 1908      | 1919        |
| Gleislose Bahn Pötzleinsdorf–Salmannsdorf                         | Österreich                              | 2,2 km  | 4     | 1908      | 1938        |
| Elektrische Oberleitungsbahn Liesing–Kalksburg                    | Österreich                              | 3,8 km  | 4     | 1909      | 1920        |
| Gleislose Bahn Preßburg–Eisenbrünnl (auch Güterverkehr)           | Ungarn (heute Slowakei)                 | 5,8 km  | 6     | 1909      | 1915        |
| Gleislose Bahn Budweis                                            | Böhmen (heute Tschechien)               | 1,6     | 2     | 1909      | 1914        |
| Gleislose Bahn Judenburg                                          | Österreich                              | 1,9 km  | 1     | 1910      | 1914        |
| Gleislose Bahn Heilbronn–Böckingen                                | Deutschland                             | 5,5 km  | 4     | 1911      | 1916        |
| Gleislose Bahn Freiburg–Farvagny (auch Güterverkehr)              | Schweiz                                 | 12,5 km | 3     | 1912      | 1932        |
| Gleislobus Steglitz                                               | Deutschland                             | 1,8 km  | 3     | 1912      | 1914        |
| Paris–Saint-Mandé                                                 | Frankreich                              | 2,2 km  | 2     | 1912      | 1914        |
| West Ham                                                          | Großbritannien                          | –       | 1     | 1912      | 1912        |
| Keighley                                                          | Großbritannien                          | –       | 8     | 1913      | 1926 / 1932 |
| Aberdare                                                          | Großbritannien                          | –       | 8     | 1914      | 1925        |
| Hove                                                              | Großbritannien                          | –       | 1     | 1914      | 1914        |
| Germiston                                                         | Südafrika                               | –       | 10    | 1914      | 1918        |
| Constantine                                                       | Frankreich (heute Algerien)             | 5 km    | 6     | 1921      | 1925 / 1963 |

1. ↑  Präsentationsstrecke
2. ↑  mit Vierdrahtsystem
3. ↑  mit Vierdrahtsystem
4. ↑  zuzüglich eines Oberleitungslastkraftwagens
5. ↑  zuzüglich eines Anhängers
6. ↑  zuzüglich eines Oberleitungslastkraftwagens
7. ↑  nur Versuchsbetrieb
8. ↑  Keighley wandte sich 1926 vom System Stoll ab, der O-Bus-Betrieb bestand jedoch noch bis 1932
9. ↑  nur Versuchsbetrieb
10. ↑  zuzüglich eines Anhängers
11. ↑  Constantine wandte sich 1925 vom System Stoll ab, der O-Bus-Betrieb bestand jedoch noch bis 1963

### Das System Lloyd-Köhler (1910)
Eine weitere deutsche Entwicklung war das 1910 erstmals angewandte System Lloyd-Köhler. Federführend bei der Entwicklung war das namensgebende Unternehmen Gleislose Lloydbahnen Köhlers Bahnpatente GmbH aus Bremen, ein Gemeinschaftsunternehmen des Erfinders Georg Willy Köhler und der späteren Hansa-Lloyd-Werke. Bei diesem System waren die beiden Drähte übereinander angeordnet, der Minus-Draht verlief dabei senkrecht über dem Plus-Draht. Diese Anordnung war nicht zufällig, sie sollte verhindern, dass eine herabfallende Stromleitung einen Kurzschluss auslöst. Die Stromabnahme erfolgte ebenfalls per Kontaktwägelchen, jedoch hatte dieses nur zwei Rollen. Sie liefen oben auf dem Minus-Draht, während an den Plus-Draht von unten zwei Kontaktschuhe gedrückt wurden. Ferner sorgte eine Kabelschlaufe mit Feder unter dem Schlitten für eine Schonung der Oberleitung beim Anfahren.

Vertikale Leitungsanordnung beim System Lloyd-Köhler

Die Kabelführung und der Wagenaufbau waren weitgehend mit dem System Mercédès-Électrique-Stoll identisch. Ebenso verwendete auch Köhler Vollgummireifen und Radnabenmotoren. Und auch beim System Lloyd-Köhler mussten sich begegnende Fahrzeuge kurz anhalten und die Stromabnehmer umstecken. Das System bewährte sich jedoch ebenfalls nicht und kam nur bei fünf Betrieben zur Anwendung, 1915 meldete das Köhler’sche Unternehmen schließlich Insolvenz an:
| Betrieb                           | Land                      | Länge   | Wagen                    | Eröffnung | Einstellung |
| --------------------------------- | ------------------------- | ------- | ------------------------ | --------- | ----------- |
| Bremen-Arster Bahn                | Deutschland               | 03,2 km | 2 Motorwagen             | 1910      | 1916        |
| Parkbahn                          | Deutschland               | 03,1 km | 4 Motorwagen             | 1910      | 1911        |
| Ludwigsburger Oberleitungs-Bahnen | Deutschland               | 15,1 km | 6 Motorwagen, 3 Anhänger | 1910      | 1926        |
| Gleislose Lloyd-Bahn Brockau      | Deutschland (heute Polen) | 04,3 km | 4 Motorwagen, 2 Anhänger | 1912      | 1914        |
| Stockport                         | Großbritannien            | 02,8 km | 3 Motorwagen             | 1913      | 1919        |

### Erster Regelbetrieb in den Vereinigten Staaten (1910)

Kreuzung im Laurel Canyon, der rechte Wagen mit abgezogenen Stangen

In den Vereinigten Staaten wurde die erste regelmäßig mit Fahrgästen betriebene O-Bus-Linie am 11. September 1910 eröffnet, The Trackless Trolley genannt. Die 2,7 Kilometer lange Strecke am Rande von Los Angeles verband die Straßenbahnendstelle am Sunset Boulevard mit dem beliebten Ausflugsziel und Bungalow-Viertel Laurel Canyon. Die beiden Fahrdrähte waren dabei deutlich weiter voneinander entfernt als bei den zuvor bekannten Anlagen. Die beiden Stromabnehmer wurden nicht mittig, sondern jeweils am Rand des Wagenkastens platziert. Eine Besonderheit dieses Systems waren die zusätzlichen Seile samt Gegengewichten, die anstatt der sonst üblichen Zugfedern für den nötigen Anpressdruck der Kontaktstangen sorgten. Betreibergesellschaft war die 1909 gegründete Laurel Canyon Utilities Company, die Stromversorgung mit 600 Volt Gleichstrom erfolgte durch die örtliche Straßenbahngesellschaft Pacific Electric Railway (PE). Es waren zwei Fahrzeuge vorhanden, sie boten jeweils zehn Passagieren Platz. Schon 1915 wurde dieser Betrieb jedoch wieder beendet und durch Dampfwagen der Marke Stanley Steamer ersetzt.

## Zäsur durch den Ersten Weltkrieg

### Stagnation in Kontinentaleuropa

Ressentiments gegenüber dem neuartigen Verkehrsmittel, karikaturistisch dargestellt auf einer zeitgenössischen Postkarte

Obwohl die Staaten Deutschland, Frankreich, Italien und Österreich bei der anfänglichen Entwicklung des Oberleitungsbusses führend waren, insbesondere Deutschland mit dem fortschrittlichen System Schiemann, bedeutete der Erste Weltkrieg einen schweren Rückschlag für die O-Bus-Pioniere auf dem europäischen Festland. Der Krieg sorgte für eine Stagnation der weiteren Entwicklung, nicht zuletzt deshalb, weil das für den Fahrleitungsbau benötigte Kupfer für die Rüstungsindustrie abgezweigt wurde. Dadurch wurden nicht nur neue Anlagen verhindert, sondern auch die Fahrdrähte vorhandener Betriebe als kriegswichtiger Rohstoff durch das Militär einkassiert. Ferner herrschte bei den meisten Obus-Gesellschaften Personalmangel, weil viele Angestellte zum Wehrdienst eingezogen wurden.
Aber auch technische Probleme spielten eine Rolle; die Straßenbeläge waren oft zu schlecht für die vergleichsweise schweren Oberleitungsbusse. Insbesondere galt dies für die Anhängerzüge. Die Betreibergesellschaften wurden häufig für die dadurch entstehenden Straßenschäden verantwortlich gemacht. Antriebskonzepte und Stromabnahme-Systeme waren ebenfalls noch nicht ausgereift, oft sorgten auch beide Faktoren im Zusammenspiel für Probleme. So waren beispielsweise die bei einigen Systemen verwendeten Radnabenmotoren noch nicht so gut abgedichtet wie heutige vollgekapselte Motoren. Dies führte zu Problemen auf den damals noch zahlreichen ungeteerten Naturstraßen, sie verursachten eine entsprechende Staubbelastung der Antriebe. Aber auch die Bevölkerung stand den neuen Verkehrsmitteln anfangs oft skeptisch gegenüber. Manchen galten sie ob ihres beinahe geräuschlosen Betriebs gar als unheimlich, vergleichbar mit den Vorbehalten gegenüber den ersten Dampflokomotiven im 19. Jahrhundert. Die aufgrund der hohen Betriebskosten oft teuren Fahrkarten sorgten wiederum in vielen Fällen für mangelnden Fahrgastzuspruch und damit für hohe Defizite.
Von den insgesamt 15 Anlagen, die in den Jahren 1901 bis 1912 im Deutschen Reich angelegt wurden, überlebten nur die Ludwigsburger Oberleitungs-Bahnen das Ende des Ersten Weltkriegs. Ähnlich war es in Frankreich (wo nur der Betrieb in Lille den Krieg überlebte), in Italien (wo nur ein Betrieb das Jahr 1922 überlebte) und in Österreich-Ungarn (wo nur die Gleislose Bahn Pötzleinsdorf–Salmannsdorf das Jahr 1920 überlebte).

### Weltweiter Durchbruch im British Empire

Der erste britische Trolleybus verkehrte 1909 in London

Der erste südamerikanische Trolleybus lief ab Oktober 1913 in Mendoza in Argentinien, hier im August 1913 auf Testfahrt in Leeds

Bereits 1908 hatte die britische Railless Electric Traction Company eine Lizenz des Systems Schiemann erworben und entwickelte dieses weiter. Am 25. September 1909 errichtete sie eine Versuchsanlage in der Hauptstadt London, nach ausgiebigen Tests folgten 1911 zwei weitere Anlagen in Bradford und Leeds. Innerhalb nur weniger Jahre verbreitete sich der O-Bus anschließend außer in Europa und in Nordamerika auch auf allen anderen Kontinenten. Insbesondere im British Empire fasste er schnell Fuß:
| Kontinent  | Staat       | Stadt      | Eröffnungsdatum                   |
| ---------- | ----------- | ---------- | --------------------------------- |
| Asien      | Japan       | Tokio      | April 1912, nur Versuchsbetrieb   |
| Südamerika | Argentinien | Mendoza    | Oktober 1913, nur Versuchsbetrieb |
| Afrika     | Südafrika   | Boksburg   | März 1914                         |
| Ozeanien   | Neuseeland  | Wellington | September 1924                    |

Infolge des Ersten Weltkriegs erfolgte die Weiterentwicklung des Systems überwiegend in Großbritannien und den Vereinigten Staaten. So existierten beispielsweise zwischen 1887 und 1924 allein in den USA rund zwanzig Versuchsanlagen. Die bisher führenden Nationen Deutschland, Frankreich, Italien und Österreich waren hingegen von der weiteren Entwicklung kriegsbedingt weitgehend abgekoppelt.
Einen Meilenstein setzten nach dem Krieg US-amerikanische Konstrukteure. Ihnen gelang es, bis 1923 Stromabnehmer für eine Geschwindigkeit von 60 km/h zu entwickeln. Positiv auf die weitere Entwicklung des Oberleitungsbusses wirkte sich außerdem die ebenfalls in den 1920er Jahren erfolgte Einführung von Luftreifen im Omnibusbau aus. Sie sorgten nicht nur für mehr Fahrgastkomfort, sondern verringerten überdies vor allem die Gefahr einer Stangenentgleisung durch starke Erschütterungen. Ferner sorgte die kontinuierliche Verbesserung der Straßenverhältnisse für die zunehmende Popularität des Oberleitungsbusses. Insbesondere die Abkehr von gepflasterten Straßen, Makadam-Straßen und Naturstraßen zugunsten asphaltierter Straßen spielte hierbei eine entscheidende Rolle.

## Die Jahre der größten Verbreitung

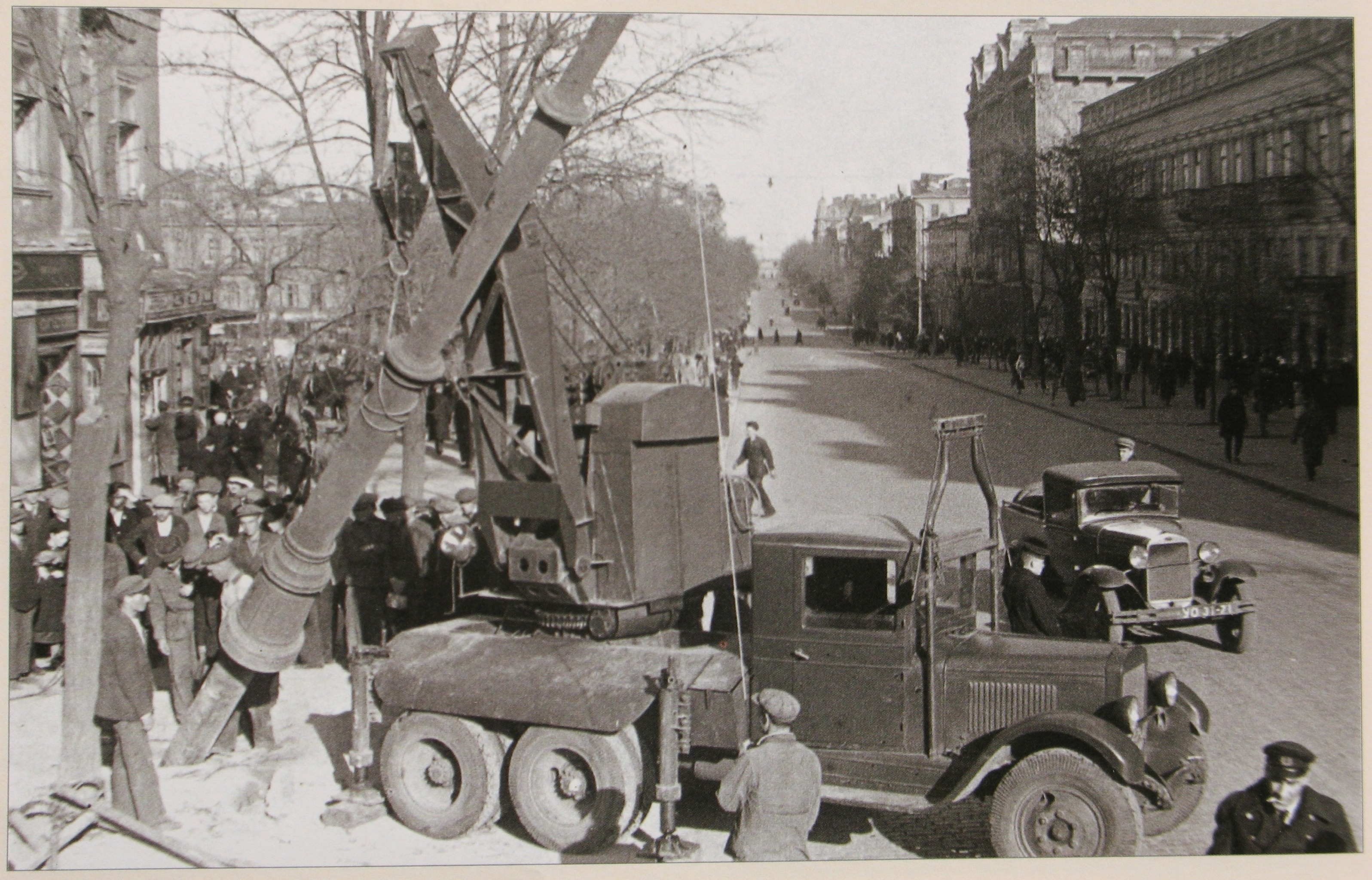
Aufstellung eines Oberleitungsmastes mit Autokran auf Basis eines ZIS-6-Lkw in Odessa, 1941

### Weltweite Entwicklung
In der Zwischenkriegszeit erwarb sich der Oberleitungsbus weltweit eine große Akzeptanz, vor allem in Großbritannien, in den Vereinigten Staaten und in der UdSSR. Weltweit ersetzten die O-Busse in jenen Jahren Straßenbahnstrecken, vor allem weil die Schienen nicht erneuert werden mussten, Linienerweiterungen wesentlich kostengünstiger waren, sie schneller und leiser fuhren und deshalb für die Fahrgäste oft attraktiver waren.
1934 waren in Großbritannien bereits 1089 Trolleybusse in 30 Betrieben mit einer gesamten Netzlänge von 589 Kilometern im Einsatz, Ende der 1930er Jahre waren es bereits 2600 Fahrzeuge. In der Nachkriegszeit verkehrten dann allein in der Hauptstadt London bis zu 1764 Wagen, dies war die größte Trolleybusflotte der Welt.
Insgesamt existierten in Großbritannien im Laufe der Jahre 38 O-Bus-Systeme, die überwiegende Mehrheit davon in England. In Wales (fünf Netze), Schottland (zwei Netze) und Nordirland (ein Netz in der Hauptstadt Belfast) war der Trolleybus weniger verbreitet, im benachbarten Irland gab es nie einen O-Bus-Betrieb.
In den Vereinigten Staaten waren es 1934 bereits 458 Oberleitungsbusse in 24 Betrieben mit einer gesamten Netzlänge von 335 Kilometern. 1940 verkehrten dann schon 2800 Wagen in 60 Netzen. Ihren absoluten Höhepunkt erreichte diese Entwicklung 1950, als in den USA mehr als 6500 Trolleybusse gleichzeitig im Einsatz standen.
Ab 1933 begann sich der O-Bus dann auch in der Sowjetunion durchzusetzen, damals wurde der erste Betrieb in der Hauptstadt Moskau eröffnet. Im Zuge der Industrialisierung der Sowjetunion wuchs das sowjetische O-Bus-Netz zum weltweit umfangreichsten an. Systematisch eröffnete man in den Hauptstädten aller 14 anderen Unionsrepubliken O-Bus-Systeme – jeweils bevor man auch die jeweiligen Provinzstädte mit O-Bus-Betrieben ausstattete: 1935 in Kiew, 1937 in Tbilissi, 1941 in Baku, 1944 in Alma-Ata, 1947 in Riga und Taschkent, 1949 in Chișinău und Jerewan, 1951 in Bischkek, 1952 in Minsk, 1955 in Duschanbe, 1956 in Vilnius, 1964 in Aşgabat und 1965 in Tallinn. Da in den Ländern des Rats für gegenseitige Wirtschaftshilfe kein Rückbau der O-Bus-Netze ab den 1960er Jahren vorgenommen wurde, zählt der Obus heute zu den typischen Attributen des dortigen Straßenbildes.

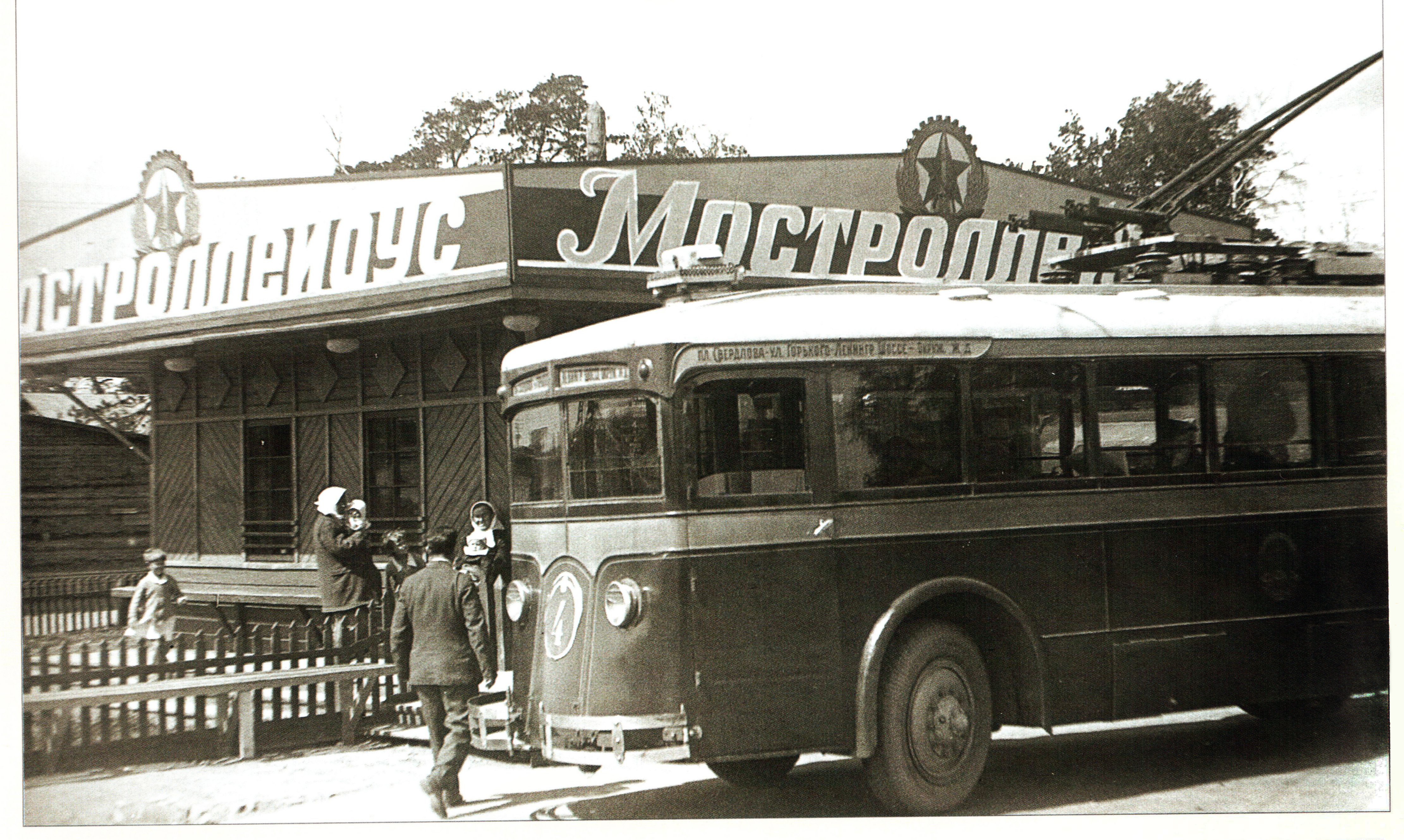
1934 in Moskau: der LK-1 war der erste sowjetische Trolleybus-Typ
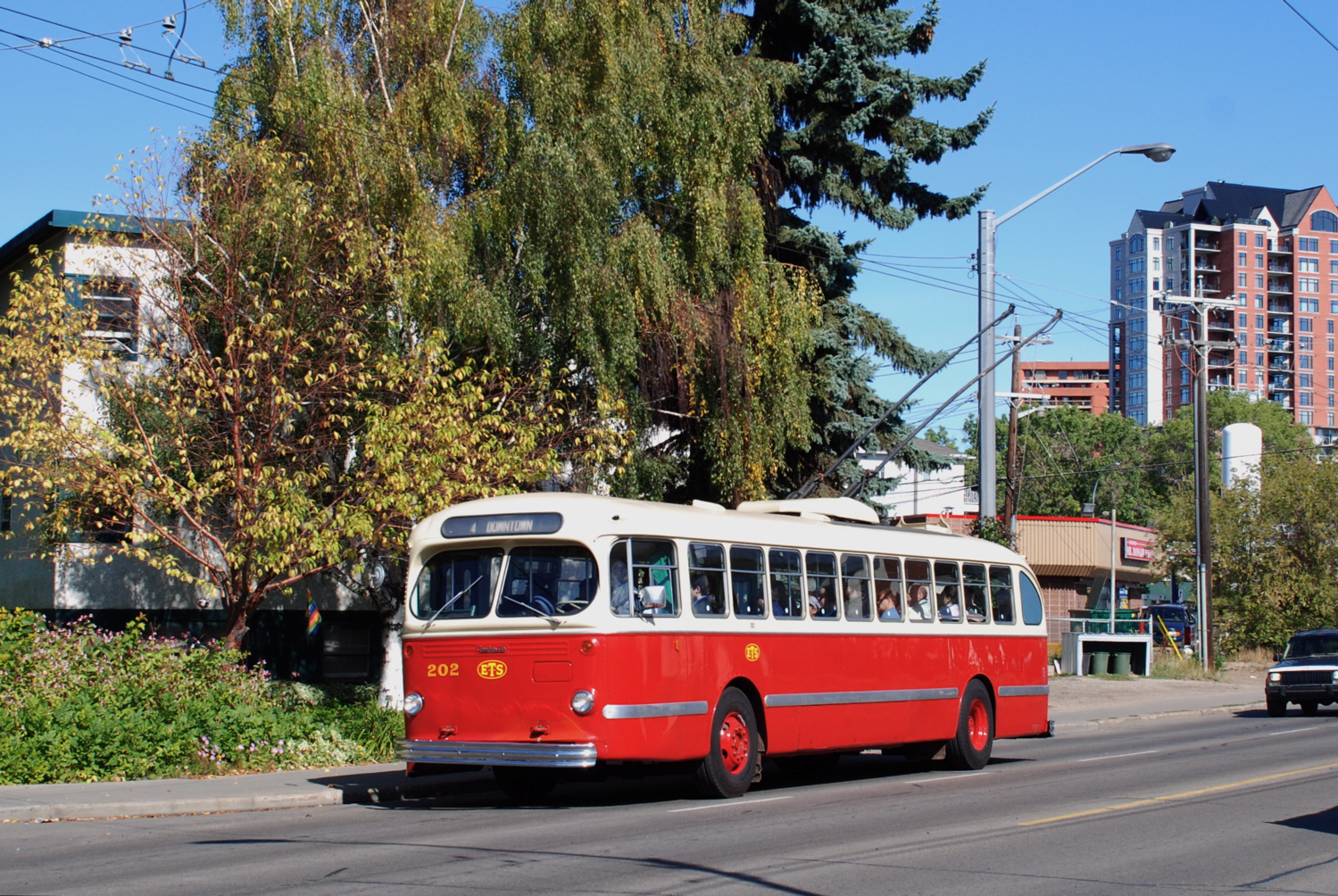
Ein typischer amerikanischer Brill-Wagen von 1954, hier in Edmonton
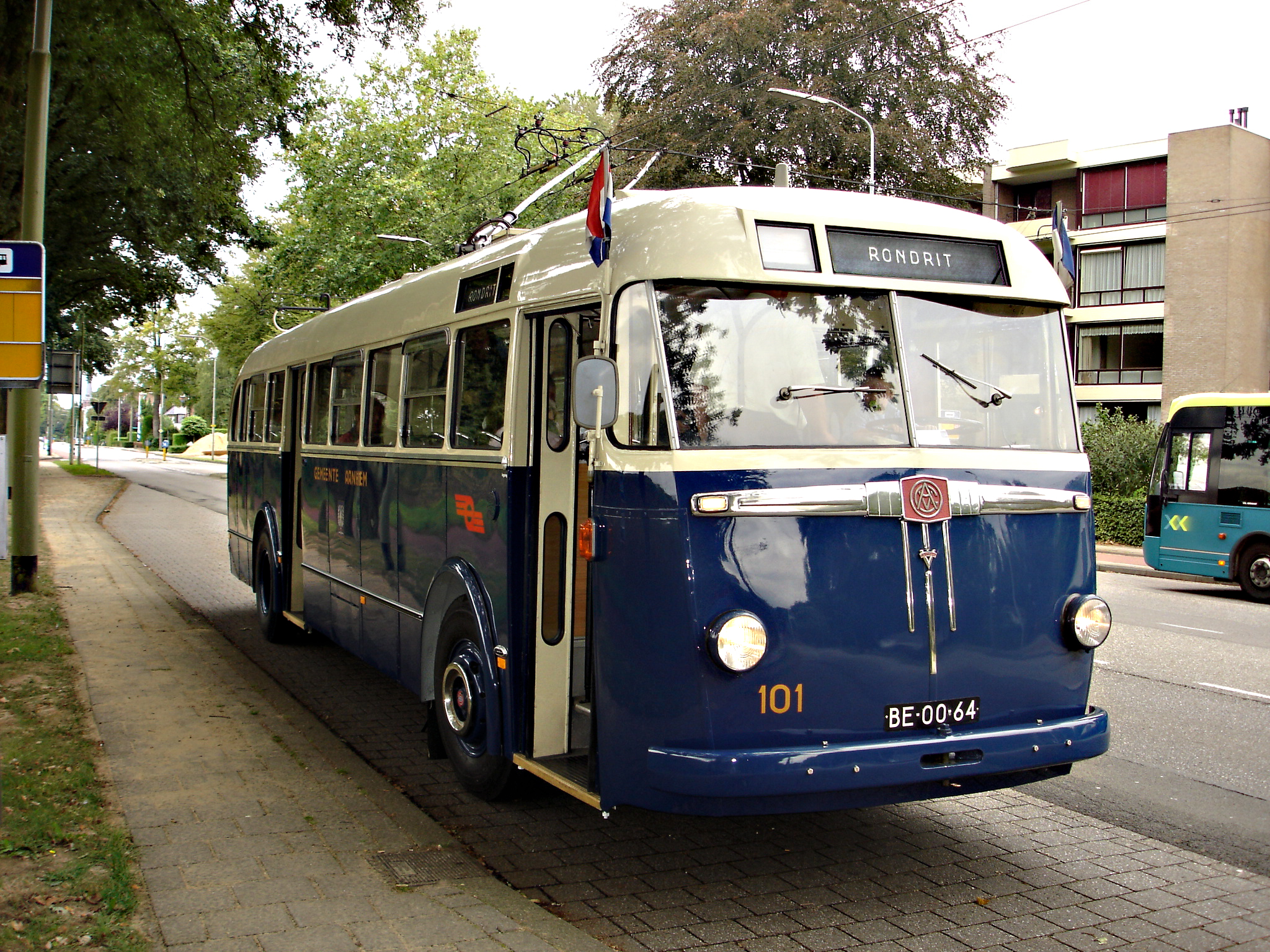
Niederlande: Arnheimer Trolleybus von 1949
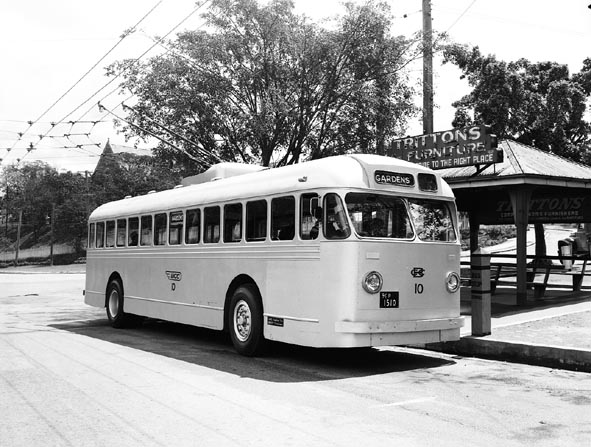
Australien: Trolleybus in Brisbane, 1951
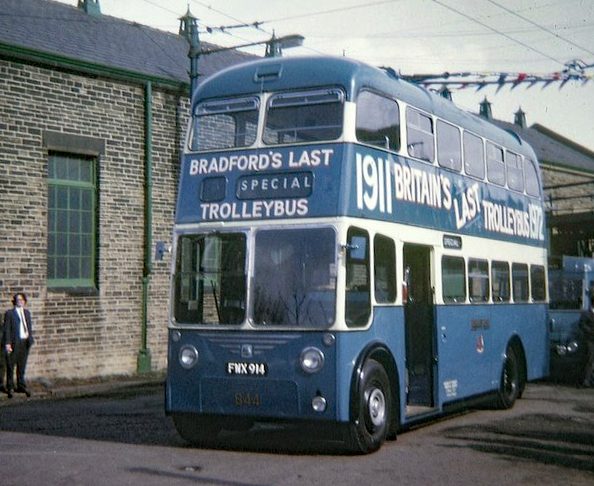
1972: Großbritanniens letzter Trolleybus in Bradford

In der westlichen Welt begann hingegen in den 1960er Jahren aufgrund der Fokussierung des Individualverkehrs der Niedergang des Verkehrsmittels Oberleitungsbus. So wurde beispielsweise in der einstigen O-Bus-Hochburg Großbritannien 1972 der letzte Betrieb eingestellt, dieser befand sich in Bradford. In London verkehrte bereits 1962 der letzte Trolleybus. In den Vereinigten Staaten beendete 1973 die Einstellung des Netzes in Chicago eine lange Reihe von Betriebseinstellungen, lediglich fünf der einstmals 60 Netze überlebten bis heute.
In den 1970er Jahren führte die Preisentwicklung auf dem Energiesektor, die Ölkrisen der Jahre 1973 und 1979/80 sowie das sich verstärkende Umweltbewusstsein in verschiedenen Ländern zu einer Wiederbelebung der Diskussion um den Oberleitungsbus. Die Fortschritte in der Antriebstechnik trugen ebenso dazu bei, dass der Oberleitungsbus wieder als Alternative zu anderen Beförderungsmitteln akzeptiert wurde. Dennoch wurden in der westlichen Welt seitdem nur vergleichsweise wenig neue Betriebe eröffnet. Jedoch führte die Diskussion der 1970er Jahre dazu, dass viele damals einstellungsgefährdete Netze bis heute überleben konnten.
Ferner statteten im Laufe der Jahre einige Entwicklungsländer ihre Hauptstädte mit O-Bus-Betrieben aus, insbesondere in Asien und Lateinamerika. Hierbei handelte es sich häufig um – teilweise recht kurzlebige – Prestigeprojekte, nicht selten mit finanzieller und technischer Unterstützung aus dem Ausland. In diese Kategorie fallen beispielsweise die Netze in Manila (1924 bis 1955), Georgetown (1924 bis 1961), Singapur (1926 bis 1962), Lima (1928 bis 1931), Rangun (1936 bis 1942), Caracas (1937 bis 1945), Havanna (1949 bis 1954), Port of Spain (1951 bis 1956), Kairo (1950 bis 1981), Montevideo (1951 bis 1992), Colombo (1953 bis 1964) und Tunis (1954 bis 1970). In späteren Jahren außerdem der Oberleitungsbus Kathmandu (1975 bis 2008), der Oberleitungsbus Kabul (1979 bis 1992) und der Betrieb in der vietnamesischen Hauptstadt Hanoi (1986 bis 1993).
Japan

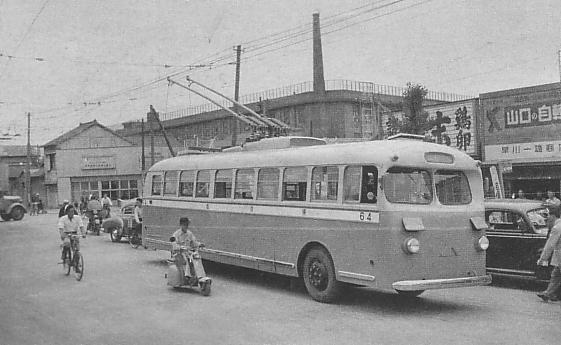
1952: Trolleybus in Tokio

Die erste Oberleitungsbuslinie Japans bestand zwischen 1928 und 1932 mit der Shin-Hanayashiki Onsen Tochi zwischen Takarazuka und Kawanishi. Für den Raum Kōbe plante die Settsu Denki Jidōsha bereits 1923 ein derartiges System.
Eingestellte Oberleitungsbuslinien waren die von den jeweiligen städtischen Verkehrsämtern betriebenen (shiei) Toei Trolleybus (1952–1968 durch das Verkehrsamt der Präfektur Tokio), Kawasaki-shiei Trolleybus (1951–1964 in Kawasaki), Yokohama-shiei Trolleybus (1959–1972 in Yokohama), Nagoya-shiei Trolleybus (1943–1951 in Nagoya), Kyōto-shiei Trolleybus (1932–1969 in Kyōto) und die Ōsaka-shiei Trolleybus (1953–1970 in Osaka). Für Nagaoka war in der Nachkriegszeit mit der Nagaoka-shiei Mukijō Densha ebenfalls ein solches System geplant.

### Renaissance und erneuter Niedergang in Deutschland und Österreich

#### Deutsches Reich
Mit Beginn der 1930er Jahre kam auch im Deutschen Reich die Trendwende zum modernen O-Bus. Bezüglich der Technik bediente man sich dabei der neuesten Entwicklungen aus Großbritannien und den USA. Nachdem es im Deutschen Reich vier Jahre lang gar keinen Oberleitungsbusverkehr gegeben hatte, eröffnete man am 26. August 1930 mit dem Fahrdrahtbus Mettmann–Gruiten die erste neuzeitliche O-Bus-Anlage Deutschlands. Bei dieser Strecke handelte es sich anfangs mehr um eine Teststrecke als um eine Linie zur Personenbeförderung, die Versuchsfahrten hatten Vorrang vor dem Regelbetrieb. Weitere Versuchsbetriebe existierten 1930/31 auf dem Gelände der BBC in Mannheim-Käfertal und ab dem 25. Januar 1931 in Nürnberg. Auf letzteren beiden Strecken fand jedoch kein planmäßiger Fahrgastbetrieb statt.

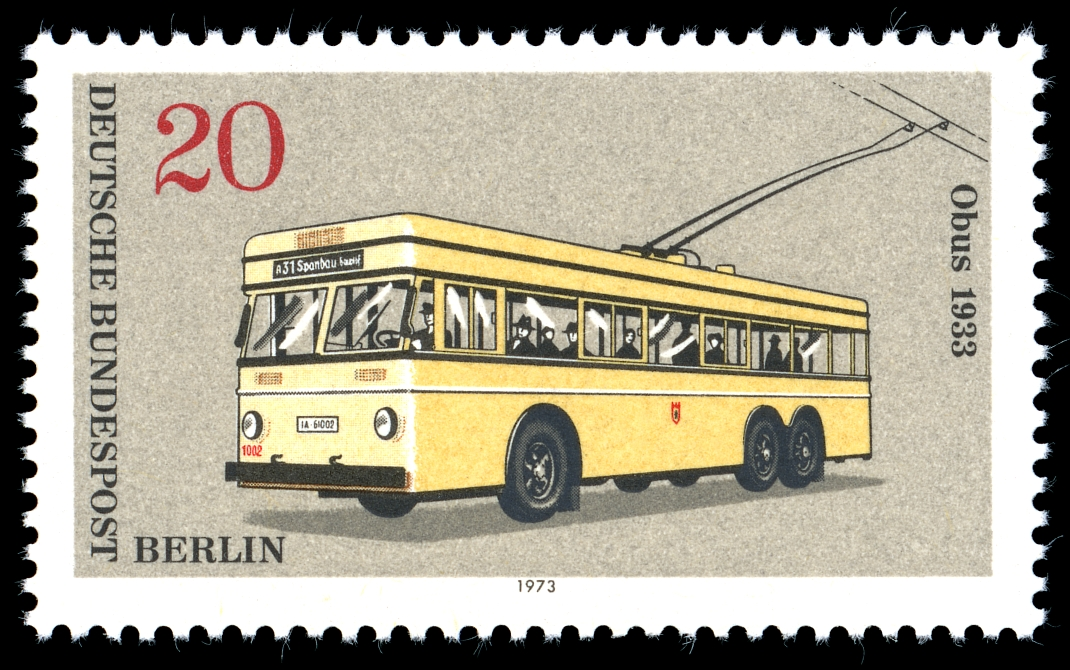
Ein Berliner O-Bus vom Typ Büssing/C.u.U./AEG aus dem Jahr 1933 auf einer Briefmarke von 1972

Als zweite moderne Anlage mit Regelbetrieb ging 1932 der Oberleitungsbus Idar-Oberstein in Betrieb. In den Jahren 1933 und 1935 wurden auch in der Hauptstadt Berlin zwei O-Bus-Linien eröffnet. Sie waren jedoch betrieblich stets voneinander getrennt, die erste befand sich im Bezirk Spandau, die zweite im Bezirk Steglitz. Weitere neue Anlagen folgten 1936 in Oldenburg und dem ostpreußischen Insterburg, 1937 in Hannover sowie 1938 in Leipzig und in Zwickau. Zwei Tage vor dem Ausbruch des Zweiten Weltkriegs, am 1. September 1939, eröffnete man schließlich den O-Bus-Verkehr in Allenstein in Ostpreußen, um die Straßenbahn zu ergänzen. Mit Kriegsbeginn verfügten somit bereits neun deutsche Städte über einen O-Bus.
Der Krieg beschleunigte letztendlich die Pläne zur Umstellung von Straßenbahnbetrieben auf O-Bus-Verkehr, unter anderem weil der Stahl der dadurch frei werdenden Schienen für die Rüstungsindustrie genutzt werden konnte. Eine Umstellung auf Omnibus-Betrieb schied ebenfalls aus, denn aufgrund der Aufrüstung der Wehrmacht mussten im Omnibus-Betrieb schon ab 1936 dringend Kraftstoffe eingespart werden. Grundlage dafür bildete eine Verfügung des Reichsministeriums für Rüstung und Kriegsproduktion.
Nicht zuletzt waren die O-Busse schneller als die damaligen Straßenbahnen – viele Betriebe verfügten noch über Triebwagen älterer Bauart, die zudem nach einigen Jahren kriegsbedingt typischerweise stark verschlissen waren – vor allem beschleunigten sie besser. Somit konnten die Umlaufzeiten verkürzt werden, es gelang bei gleicher Beförderungsleistung sowohl Fahrzeuge als auch Personal einzusparen. Dadurch wurde auch der Verlust durch an die Front eingezogene Betriebsangehörige etwas kompensiert. Außerdem konnten bei Obus-Strecken Kriegsbeschädigungen schneller beseitigt und die Strecken schneller reaktiviert werden, da keine Schienen instand gesetzt werden mussten.
Auf diese Weise entstanden auf dem Gebiet der heutigen Bundesrepublik Deutschland – trotz der ungünstigen Umstände – allein in den sechs Kriegsjahren 18 neue O-Bus-Betriebe. Vier weitere Anlagen wurden in den Gebieten eröffnet, die seit 1945 nicht mehr zu Deutschland gehören: 1943 in Königsberg (als Ergänzung zur Straßenbahn), Landsberg an der Warthe (hier auch Güterverkehr mit elektrischen Oberleitungs-Zugmaschinen von Faun/Siemens-Schuckert die Anhänger zogen) und Liegnitz sowie 1944 in Waldenburg, beide in Schlesien. Letzteren war jedoch kein langes Leben beschieden, mit Ausnahme des Liegnitzer Betriebs mussten alle drei kriegsbedingt schon im Januar 1945 den Betrieb wieder einstellen. Zahlreiche weitere O-Bus-Projekte jener Zeit mussten angesichts der Umstände gänzlich zurückgestellt werden, sodass es nur in wenigen Städten zum Ersatz der Straßenbahnen durch Obusse kam. Als Beispiel sei der 1944 erfolgte Ersatz der Städtischen Straßenbahn Eßlingen durch den Oberleitungsbus Esslingen am Neckar angeführt.
Eine Besonderheit stellte der Betrieb in Wilhelmshaven dar. Neben dem 1943 eröffneten städtischen Obusnetz betrieb dort der Privatunternehmer Theodor Pekol ab 1944 eine Überlandlinie nach Jever. Im Stadtgebiet teilten sich die kommunalen und privaten O-Busse die gemeinsamen Fahrleitungsanlagen.

#### Bundesrepublik Deutschland und Saarland bis 1990

##### Aufschwung
In der Stunde Null existierten in den drei Westlichen Besatzungszonen – inklusive West-Berlin und Saarland – nominell 22 O-Bus-Anlagen, die freilich kriegsbedingt nicht alle funktionstüchtig waren. Der weitere Ausbau ging unvermindert weiter, schon am 16. Dezember 1946 eröffnete in Mainz der erste westdeutsche O-Bus-Betrieb der Nachkriegszeit. Mit Gründung der Bundesrepublik Deutschland am 23. Mai 1949 waren es dann bereits 34 Anlagen, davon eine im Saarland.
Als letzter Betrieb dieser Epoche eröffnete am 19. Dezember 1953 der Oberleitungsbus Minden. Im Gegensatz dazu erlebte die Linie von Mettmann nach Gruiten, deren Eröffnung 1930 die O-Bus-Renaissance in Deutschland einleitete, diesen Höhepunkt nicht mehr. Sie wurde – als erste unter den modernen O-Bus-Betrieben Westdeutschlands – schon 1952 wieder stillgelegt.
Mit 55 gleichzeitig betriebenen Netzen – davon drei im damals noch teilsouveränen Saarland – erreichte die Renaissance des Oberleitungsbusses in Westdeutschland schließlich in den Jahren 1954 bis 1957 ihren Höhepunkt. Betrachtet man den Oberleitungsbus Moers, also das gemeinsame Netz der Kreis Moerser Verkehrsbetriebe (KMV) und der Duisburger Verkehrsgesellschaft (DVG) als getrennte Betriebe – Duisburg wurde noch am 18. Dezember 1954 an das Netz der KMV angeschlossen – so erhöht sich die Anzahl auf 56.
Eine bemerkenswerte Zäsur erlebte der O-Bus in Westdeutschland infolge der 1954 erfolgten Abschaffung des Einfuhrzolls für Mineralöl. Danach wurden – abgesehen vom Duo-Bus-/Spurbus-Versuchsbetrieb in Essen, der jedoch erst 1983 eingerichtet wurde – keine neuen Anlagen mehr eröffnet. Dessen ungeachtet erweiterte man die vorhandenen Netze auch nach 1954 noch, insbesondere zur Erschließung der in jener Zeit neu entstandenen Wohnsiedlungen an den Stadträndern.
Das größte O-Bus-Netz der Bundesrepublik Deutschland, der Oberleitungsbus Moers, überspannte seinerzeit die Straßen der Städte Duisburg, Homberg am Niederrhein, Moers, Kamp-Lintfort, Rheinberg, Rheinhausen und Neukirchen-Vluyn, bis im Jahr 1968 der letzte O-Bus von Moers nach Rheinhausen-Friemersheim fuhr. Die gesamte Netzgröße betrug 54,635 Kilometer, im Anschluss daran weitere 1,35 Kilometer zu Duisburg gehörend.
Die Strecke Duisburg-Ruhrort–Rheinberg war mit einer Entfernung von 29,51 Kilometern die längste Oberleitungsbuslinie in Deutschland. Sie war in voller Länge vom 18. Dezember 1954 bis zum 22. Mai 1966 in Betrieb. Auf der Strecke verkehrten Fahrzeuge der damaligen KMV und der DVG. Zweitgrößtes Netz war der Oberleitungsbus Siegen, es erreichte zeitweise eine Ausdehnung von 46,2 Kilometern. Das mit 38,7 Kilometern Streckenlänge drittgrößte Netz jener Zeit war der Oberleitungsbus Solingen.
Ansonsten befanden sich unter den westdeutschen O-Bus-Städten überwiegend kleinere und mittlere Städte, die dadurch ihren Straßenbahnbetrieb ersetzten. In den westdeutschen Großstädten konnte sich der O-Bus hingegen nie gegen die Straßenbahn durchsetzen, so existierte etwa in Aachen, Augsburg, Bremen, Bremerhaven, Essen, Flensburg, Frankfurt am Main, Hannover, Harburg, Kassel, Köln, Krefeld, München, Regensburg und Wiesbaden nie mehr als eine Strecke.

##### Niedergang
Der Großteil der Betriebe in der Bundesrepublik konnten sich jedoch nur kurz halten, schon in den 1960er Jahren verschwanden fast alle wieder. Exemplarisch hierfür steht die Entwicklung der bundesweiten Betriebsstreckenlänge in jenen Jahren:
- 1961: 698 Kilometer
- 1962: 674 Kilometer
- 1963: 543 Kilometer
- 1964: 488 Kilometer

Mit Beginn der 1970er Jahre betrieben nur noch elf westdeutsche Städte O-Busse. Die Gründe für diesen Niedergang waren vielfältig, fielen jedoch zeitlich aufeinander:
- Eine große Rolle spielte der massive Straßenausbau der damaligen Zeit. Die damit verbundene Neuverlegung der Fahrleitung – inklusive ständig wechselnder Bauprovisorien – musste von den Verkehrsgesellschaften überwiegend selbst getragen werden. Der O-Bus ließ sich somit nicht mit dem damals modernen Konzept der sogenannten autogerechten Stadt vereinbaren.
- Ebenso entwickelte sich die systematische Elektrifizierung von Eisenbahnstrecken durch die Deutsche Bundesbahn zu einem Hindernis für den O-Bus-Verkehr. Nicht überall war man bereit, Über- oder Unterführungen zu errichten bzw. die O-Busse alternativ mit Hilfsmotoren auszustatten.
- Ein weiteres Problem ergab sich durch das Verbot der Personenbeförderung in Anhängern ab dem 1. Juli 1960. Um die gleiche Beförderungskapazität zu erreichen, hätten vielerorts neue Gelenkoberleitungsbusse beschafft werden müssen. Viele Betriebe nutzten diese Einschränkung daher, um gleich auf Dieselbusse umzusteigen.
- Außerdem wurden ab 1962 in Deutschland keine serienmäßigen Fahrzeuge mehr angeboten. Damals stellte das Unternehmen Henschel als letzter Komplettlieferant die Produktion von O-Bussen ein. Dies führte später unter anderem zu Eigenbauten wie dem Typ Trolleybus Solingen.
- Ferner wurden Dieselbusse in den 1960er Jahren von der Mineralölsteuer befreit. Dadurch konnte der Linienverkehr mit ihnen günstiger bedient werden als mit O-Bussen.[49]

Häufig wurde daher nur eine Fahrzeuggeneration verwendet – als diese zum Ersatz anstand, gab man den O-Bus fast überall zugunsten fahrdrahtunabhängig einsetzbarer Dieselbusse wieder auf. Ihren Abschluss fand diese Entwicklung, als 1985 mit dem Oberleitungsbus Kaiserslautern der drittletzte klassische O-Bus-Betrieb Westdeutschlands eingestellt wurde.

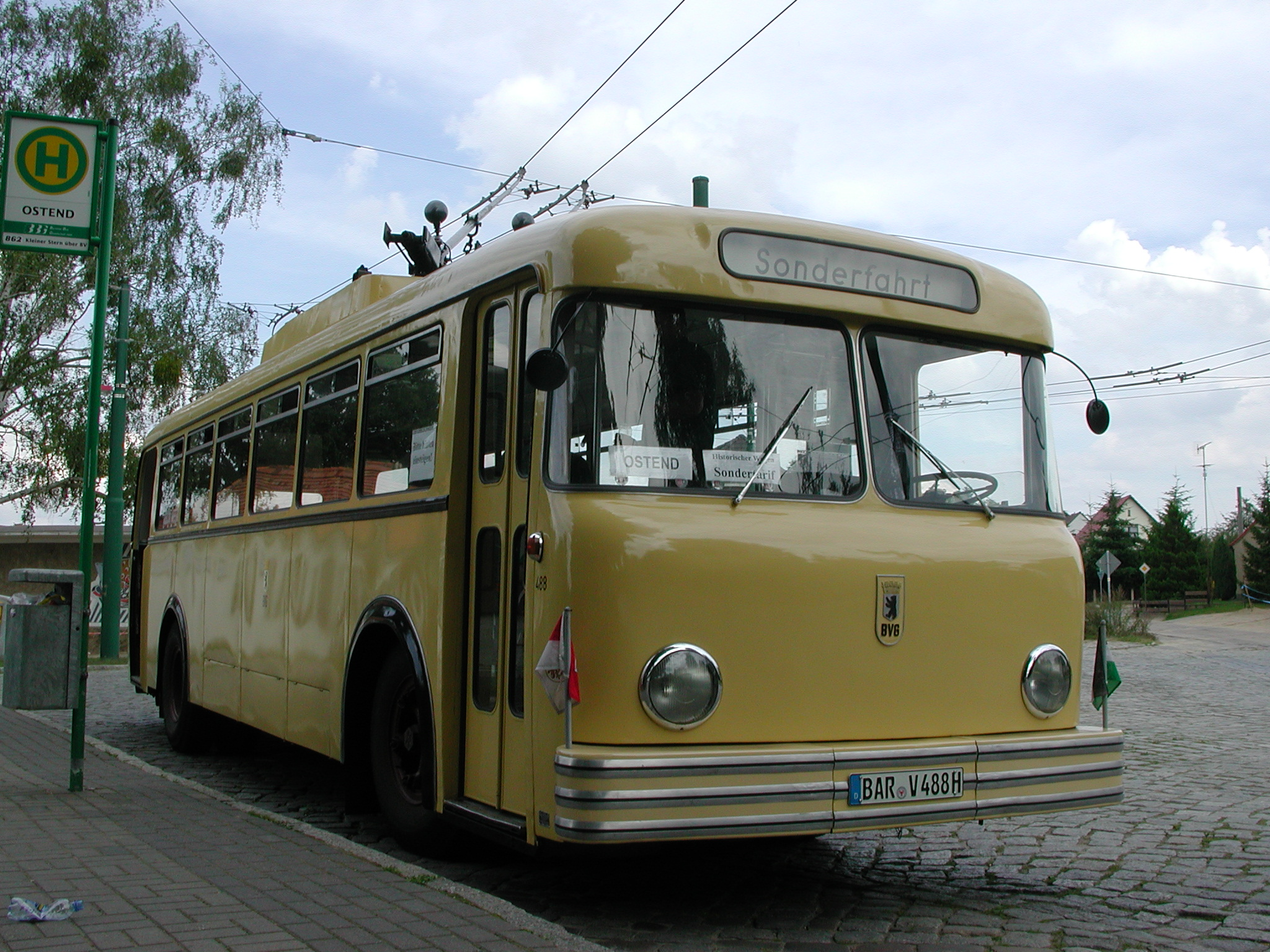
Ein West-Berliner Gaubschat/AEG-O-Bus Baujahr 1957
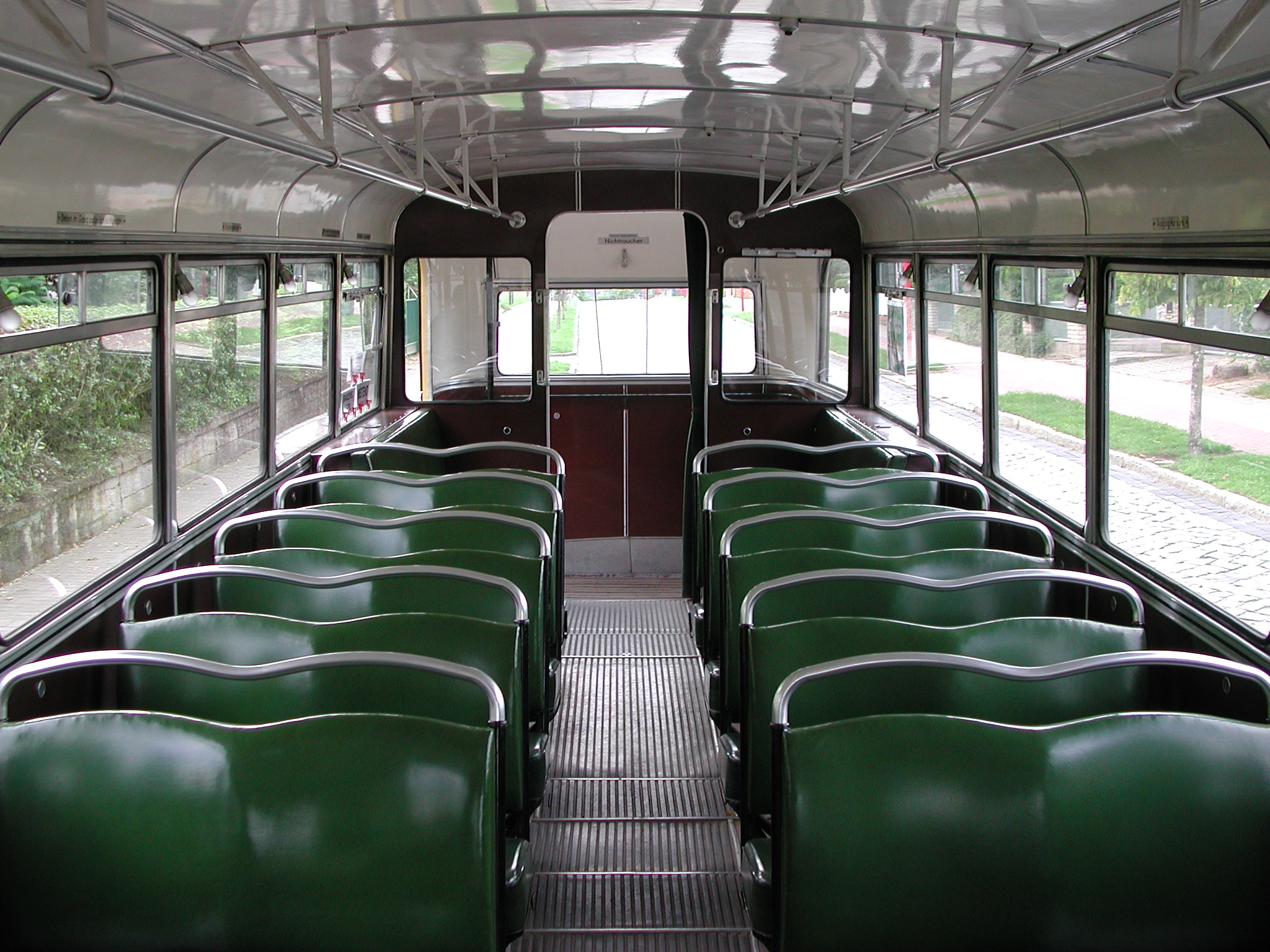
Innenansicht des West-Berliner Wagens
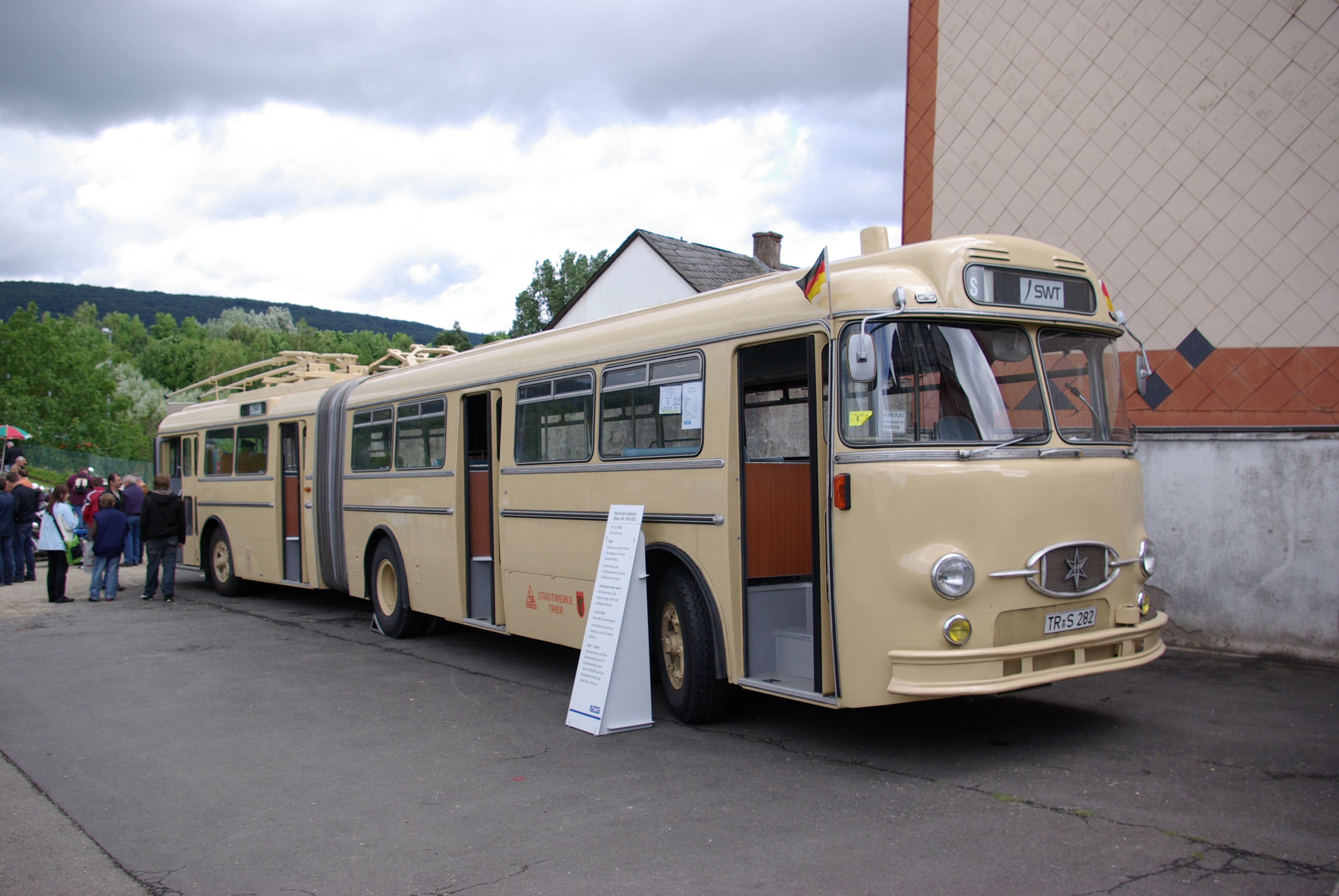
Ehemaliger O-Bus der Stadtwerke Trier, Baujahr 1962
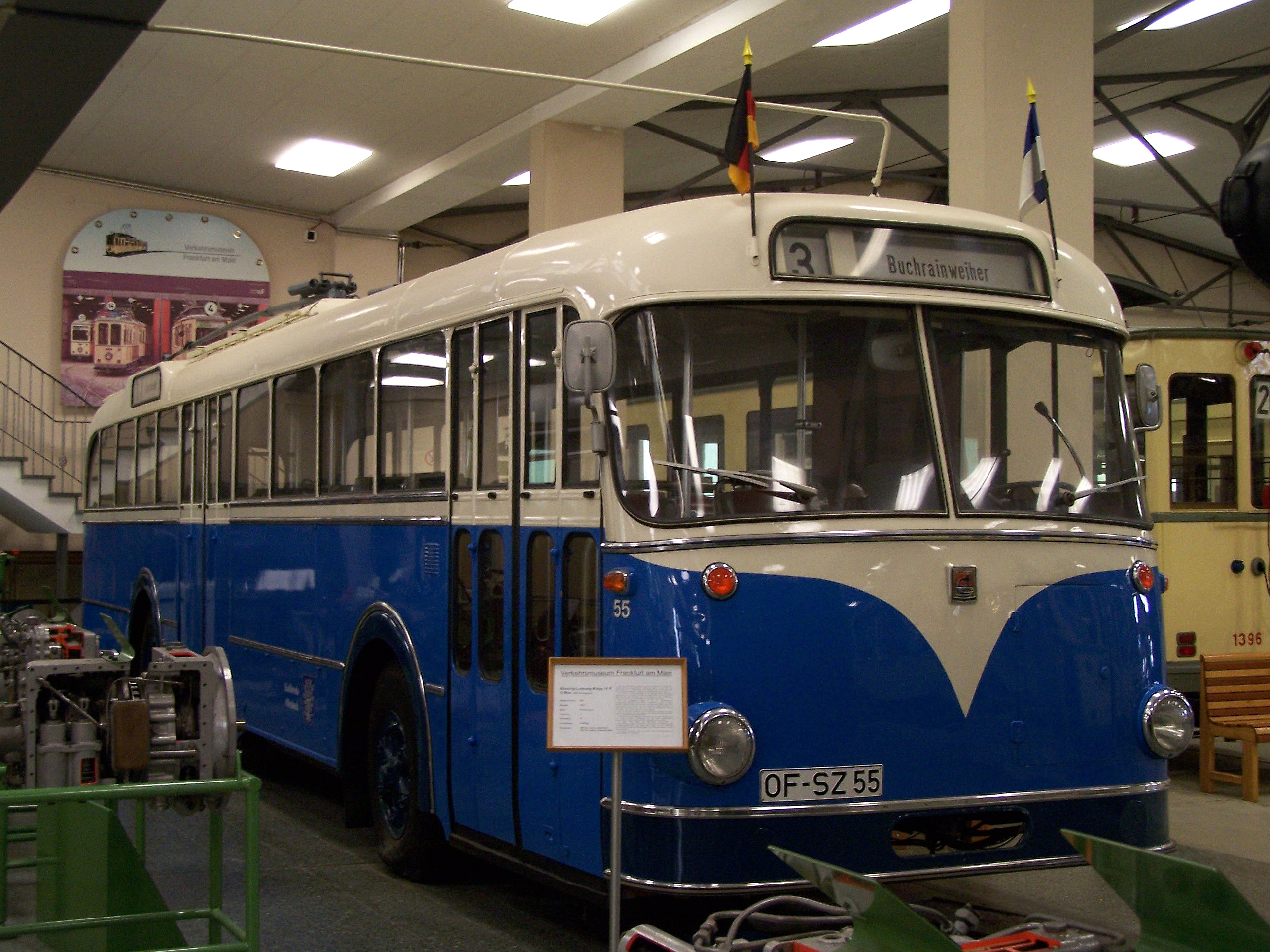
Offenbacher Büssing-O-Bus des Baujahrs 1963 im Verkehrsmuseum Frankfurt am Main
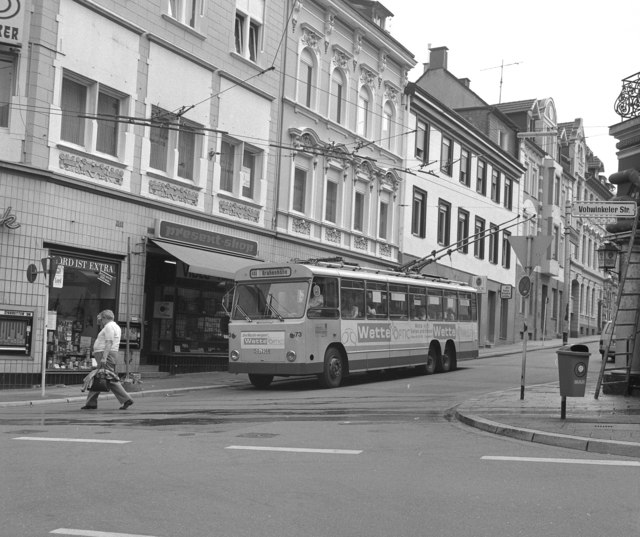
Ein O-Bus vom Typ Trolleybus Solingen, hier 1986 in Wuppertal-Vohwinkel

#### DDR
In der Sowjetischen Besatzungszone (SBZ) existierten im Mai 1945 vier O-Bus-Betriebe, dies waren die Netze in Eberswalde, Leipzig, Zwickau und Gera. Die weitere Entwicklung verlief weitgehend parallel zu Westdeutschland, in rascher Folge wurden auf dem Gebiet der späteren DDR sieben weitere Betriebe eröffnet: Greiz (September 1945), Dresden (1947), Weimar und Erfurt (1948), Potsdam (1949) sowie Magdeburg (Juli 1951).
Der letzte DDR-O-Bus-Betrieb jener Epoche eröffnete im August 1951 in der Hauptstadt Berlin – die beiden Berliner O-Bus-Linien aus den 1930er Jahren befanden sich hingegen beide im Westteil der Stadt. Allerdings verkehrte die West-Berliner Linie A 31 im Bereich des Nennhauser Damms nach 1945 für etwa 800 Meter auf dem Gebiet der SBZ. Kurioserweise betraf dies nur die stadteinwärts führende Fahrtrichtung, die Innerdeutsche Grenze verlief exakt in der Mitte der Straße und damit zwischen den beiden Richtungsfahrleitungen. Der zunehmende Ausbau der dortigen Grenzsicherungsanlagen führte letztendlich 1952 zur Einstellung der Linie.
Mit elf Betrieben erreichte die O-Bus-Entwicklung im Osten ihren Höhepunkt. Doch bereits 1969 begann auch in der DDR der Niedergang, bis 1977 wurden acht dieser Netze wieder eingestellt. In den betroffenen Großstädten setzte man auf die Straßenbahn als Massenverkehrsmittel, in der Kleinstadt Greiz wurde die Bedienung mit Kraftomnibussen als ausreichend betrachtet. Lediglich die O-Bus-Betriebe in Eberswalde, Potsdam und Weimar überlebten diese große Stilllegungswelle. Damit folgte die DDR nicht dem Trend in den sozialistischen Bruderländern, wo der O-Bus in jener Epoche eine immer stärkere Rolle im Stadtverkehr einnahm. Eine Ursache dieser besonderen Entwicklung auf dem Gebiet des Rates für gegenseitige Wirtschaftshilfe (RGW) war die Versorgung mit O-Bus-Fahrzeugen und die Ersatzteillage, die in der DDR selbst für damalige Verhältnisse außerordentlich schlecht war. Die 1950 begonnene O-Bus-Fertigung der LOWA musste bereits Ende 1957 wieder eingestellt werden, infolge eines Beschlusses des Rates für gegenseitige Wirtschaftshilfe durften fortan nur noch tschechoslowakische Škoda-O-Busse importiert werden. Ab 1970 konnte die DDR dann aufgrund ihres Handelsbilanzdefizits gar keine O-Busse mehr einführen, zudem gab Škoda damals die O-Bus-Produktion vorübergehend auf. Dies änderte sich erst wieder in der ersten Hälfte der 1980er Jahre, als alle drei verbliebenen DDR-Betriebe den neuen Typ Škoda 14Tr beschafften. Ab 1985 importierte man dann ausschließlich ungarische Ikarus-Gelenk-O-Busse.
Kurz vor der politischen Wende des Jahres 1989 erlebte der O-Bus in der DDR aus energiepolitischen Gründen noch einmal eine Renaissance. Ziel dieser Politik war es, teures Import-Erdöl einzusparen und stattdessen die Verwendung heimischer Braunkohle zu fördern. Der Oberleitungsbus Hoyerswerda wurde noch im Oktober 1989 eröffnet, beim Oberleitungsbus Suhl wurden die Bauarbeiten im Frühjahr 1990 kurz vor der Fertigstellung abgebrochen. Die in Neubrandenburg, Stendal, Stralsund und Wismar vorgesehenen Anlagen kamen hingegen nicht mehr über die Planungsphase hinaus. Zu Fall gebracht wurden die Projekte durch den politischen Umbruch, nicht zuletzt weil damals ausreichend gebrauchte bzw. fabrikneue Omnibusse aus Westdeutschland zur Verfügung standen. Stattdessen wurden wenige Jahre nach der Deutschen Wiedervereinigung – neben dem erst kurz zuvor eröffneten Oberleitungsbus in Hoyerswerda – auch die traditionsreichen Betriebe in Weimar und Potsdam stillgelegt. Lediglich das Netz in Eberswalde überlebte als einziger ostdeutscher O-Bus-Betrieb bis heute.

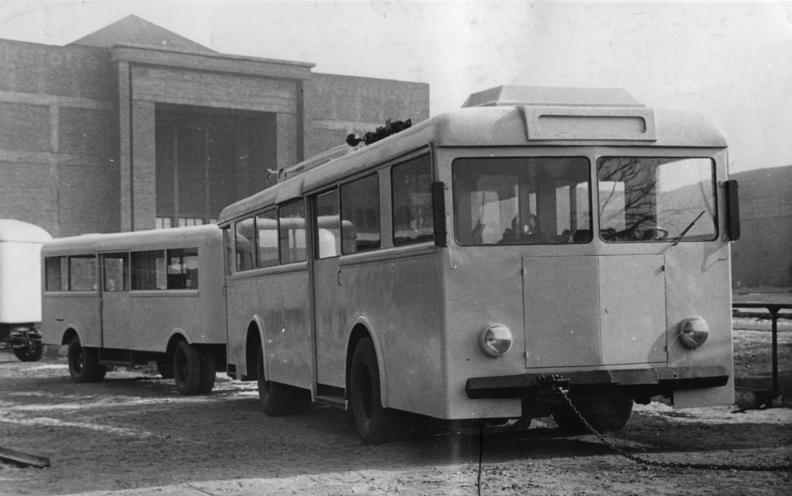
1949: Ein O-Bus-Zug des VEB LOWA Werdau auf der Leipziger Frühjahrsmesse
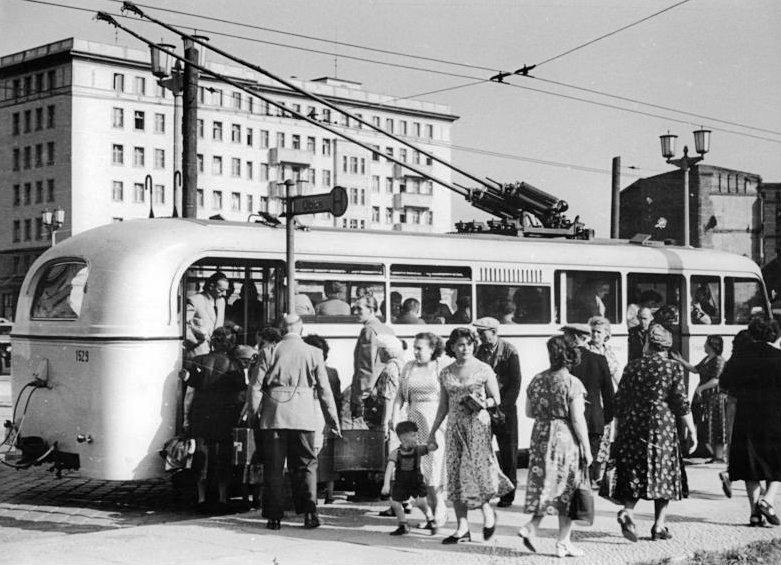
1954 in Ost-Berlin
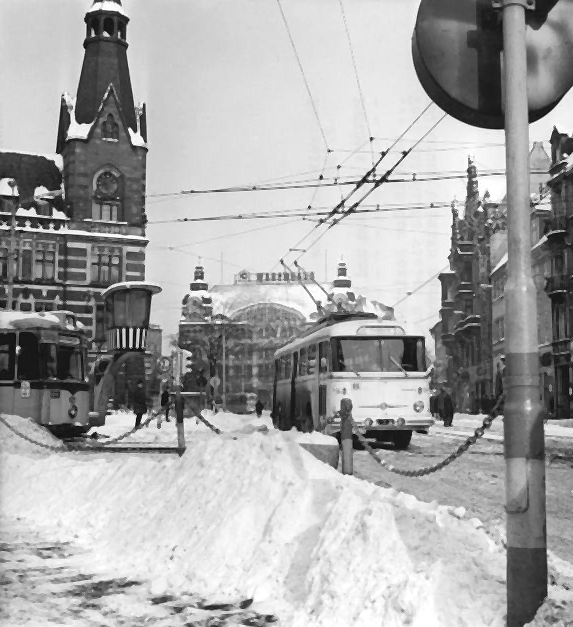
1969: ein Škoda 9 Tr in Erfurt
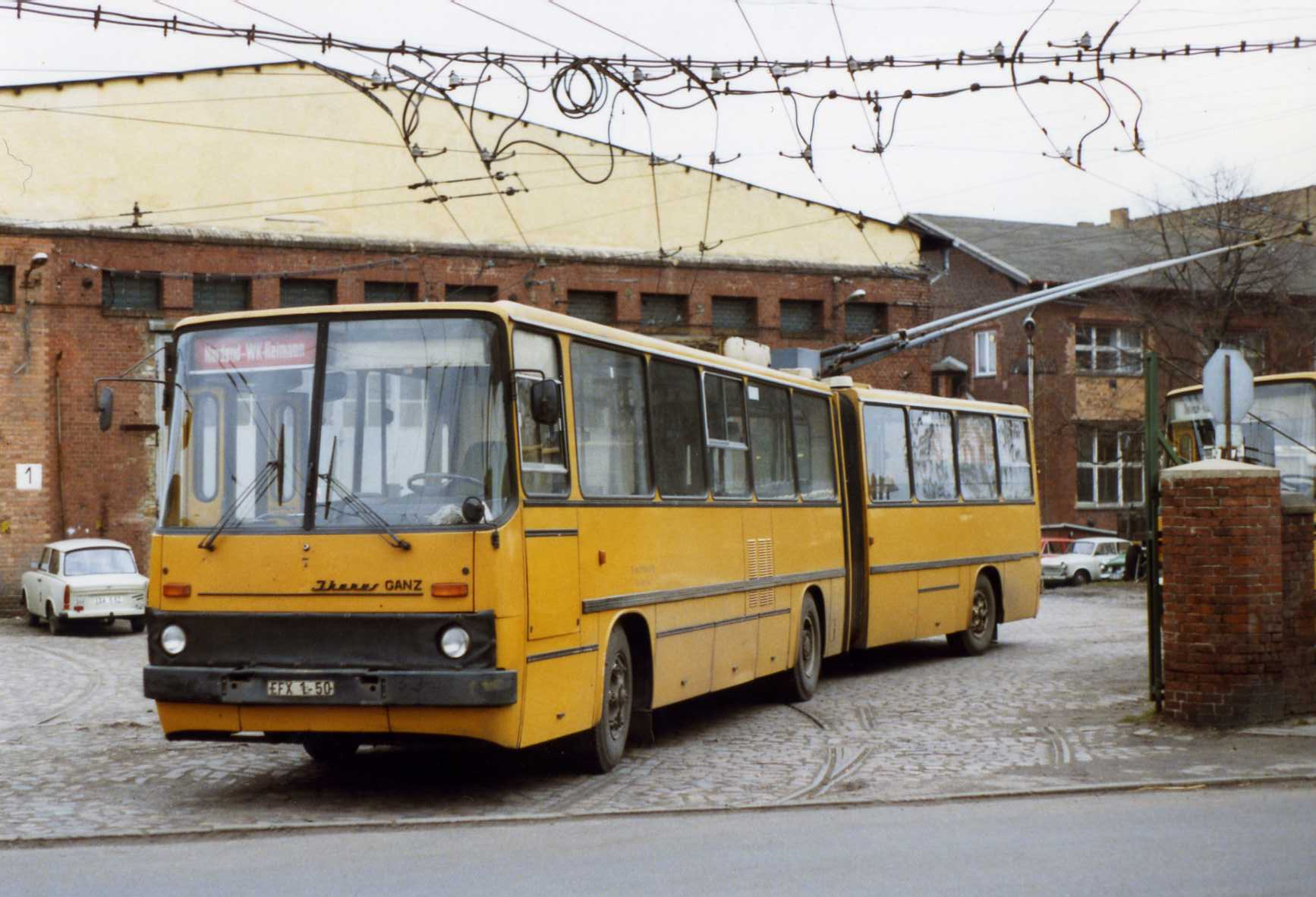
Januar 1990: ein Ikarus-Gelenk-O-Bus in Eberswalde

#### Österreich
In Österreich begann die Renaissance des Oberleitungsbusses zunächst mit einer Stilllegung. Infolge des Anschlusses Österreichs musste der letzte österreichische Betrieb aus der Zeit vor dem Ersten Weltkrieg, die Wiener Gleislose Bahn Pötzleinsdorf–Salmannsdorf, im Oktober 1938 eingestellt werden. Ein Umbau für den damals neu eingeführten Rechtsverkehr wurde verworfen, ferner galt die weltweit letzte Anlage mit Kontaktwägelchen als technisch veraltet.
Doch schon 1940 eröffnete man – parallel zur Entwicklung in Deutschland – mit dem Oberleitungsbus Salzburg den ersten modernen Obus-Betrieb Österreichs, im Jahr darauf ging der Oberleitungsbus Graz in Betrieb. 1944 folgten mit dem Oberleitungsbus Innsbruck, dem Oberleitungsbus Kapfenberg, dem Oberleitungsbus Linz sowie dem Netz in Klagenfurt gleich vier weitere Betriebe, bevor schließlich 1946 auch Wien mit der Linie 22 vom Währinger Gürtel nach Salmannsdorf einen modernen O-Bus erhielt. In der Hauptstadt konnte sich der Obus jedoch nie gegen die Straßenbahn durchsetzen, es blieb stets bei dieser einen Linie. Eine bereits 1943 projektierte Linie 24 von Heiligenstadt nach Klosterneuburg konnte kriegsbedingt nie eröffnet werden. Als letzte österreichische Stadt in dieser Epoche nahm schließlich 1949 der Oberleitungsbus Leoben den Betrieb auf. Eine Sonderstellung hatte hingegen der von 1945 bis 1951 betriebene Oberleitungsbus Sankt Lambrecht, er diente überwiegend dem Güterverkehr.
1958 leitete die Einstellung der einzigen Wiener O-Bus-Linie auch in Österreich den Niedergang des Verkehrssystems O-Bus ein. Es folgten die Aufgaben der Betriebe Klagenfurt (1963), Graz (1967), Leoben (1973) und Innsbruck (1976), womit nur noch drei von früher acht Netzen übrig blieben.
Ein Zwischenhoch erlebte der Oberleitungsbus in Österreich, als 1988 die Innsbrucker Verkehrsbetriebe erneut den O-Bus-Verkehr aufnahmen. Jedoch war auch dieser nur vorübergehend, im Februar 2007 wurden die beiden Innsbrucker O-Bus-Linien wieder auf Dieselbusbetrieb umgestellt. Diese wiederum wurden 2017 durch die umfangreiche Erweiterung des Innsbrucker Straßenbahnnetzes ersetzt. Nach der bereits 2002 erfolgten Stilllegung des kleinen Betriebs in Kapfenberg war dies die zweite Aufgabe eines österreichischen O-Bus-Betriebes in jüngerer Zeit.

#### Schweiz
Nachdem im Mai 1932 der frühzeitliche Überlandbetrieb zwischen Fribourg und Farvagny aufgegeben worden war, eröffnete man nur kurz darauf im Oktober 1932 mit dem Trolleybus Lausanne den ersten modernen Betrieb der Schweiz. In rascher Folge stattete man weitere Schweizer Städte mit Trolleybussen aus, darunter zunächst 1938 der Trolleybus Winterthur und 1939 der Trolleybus Zürich. 1940 gingen gleich vier Systeme in Betrieb, neben drei weiteren Stadtnetzen – dem Trolleybus Neuenburg, dem Trolleybus Biel/Bienne und dem Trolleybus Bern – war dies der Überlandbetrieb Altstätten–Berneck der Rheintalischen Verkehrsbetriebe. 1941 folgten der Trolleybus Basel und der Trolleybus Luzern, 1942 schließlich der Trolleybus Genf.
Nach dem Zweiten Weltkrieg ging diese Entwicklung weiter. 1948 wurde mit dem Trolleybus Val de Ruz ein weiterer Überlandbetrieb eröffnet, der im Jahr darauf außerdem mit dem benachbarten Netz in Neuenburg verknüpft wurde. Ab 1949 verkehrten dann mit dem Trolleybus Freiburg auch dort wieder Trolleybusse, im gleichen Jahr ging außerdem die erste Linie des Trolleybus La Chaux-de-Fonds in Betrieb. Es folgten der Trolleybus St. Gallen (1950), der Trolleybus Thun–Beatenbucht (1952), der Trolleybus Lugano (1954) und der Trolleybus Vevey–Villeneuve (1957) bevor schließlich 1966 mit dem Trolleybus Schaffhausen der 18. und bislang letzte moderne Betrieb der Schweiz eröffnet wurde.
Fünf dieser Netze sind seither wieder eingestellt worden. Zunächst die drei Überlandbetriebe (Rheintal 1977, Thunersee 1982, Val de Ruz 1984), 2001 dann auch der Betrieb in Lugano. Die Einstellungen erfolgten nicht zuletzt aufgrund hoher Kosten für Neufahrzeuge. Wegen der ungewöhnlich hohen Spannungen von 1000 beziehungsweise 1100 Volt – statt der üblichen 600 Volt – waren keine serienmäßigen Fahrzeuge erhältlich. Basel stellte den Betrieb 2008 ein und ersetzte seine Trolleybusse durch Erdgasbusse.
Damit ist Basel die einzige Schweizer Stadt, die zwar ein Straßenbahnnetz, aber keine Trolleybuslinien besitzt. Insgesamt betrachtet dienten 13 der 18 neuzeitlichen Schweizer Trolleybusbetriebe als Ersatz für die zuvor dort verkehrende Straßenbahn. Lediglich in Basel, Bern, Genf, Neuenburg und Zürich fungieren bzw. fungierten die Trolleybusse als Ergänzung zur Straßenbahn.

## Nicht mehr angewandte Sonderformen

### Einstangenkontaktsystem
Immer wieder experimentierte man im Laufe der O-Bus-Entwicklung mit verschiedenen Einstangenkontaktsystemen, sie konnten sich jedoch auf Dauer nicht durchsetzen. Wie das Zweistangenkontaktsystem ist auch das Einstangenkontaktsystem eine Erfindung des deutschen O-Bus-Pioniers Max Schiemann. Er stattete ab 1907 alle von seiner Gesellschaft für gleislose Bahnen Max Schiemann & Co. neu eröffneten Strecken damit aus, dies waren die Stadtbahn Mülhausen, die Gleislose Bahn Pirano–Portorose, die Drammens Elektriske Bane und die Gleislose Bahn Blankenese–Marienhöhe.
Auch beim Einstangenkontaktsystem ist die Fahrleitung zweipolig, die beiden Oberleitungs-Drähte sind jedoch mit einem Abstand von nur 15 Zentimetern deutlich näher zueinander angeordnet, als dies bei den ersten Schiemann-Anlagen üblich war (50 Zentimeter) beziehungsweise bei heutigen Anlagen üblich ist (60 Zentimeter). Die dabei verwendeten Fahrzeuge verfügen jedoch nur über eine statt wie üblich zwei Stromabnehmerstangen. Diese ist mit einem doppelpoligen Stromabnehmerkopf ausgestattet, Plus- und Minus-Pol wurden gemeinsam innerhalb der Einzelstange zum Fahrzeug geführt.
Später wurde die Idee in modifizierter Form noch einmal vom Unternehmen BBC aus Mannheim aufgegriffen. Beim System der BBC waren die beiden Drähte jedoch 20 Zentimeter voneinander entfernt. Einer O-Bus-Anlage mit Einstangenkontaktsystem wurden Vorteile wie ein eleganteres Aussehen, Gewichtsersparnis und größere Wendigkeit zugeschrieben. Als besonderer Vorteil wurde die außerplanmäßige Wendemöglichkeit an jeder beliebigen Straßenkreuzung gepriesen, auch an den Streckenendpunkten konnte auf Wendeschleifen verzichtet werden. Beim Befahren von Weichen übernahm ein mittig am Stromabnehmerkopf angebrachter Knopf die Führung in einer U-förmigen, spannungslosen Schiene. Damit ausgerüstet waren drei deutsche O-Bus-Betriebe, das weiterentwickelte System bewährte sich aber ebenfalls nicht:
- Oberleitungsbus Zwickau – 1938 eröffnet, 1941/42 auf reguläres System umgebaut
- Oberleitungsbus Gera – 1939 eröffnet, 1943 auf reguläres System umgebaut
- Oberleitungsbus Eberswalde – 1940 eröffnet, 1951 auf reguläres System umgebaut

Weitere Einstangenkontaktsysteme existierten kurzzeitig in Großbritannien. Hierbei handelte es sich um Nottingham Mitte der 1930er Jahre und Glasgow in den späten 1940er Jahren. Die Fahrdrähte waren dort jeweils 6,1 Zoll voneinander entfernt gespannt, das heißt 15,5 Zentimeter. Ebenso wurden die O-Busse in Shanghai (ab 1914) und Penang (ab 1924) anfangs nach diesem Prinzip betrieben.
Außerdem verwendete Philadelphia in den Anfangsjahren ein Einstangen-Kontaktsystem, das Netz dort wurde 1923 eröffnet. Dabei waren die Drähte jedoch im Normalabstand zueinander aufgehängt, der Stromabnehmer gabelte sich im oberen Bereich auf. Auch dieses Prinzip bewährte sich nicht. Die weltweit letzte Anlage mit einem Einstangen-Kontaktsystem war schließlich der seinerzeit von Schiemann angelegte Betrieb im norwegischen Drammen, dieser wurde 1967 gänzlich eingestellt.

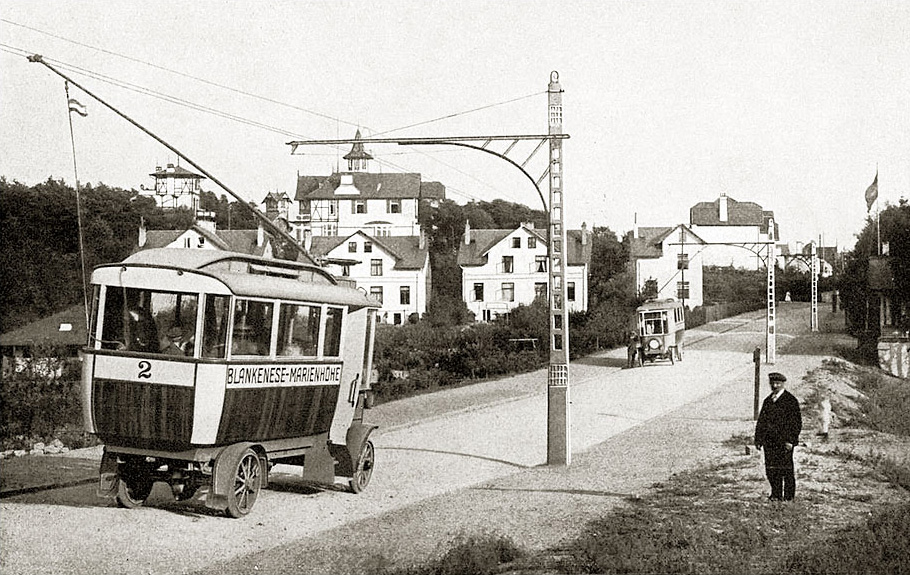
Blankenese–Marienhöhe (1911 bis 1914) war die letzte von Schiemann angelegte Strecke
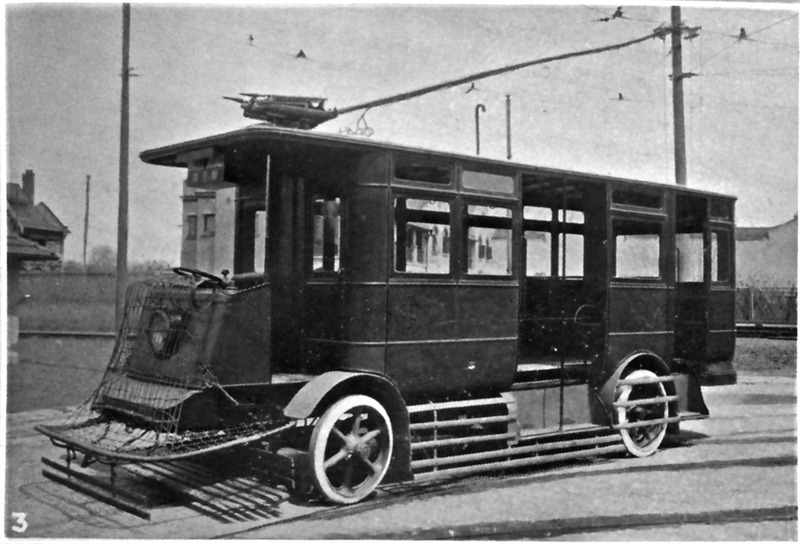
1917: ein früher Einstangen-Trolleybus britischer Provenienz in Shanghai
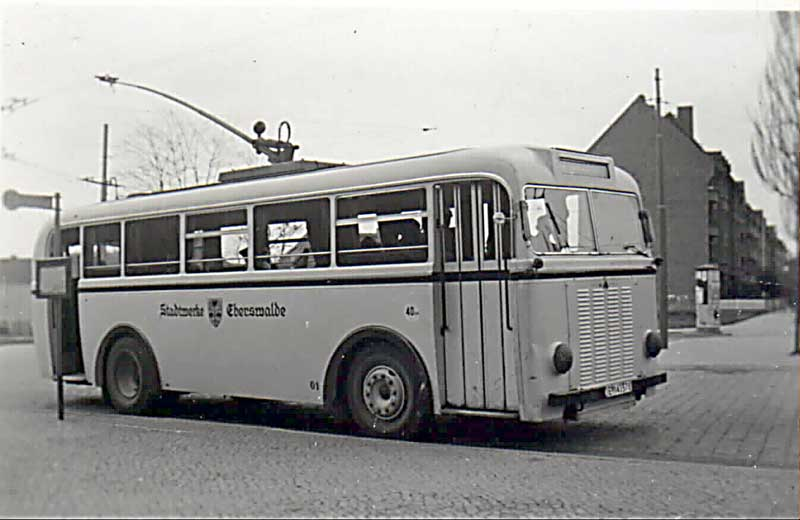
1940: Obus des Typs MPE 1 in Eberswalde, ausgestattet mit dem BBC-Einstangensystem

### Doppeldecker

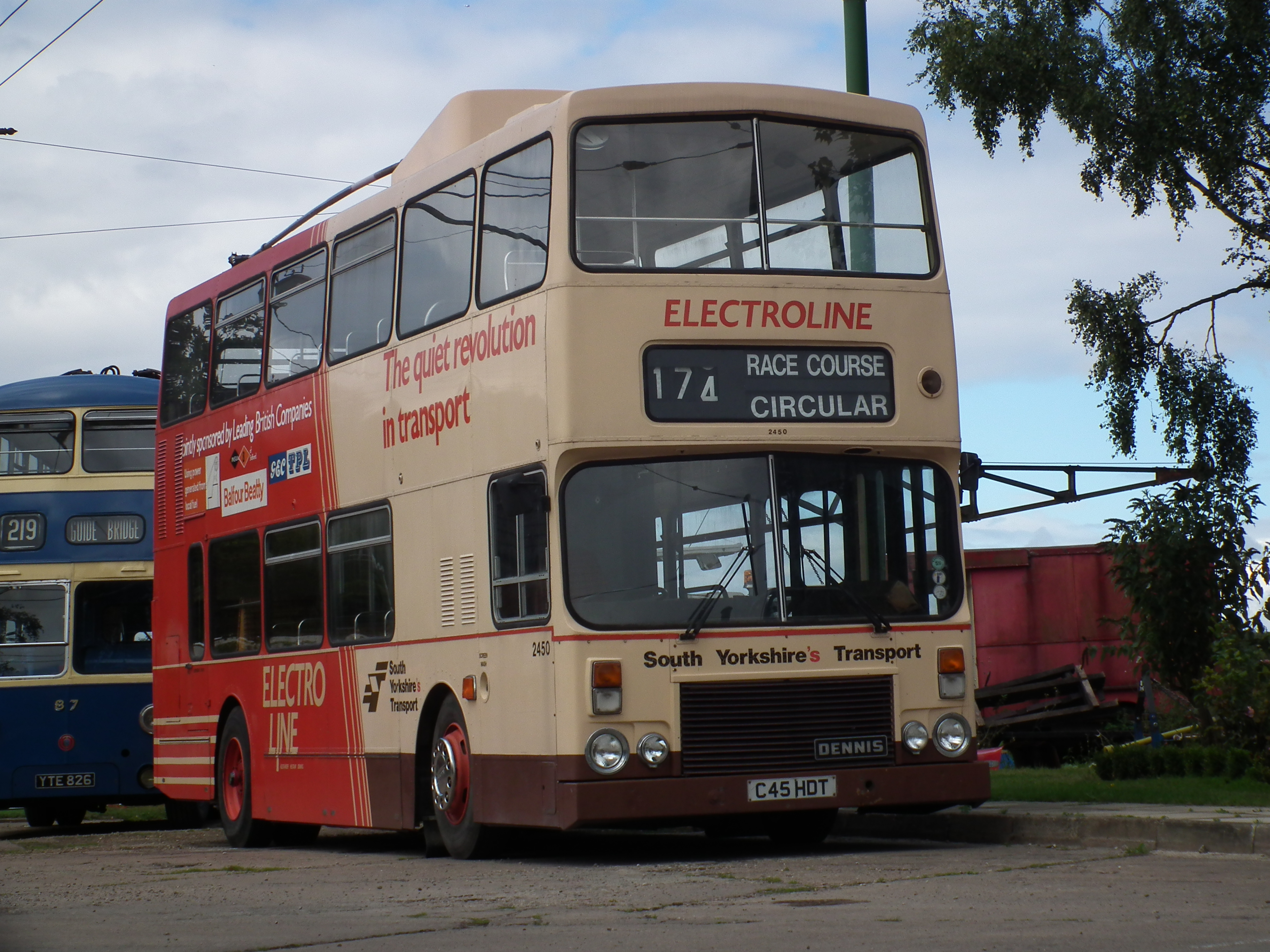
SYPTE-Prototyp von 1985, der weltweit vorletzte neugebaute Doppelstock-Trolleybus

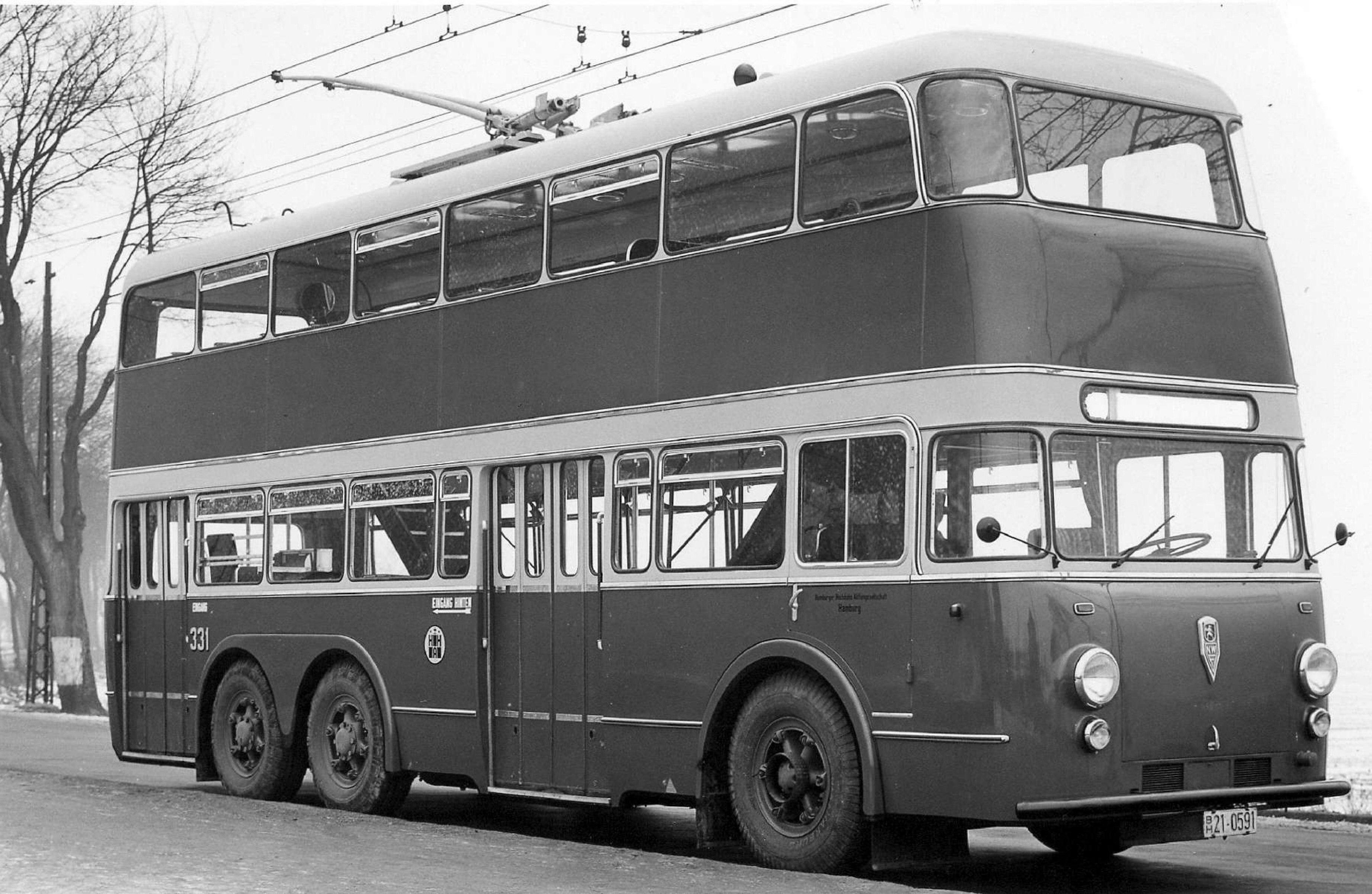
Einer der fünf Hamburger Doppeldecker

Eine weitere Möglichkeit der Kapazitätssteigerung sind doppelstöckige Oberleitungsbusse, derzeit verkehren solche jedoch nirgendwo mehr auf der Welt. Sie waren in erster Linie eine britische Spezialität, insbesondere die Fahrzeuge der Associated Equipment Company (AEC). Weitere Hersteller waren British United Traction (BUT), Crossley Brothers, Guy, Leyland, Karrier und Sunbeam.
Der erste Doppeldecker-O-Bus verkehrte bereits 1914 in Hove. Hierbei handelte es sich um ein Exemplar mit offenem Oberdeck – fachlich korrekt Decksitzwagen genannt – und Stromabnahme per Kontaktwägelchen. Später verkehrten in Bournemouth und Hastings auch Decksitzwagen mit Stangenstromabnehmern, diese waren auf einer speziellen Dachkonstruktion befestigt. Außerhalb des Vereinigten Königreichs konnte man doppelstöckige O-Busse nur selten antreffen, weitere Einsatzstädte waren:
- Adelaide
- Barcelona – dort verkehrten 27 1953 bei Maquitrans produzierte Wagen des Typs BUT 9651T
- Durban
- Hamburg – dort verkehrten fünf 1953 produzierte Wagen des Typs 562 DD
- Johannesburg
- Kapstadt
- Moskau – dort verkehrten zehn 1938/39 produzierte Wagen des Typs JaTB-3
- Porto – dort verkehrten sechsundzwanzig 1958 bei British United Traction produzierte Wagen
- Sydney

Außerdem erhielten zwölf spanische Obusbetriebe 1962 zusammen 125 gebrauchte Trolleybusse des Typs BUT 9641T/Metrovick/Metropolitan Camell aus London, als dort der Betrieb eingestellt wurde.
In gewisser Weise problematisch ist bei dieser Bauform der geringe Abstand zwischen Fahrzeugdach und Oberleitung, er erfordert speziell entwickelte Stromabnehmer, ferner die maximale Höhe – inklusive Stromabnehmern – gemäß dem Lichtraumprofil der Straßenverkehrsordnung. Danach sind für Fahrzeuge höher als 4,0 Meter Ausnahmegenehmigungen erforderlich. Eine Sonderform doppelstöckiger Oberleitungsbusse waren die 30 Anderthalbdecker der Hersteller Ludewig und Vetter, sie wurden für Aachen, Hildesheim, Osnabrück und Wuppertal produziert. Ferner der LOWA ES6, ein in der DDR entwickelter Prototyp eines doppelstöckigen Sattelzugoberleitungsbusses.
1985 lieferte der Hersteller Dennis an die South Yorkshire Passenger Transport Executive (SYPTE) einen doppelstöckigen O-Bus auf Basis des Omnibustyps Dennis Dominator aus. Er diente jedoch lediglich experimentellen Zwecken, die dazugehörige Versuchsstrecke war eine Meile lang und führte rund um den Betriebshof der SYPTE in Doncaster.
In jüngerer Zeit testete die Verkehrsgesellschaft Citybus in Hongkong einen doppelstöckigen Oberleitungsbus auf Basis des Typs Dennis Dragon. Der Versuchsbetrieb fand ohne Fahrgäste auf einer 300 Meter langen Teststrecke im Betriebshof in Wong Chuk Hang statt und dauerte von 2001 bis 2004.

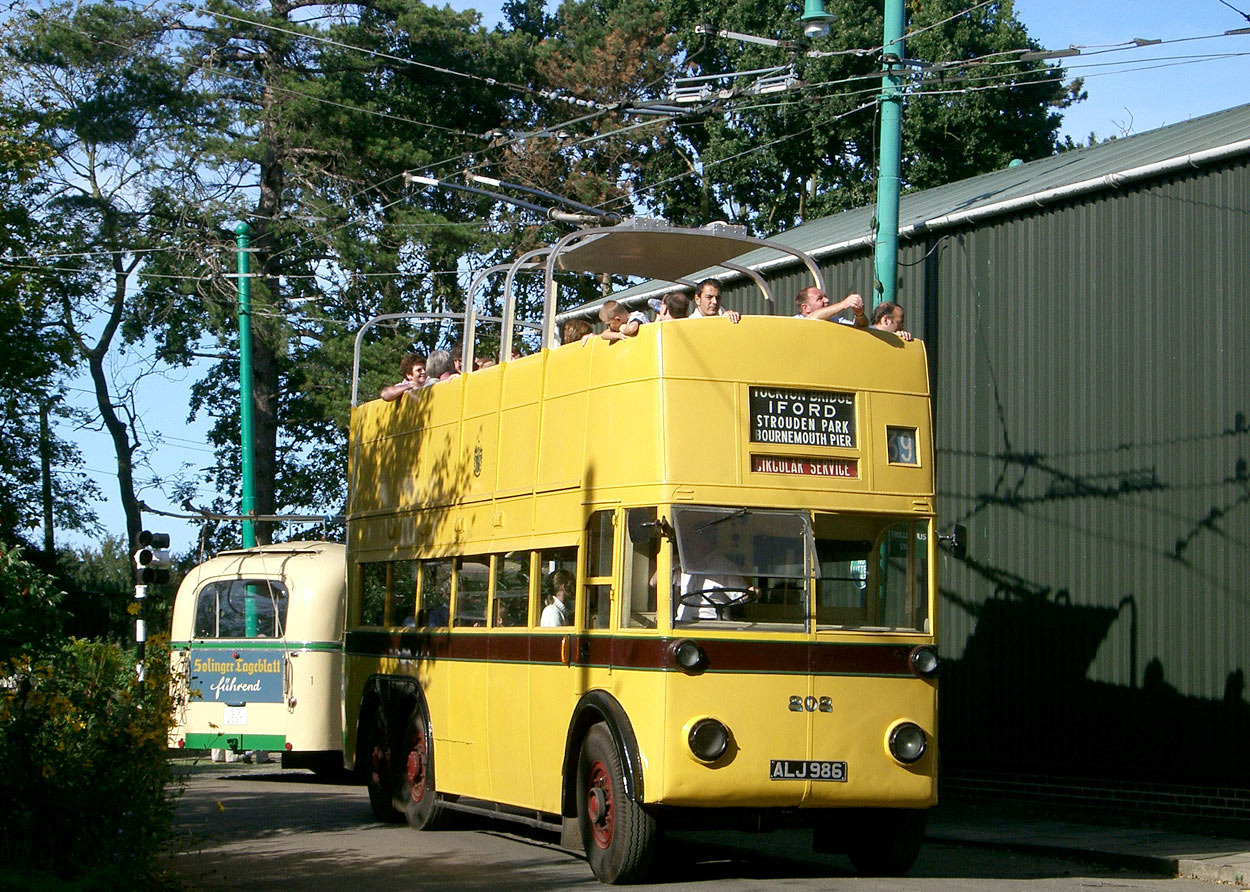
Decksitzwagen Baujahr 1935 aus Bournemouth im East Anglia Transport Museum
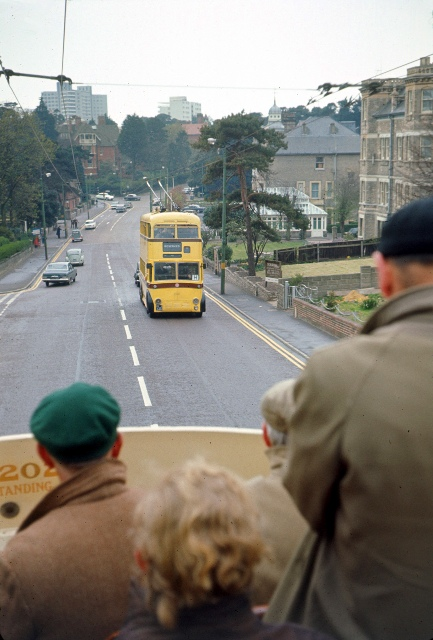
Oberdeck eines Decksitzwagens aus Fahrgastsicht, direkt darüber die Fahrdrähte
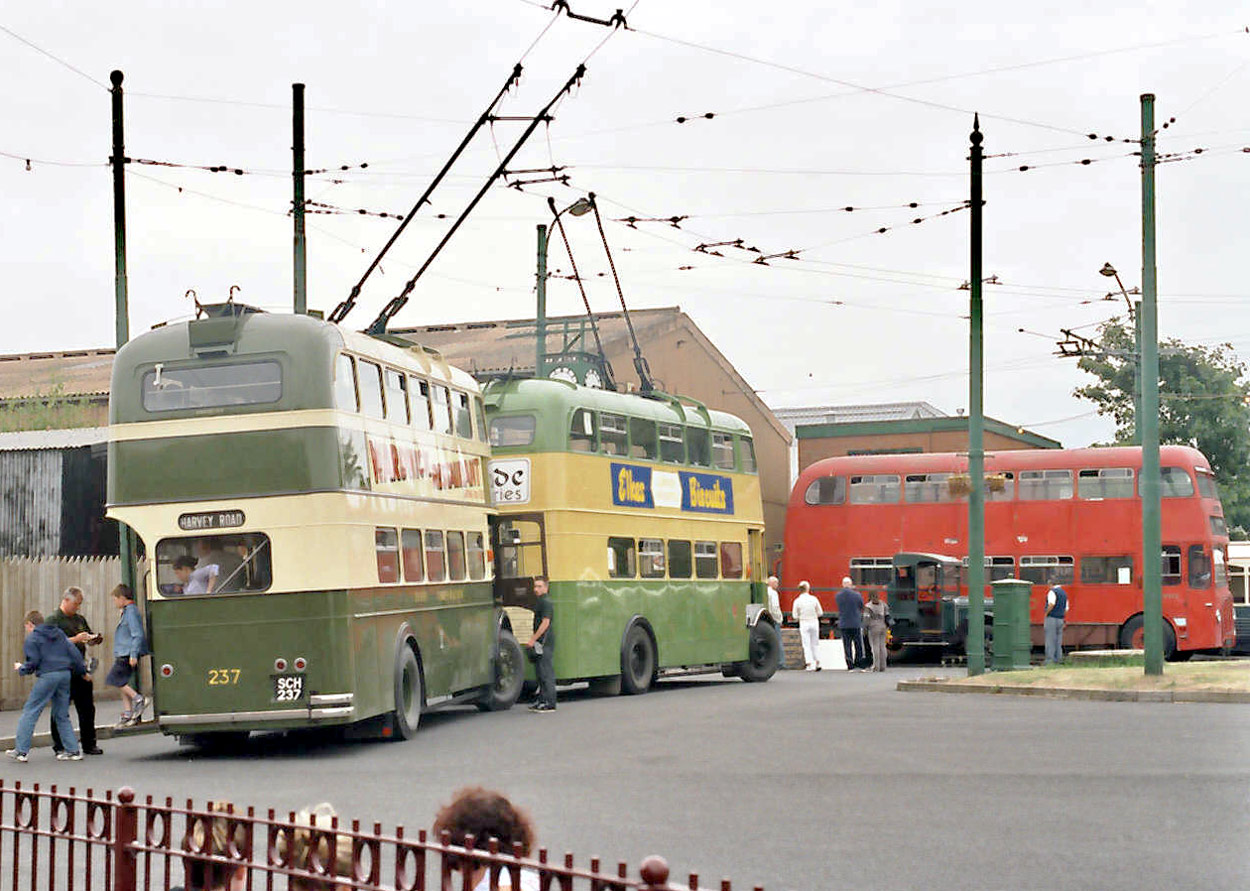
Typische britische Doppeldecker im Black Country Living Museum
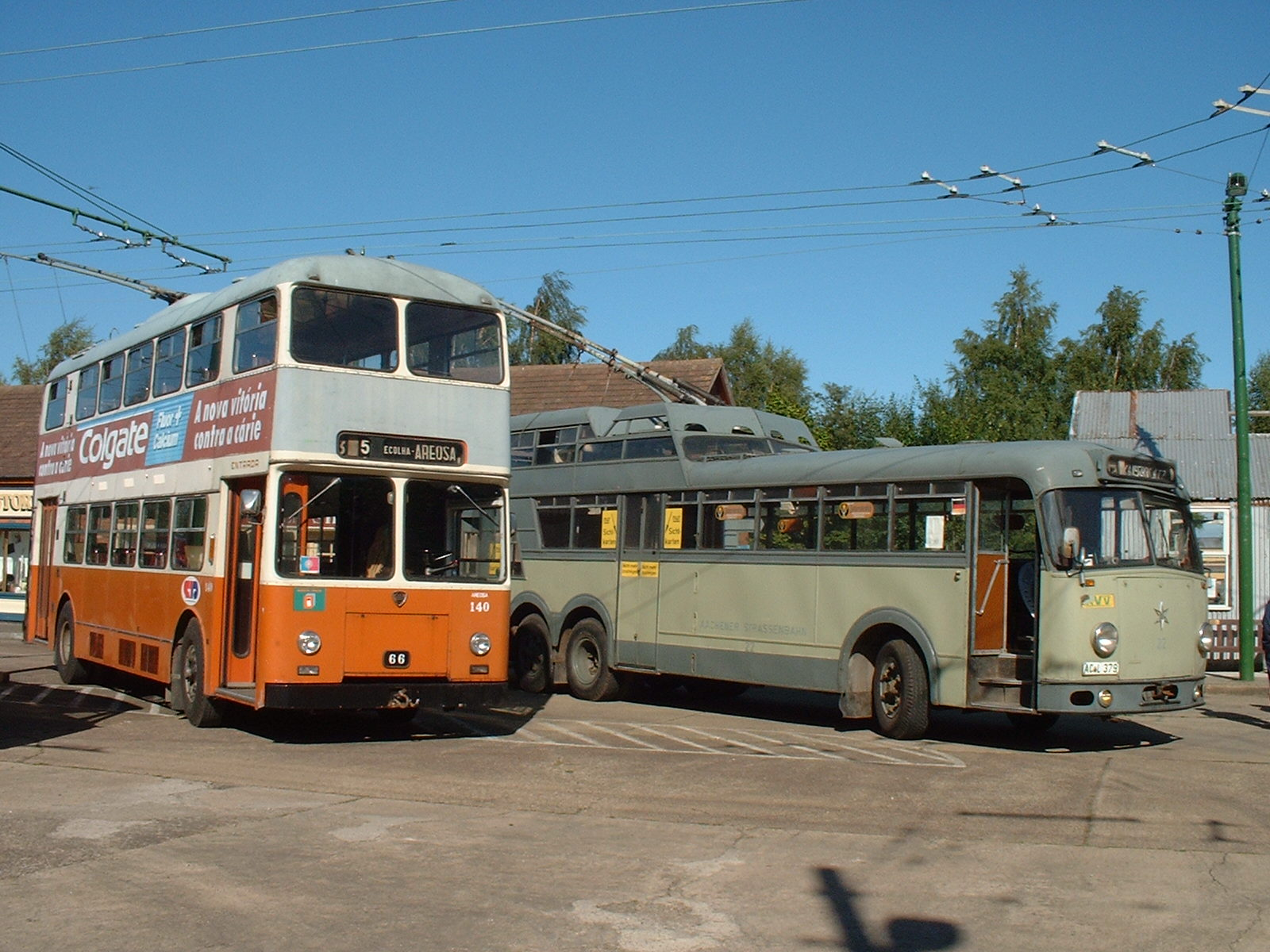
Doppeldecker aus Porto und Anderthalbdecker aus Aachen im Trolleybus-Museum Sandtoft
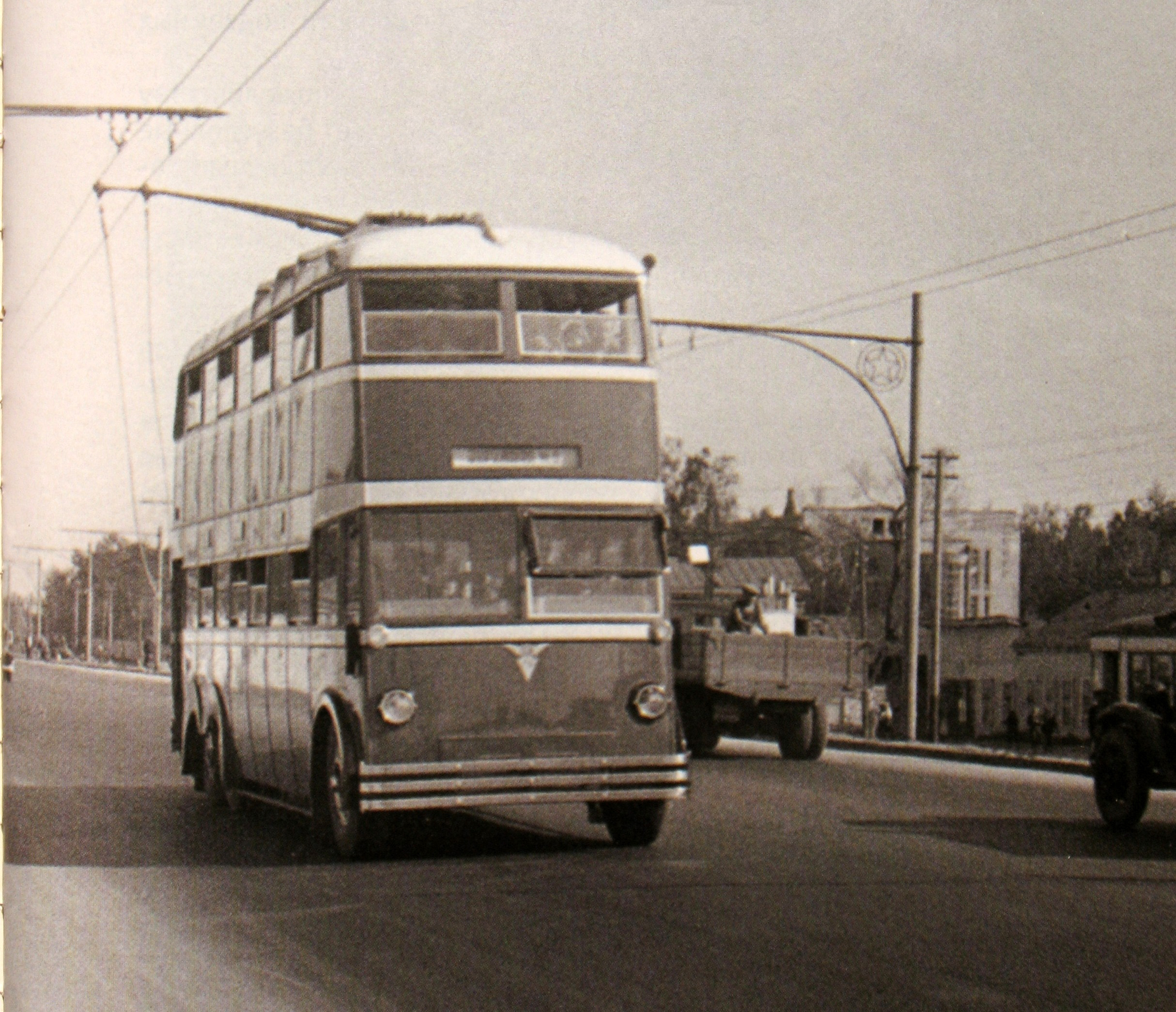
Ein Doppeldecker des Typs JaTB-3 in Moskau, 1937

### Rollenstromabnehmer
In den 1930er Jahren experimentierte das Unternehmen Siemens in Deutschland mit den von der Straßenbahn bekannten Dickinson-Rollenstromabnehmern statt der beim O-Bus allgemein üblichen Schleifschuhe. Allerdings modifizierte man das Prinzip etwas, zwischen Rollenkopf und Stromabnehmerstange war außer einer zweiten Isolation ein federndes Verbindungsglied montiert. Es diente dazu, auf die Rolle wirkende Stöße abzufangen.
Diese Versuche fanden unter anderem in Berlin und auf der Überlandlinie von Mettmann nach Gruiten statt. Das Rollenstromabnehmer-Prinzip bewährte sich jedoch beim O-Bus nicht, die Kontaktrollen führten zu einer starken Lichtbogenbildung und damit fallweise zum Abbrand der Kupferoberleitung. Im Gegensatz dazu ermöglichen die bewährten Schleifschuhe eine größere Kontaktfläche und somit eine geringere Stromdichte und Funkenbildung.

### Bügelwagen
Um O-Busse auch mit Hilfe einer konventionellen einpoligen Straßenbahn-Oberleitung fortbewegen zu können, verwendete man früher in manchen Städten sogenannte Bügelwagen. Diese Spezialanfertigungen fand man beispielsweise in Bremen, Stockholm, Zürich und beim Oberleitungsbus Ulm. Hierbei handelte es sich um ein- oder zweiachsige Schienenanhänger mit einem Bügel- bzw. Scherenstromabnehmer. In Bremen verwendete man hierzu beispielsweise einen ehemaligen Schienenturmwagen. Diese Wagen wurden vom O-Bus hinterhergezogen und versorgten ihn mittels einer Kabelsteckverbindung mit dem benötigten Fahrstrom. In den genannten Städten konnten die Fahrzeuge auf diese Weise ihr abseits der eigentlichen Trolleybusstrecken gelegenes Depot bzw. die Hauptwerkstätte mit eigener Kraft erreichen. Die Stadtwerke Münster verwendeten zum gleichen Zweck eine Zeit lang den ehemaligen Straßenbahntriebwagen Nummer 7 als Kontaktwagen, der vor Ort Reinholer hieß. Dieser wurde ebenfalls von den O-Bussen hinterher gezogen.

## Zusatzantriebe

### All Service Vehicle in New Jersey
In den Vereinigten Staaten verkehrten bereits ab 1935 in Newark (bis 1948) und Camden (bis 1947) sogenannte All Service Vehicle (ASV) im planmäßigen Fahrgastbetrieb. Hierbei handelte es sich um Oberleitungsbusse mit einem zusätzlichen Propangas-Antrieb, dieser diente als Generator für den Elektromotor. Dieses System galt als ausgesprochen fortschrittlich für die damalige Zeit, unter anderem benützte man bereits ein automatisches Eindrahtsystem. Sie gelten als die Vorläufer heutiger Duo-Busse moderner Prägung.

### Autofilobus in Rom
Am 10. März 1938 wurden in Rom die ersten beiden autofilobus bzw. filobus diesel-elettrici genannten Zweisystemfahrzeuge in Betrieb genommen. Bis Ende des Jahres folgen vier weitere dieser dreiachsigen Wagen mit der Typenbezeichnung AR 110A. Hersteller war Alfa Romeo, die elektrische Ausrüstung stammte von CGE. Jedoch bewährten sich die Fahrzeuge mit den Betriebsnummern 7001, 7003, 7005, 7007, 7009 und 7011 nur bedingt, der letzte ging 1952 außer Betrieb.

### Zweikraftwagen in Basel, Luzern, Oldenburg und Tétouan
Als weitere Vorläufer der Duo-Busse gelten die, analog zur Zweikraftlokomotive als Zweikraftwagen bezeichneten Fahrzeuge aus Deutschland, Marokko und der Schweiz.
In Luzern waren von Betriebsbeginn des Netzes 1941 bis 1966 zwei Fahrzeuge des Typs FBW/SWS/BBC 1 MHe im Einsatz, sie hatten eine Leistung von 74 Kilowatt. Dabei handelte es sich um zwei 1939 gebaute ehemalige Dieselbusse mit dieselelektrischem Antrieb, die in der eigenen Werkstatt umgerüstet wurden, da kriegsbedingt die erste Luzerner Trolleybusserie erst mit Verzögerung geliefert werden konnte. Die beiden Basler Wagen ähnelten dem Luzerner Typ, besassen aber eine Karosserie von Hess und waren von 1941 bis 1975 im Einsatz. Sie wurden ebenfalls in Eigenregie der Verkehrsbetriebe umgebaut und bedienten meistens Trolleybus- und nur ausnahmsweise Autobuslinien.
In Deutschland konstruierte der Oldenburger Privatunternehmer Theodor Pekol 1948 in eigener Werkstatt zwei derartige Zweikraftwagen. Die beiden Fahrzeuge mit den Betriebsnummern 98 und 99 bewährten sich jedoch nicht, sie wurden deshalb bereits zu Beginn der 1950er Jahre in reine Dieselbusse umgebaut.
In Marokko verkehrten zwischen 1950 und 1975 Zweikraftwagen auf einer elf Kilometer langen Überlandstrecke zwischen Tétouan und dem Badeort Río Martín, dem heutigen Martil. Weil diese zwischen Kilometer 4 und Kilometer 7 den Flughafen Tetouan Sania Ramel passierte, durfte auf diesem Abschnitt keine Fahrleitung montiert werden. Die dort eingesetzten Fahrzeuge wurden daher mit einem quer zur Fahrtrichtung im Heck eingebauten zusätzlichen Dieselmotor ausgerüstet, der einen elektrischen Generator antrieb. Sie wurden von Saurer, Material y Construcciones S.A. in Barcelona und BBC hergestellt.

### Generatoranhänger
Eine weitere Möglichkeit O-Busse ohne Hilfsantrieb und ohne Oberleitung fortzubewegen sind sogenannte Generator-Anhänger. Die einachsigen Fahrzeuge werden am Heck angekuppelt und versorgen den O-Bus-Motor über ein Verbindungskabel mit Strom. Bleibt ein Wagen beispielsweise aufgrund eines Stromabnehmerschadens irgendwo im Netz liegen, so kann er auf diese Weise selbstständig ins Depot fahren, ohne umständlich abgeschleppt werden zu müssen. Zum Einsatz kamen sie unter anderem in Basel und Baden-Baden, in Hradec Králové wurde die Linie 1 nach Kluky von 1986 bis 2001 sogar im planmäßigen Fahrgastbetrieb mit einem Generator-Anhänger bedient. Ferner besitzt auch der Tramclub Fribourg einen solchen Generatoranhänger. Der selbstgebaute Wagen dient dazu, den Museumstrolleybus Nummer 34 – er besitzt keine Zulassung für den Fahrleitungsbetrieb – fortbewegen zu können. In Graz war ab 1953 ein Anhänge-Stromaggregat in Verwendung. Es wurde eigens dafür gebaut, um die Fahrzeuge der Straßganger Linie – wenn auch mit verminderter Geschwindigkeit – zur Wagenhalle in Webling überstellen zu können, zu welcher keine Fahrleitungsverbindung bestand. In Italien wurde 1967 eigens ein Generatoranhänger konstruiert, um acht gebrauchte O-Busse auf der etwa 300 Kilometer langen Strecke von Brescia nach Rimini autonom überführen zu können. Auf diese Weise ersparten sich die Verantwortlichen umständliche Schleppfahrten mit einem bestimmten von der Straßenverkehrsordnung vorgeschriebenen Zugfahrzeug sowie die damit verbundene obligatorische Begleitung durch Agenten der Verkehrspolizei.

### Batterieanhänger
In der ersten Hälfte der 1980er Jahre experimentierte das Unternehmen Škoda mit einachsigen Batterie-Anhängern. Diese konnten die voluminösen Batterien aufnehmen, ohne dass am Oberleitungsbus selbst größere bauliche Veränderungen vorgenommen werden mussten. Die verwendeten Akkus stammten vom Unternehmen VARTA, das Aufladen erfolgte über ein spezielles Netz mit 380 Volt, 50 Hz. Weil die Verkehrsbetriebe nur wenig Interesse an dieser Lösung zeigten, verfolgte man das Konzept der Batterieanhänger für Oberleitungsbusse nicht weiter.
Jedoch sind solche Batterie-Anhänger keine Erfindung von Škoda, bereits von 1975 bis 1988 verkehrten in Mönchengladbach und Düsseldorf zusammen 22 Elektrobusse mit solchen Anhängern. Allerdings waren diese Wagen des Typs MAN SL-E 200 keine Oberleitungsbusse. Dennoch rüstete man sie nachträglich mit Stromabnehmern aus, um an der Endstation elektrische Energie aufnehmen zu können. Das zeitaufwendige Tauschen des Batteriesatzes im Betriebshof entfiel danach.

## Älteste Betriebe

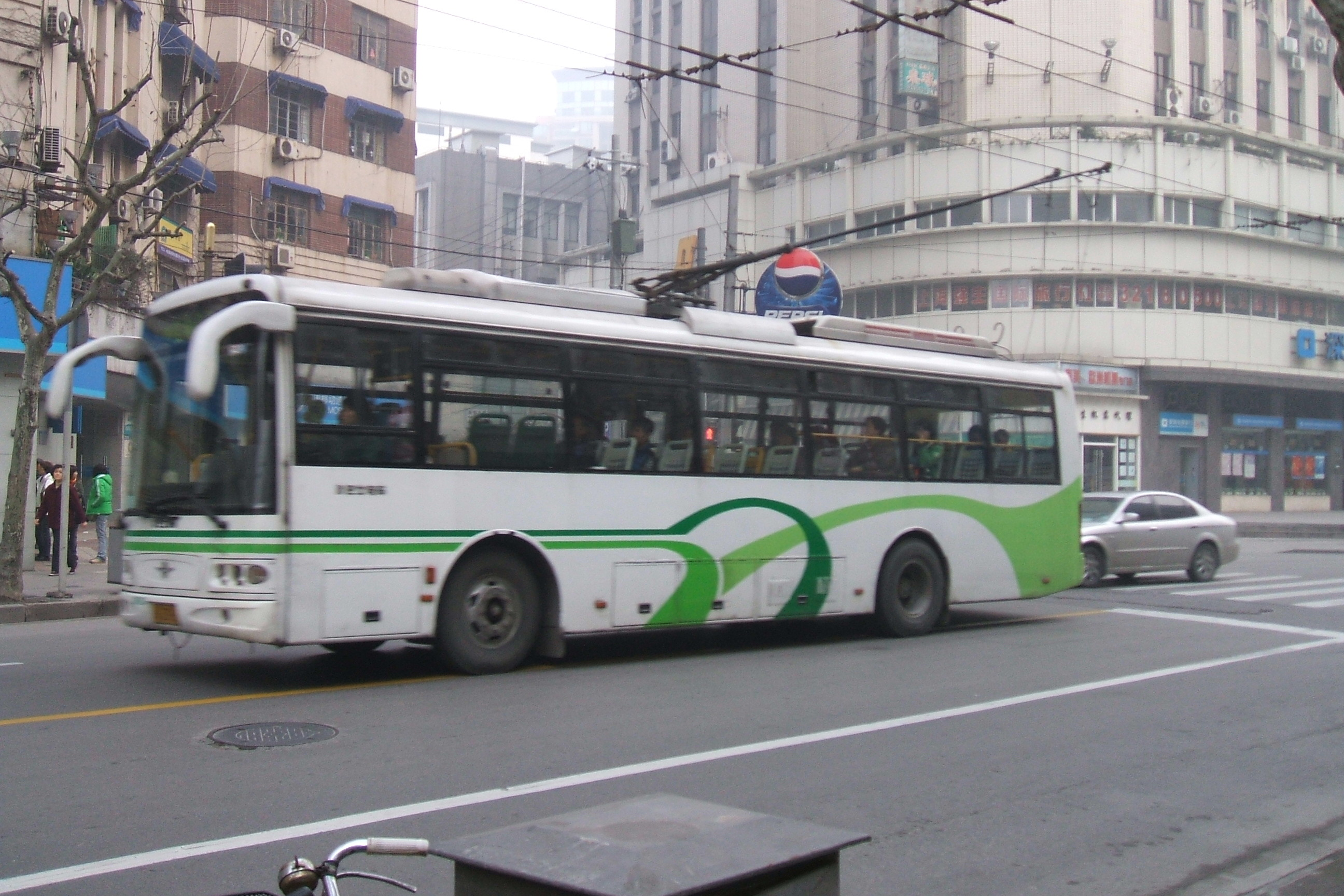
Trolleybus in Shanghai

Das älteste durchgehend in Betrieb befindliche Oberleitungsbusnetz der Welt befindet sich in Shanghai, Volksrepublik China. Es wurde am 15. November 1914 eröffnet. Auf Rang zwei liegt die Schweizer Stadt Lausanne. Das dortige Trolleybusnetz ist seit 2. Oktober 1932 ohne Unterbrechung in Betrieb.
Das O-Bus-Netz in Philadelphia wurde schon neun Jahre früher, am 14. Oktober 1923, eröffnet. Allerdings war der Betrieb zwischen 2003 und 2008 für fünf Jahre unterbrochen. Auf Platz drei befindet sich Dayton im US-Bundesstaat Ohio. Das O-Bus-Netz in der Stadt ist seit 23. April 1933 ohne Unterbrechung in Betrieb.
In Deutschland wurde am 3. November 1940 in Eberswalde der älteste durchgehend in Betrieb befindliche Oberleitungsbus-Betrieb gegründet.
In Österreich besitzt die Stadt Salzburg das älteste durchgehend in Betrieb befindliche Trolleybusnetz, eröffnet am 1. Oktober 1940.

## Besonderheiten
- Im Zuge der Einstellung des Trierer O-Bus-Betriebs bauten die Stadtwerke Trier in den Jahren 1967 bis 1972 ihre noch recht neuwertigen Gelenk-O-Busse des Typs HS 160 OSL-G in Dieselbusse um. Diese wurden dann noch bis in die 1990er Jahre eingesetzt.[76] Ebenso die Niederrheinischen Verkehrsbetriebe, die 1968 ihre elf noch nicht abgeschriebenen Gelenk-O-Busse zu Dieselbussen umbauten. In dieser Form verkehrten sie noch bis 1975.[45] Und auch in Hildesheim baute man 1969 sechs nicht mehr benötigte O-Busse in Dieselbusse um.[77]
- In der peruanischen Hauptstadt Lima wurde der O-Bus-Betrieb 1931 – nur drei Jahre nach der 1928 erfolgten Betriebsaufnahme – wieder eingestellt. Die sechs noch recht neuwertigen O-Busse des Herstellers Richard Garrett & Sons wurden danach kurioserweise in Straßenbahnwagen umgebaut, dieser Umbau gilt als weltweit einzigartig.[78]
- Für die ab 1946 gebaute O-Bus-Baureihe MTB-82 standen Karosserieteile in großer Menge zur Verfügung. Infolgedessen verwendete man vorhandene Teile ab 1947 zur Serienfertigung der Straßenbahn-Baureihe MTW-82.
- Eine weitere Besonderheit waren die Zweirichtungs-O-Busse auf der Überlandstrecke von Liège nach Seraing. Sie besaßen jeweils zwei entgegengesetzt ausgerichtete Stromabnehmerpaare und verkehrten von 1936 bis 1964. Zweirichtungs-O-Busse stellten immer eine extreme Seltenheit dar.
- Im Zweiten Weltkrieg dienten in Österreich O-Busse im Batteriebetrieb als Zugmaschinen für jeweils mehrere Lastwagenanhänger. Diese Betriebsform war durch den kriegstypischen Treibstoffmangel bedingt und konnte in Salzburg und Klagenfurt beobachtet werden.[79]
- In den O-Bussen in Singapur gab es früher eine erste und eine zweite Wagenklasse.

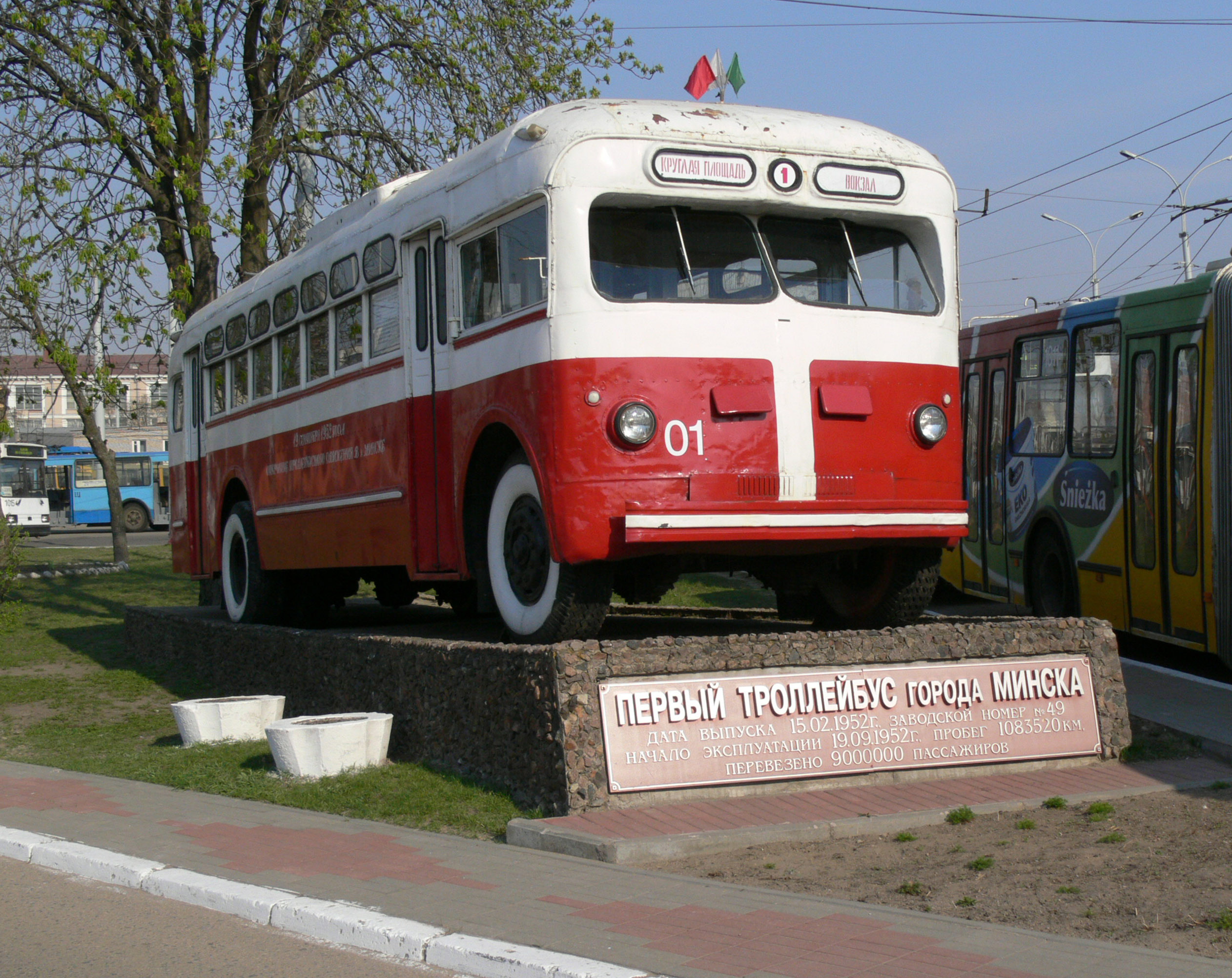
Die früher in der UdSSR weit verbreiteten O-Bus-Baureihe MTB-82 …
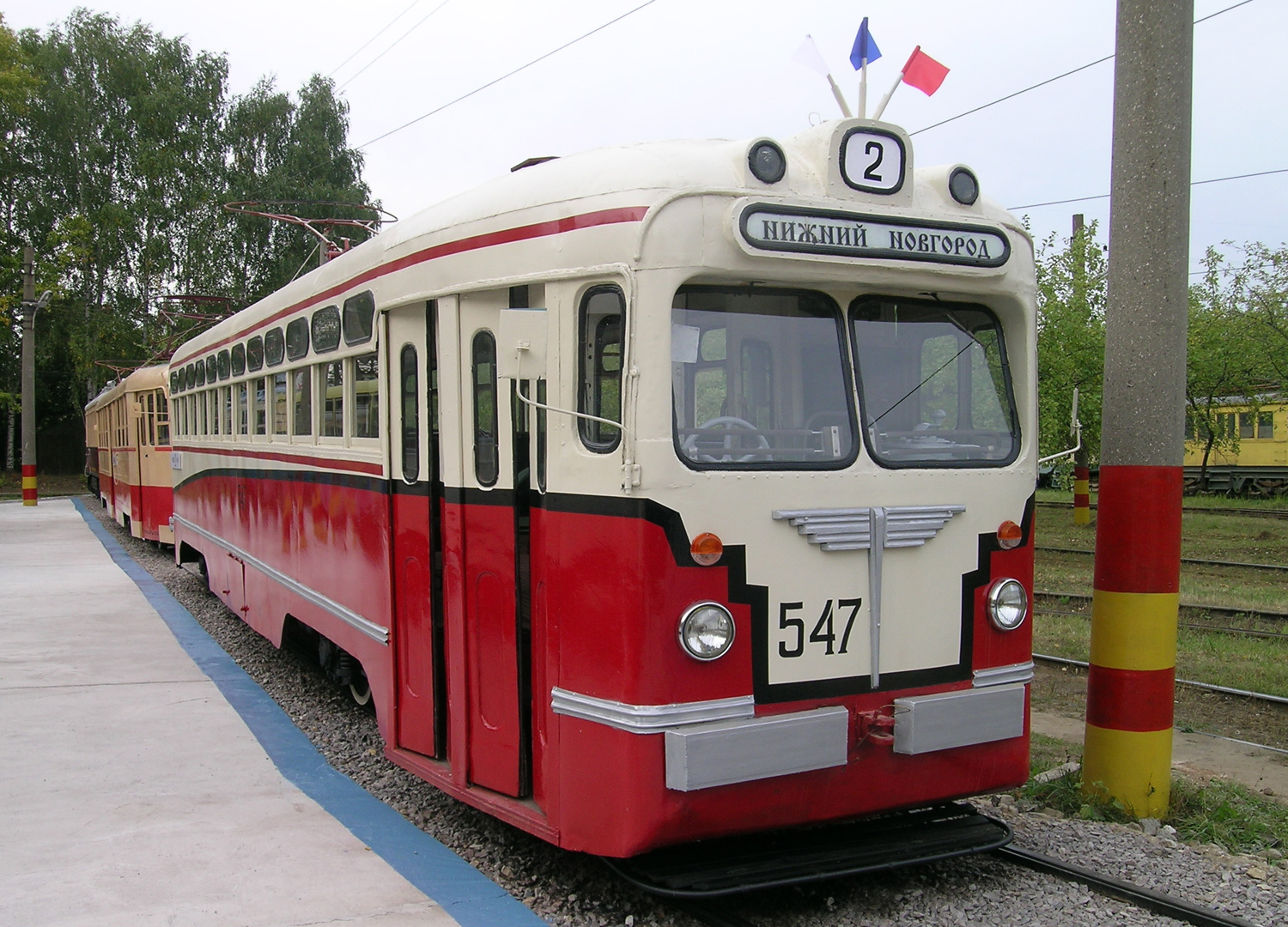
… lieferte die Karosserie für den Straßenbahn-Typ MTW-82.
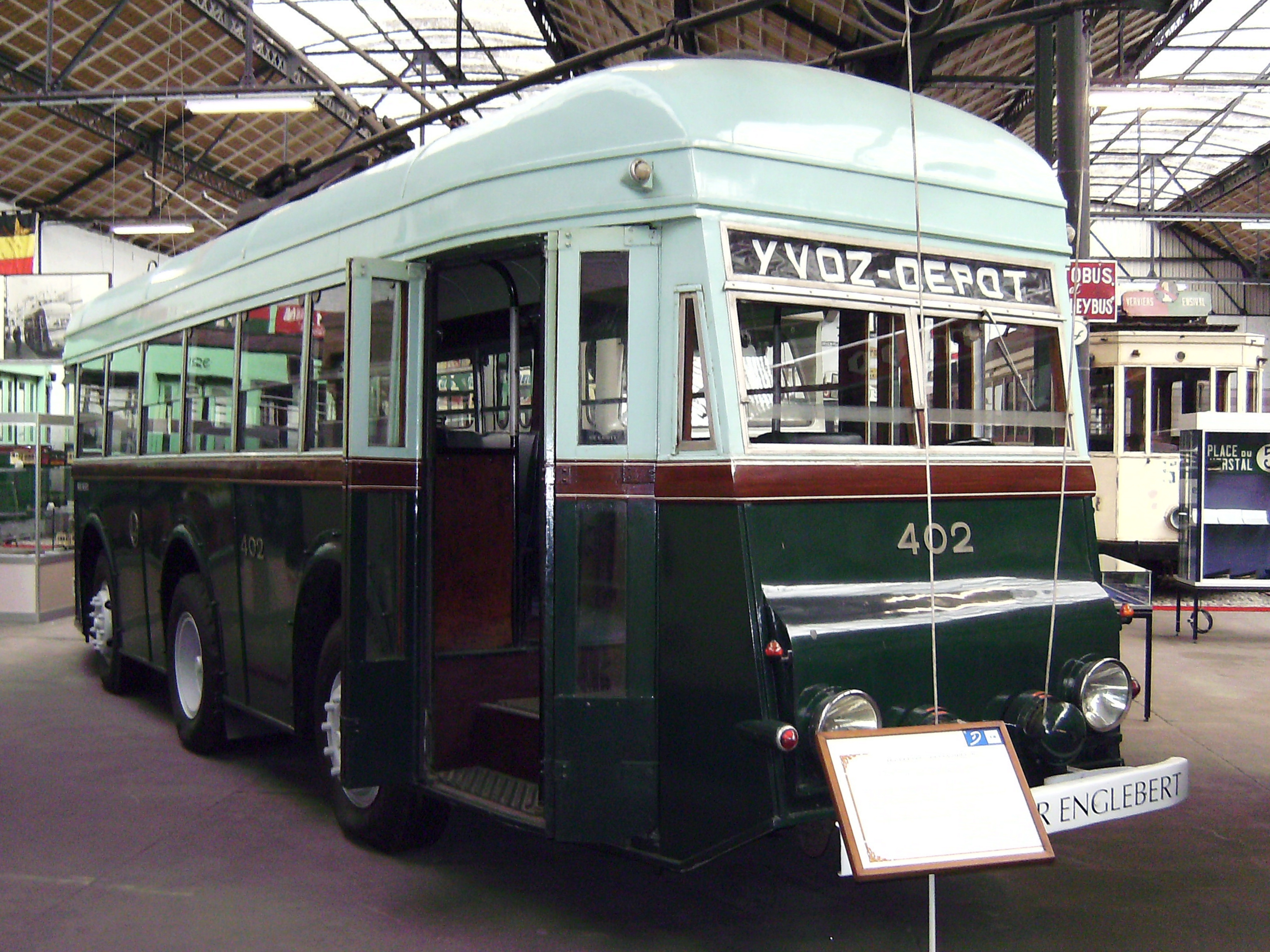
Seltener Zweirichtungs-O-Bus im Musée de Transports en commun du Pays de Liège
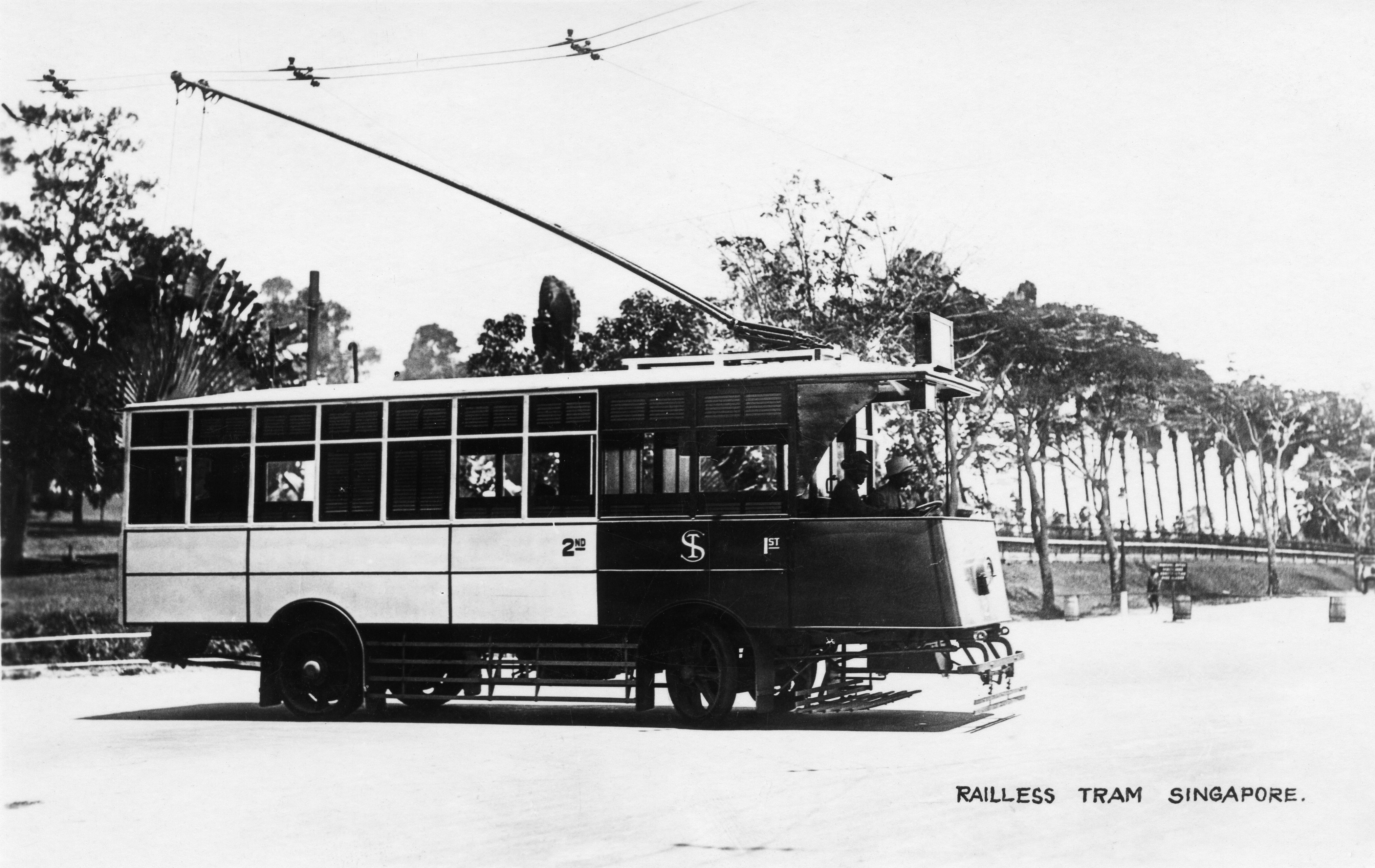
Zweiklassiger O-Bus in Singapur mit farblicher Unterscheidung der beiden Abteile, rechts die erste Klasse

## Gesonderte Tarife im Oberleitungsbusverkehr

Fahrkarten mit nach Verkehrsmittel gestaffeltem Tarif aus Bukarest, ausgegeben in den 1980er Jahren

Typisch für die realsozialistischen Staaten des Rates für gegenseitige Wirtschaftshilfe waren früher gestaffelte Beförderungstarife. Hierbei wurde explizit zwischen Oberleitungsbussen und den übrigen städtischen Verkehrsmitteln unterschieden. So kostete beispielsweise in der früheren UdSSR ab der Währungsreform des Jahres 1961 landesweit eine Straßenbahnfahrkarte drei Kopeken, eine Trolleybusfahrkarte vier Kopeken und eine Fahrkarte für den Autobus, die U-Straßenbahn – das heißt die Metrotram Krywyj Rih bzw. die Metrotram Wolgograd – oder die Metro fünf Kopeken. Ähnlich in Rumänien in den 1980er Jahren, wo die Tarife jedoch von Stadt zu Stadt variierten:
| Bukarest in den 1960er Jahren: | Straßenbahn und Trolleybus: eine Teilstrecke 0,25 Lei, mehrere Teilstrecken 0,35 Lei Autobus: eine Teilstrecke 0,50 Lei, Maximaltarif 3,00 Lei |
| Bukarest in den 1980er Jahren: | Straßenbahn ein Leu, Trolleybus 1,50 Lei, Autobus 1,75 Lei.                                                                                    |
| Cluj und Timișoara:            | Straßenbahn ein Leu, Trolleybus 1,25 Lei, Autobus 1,50 Lei.                                                                                    |
| Brașov:                        | Straßenbahn ein Leu, Trolleybus 1,10 Lei, Autobus 1,25 Lei.                                                                                    |

Einen etwas abweichenden Ansatz verfolgten Polen und Ungarn, wo der Trolleybus der Straßenbahn tariflich gleichgestellt war und nur der Autobus einen höheren Fahrpreis aufwies. So kostete in Warschau eine Trolleybus- oder Straßenbahnfahrt zeitweise nur einen Złoty, während das örtliche Verkehrsunternehmen MZK für eine Autobusfahrt eineinhalb Złoty berechnete. Ebenso in Budapest, wo von 1963 bis 1991 Straßenbahn und Trolleybus einen Forint und der Autobus eineinhalb Forint kosteten.
Nach der politischen Wende des Jahres 1989 wurde die Praxis der getrennten Stadtverkehrstarife nahezu im gesamten Ostblock wieder aufgegeben. Eine Ausnahme war das kasachische Aqtöbe, wo noch 2013 – dem Jahr der O-Bus-Einstellung – eine Autobusfahrt 50, eine Trolleybusfahrt aber nur 35 Tenge kostete. Gleiches gilt für die mongolische Hauptstadt Ulaanbaatar, dort war noch 2006 eine Autobusfahrt mit 200 Tögrög sogar doppelt so teuer wie eine Trolleybusfahrt mit nur 100 Tögrög. Zum Teil werden jedoch in Osteuropa bis heute getrennte Fahrscheine ausgegeben. Diese kosten zwar gleich viel, sind aber wie früher farblich unterschiedlich gestaltet.
In Westeuropa gaben beispielsweise die Wiener Verkehrsbetriebe (WVB) seinerzeit für ihre einzige O-Bus-Linie 22 eigene Übergangsfahrscheine aus. So kostete 1947 eine Übergangswochenkarte Straßenbahn/Stadtbahn <> Autobus sechs Schilling, eine Übergangswochenkarte Straßenbahn/Stadtbahn ↔ O-Bus aber nur fünf Schilling.

Preisdifferenz zwischen Straßenbahn, Trolleybus und Autobus in der UdSSR
Preisdifferenz zwischen Straßenbahn und Trolleybus einerseits sowie Autobus andererseits in Warschau
Lochentwerter-Fahrscheine aus Budapest, oben für den Autobus und unten für den Trolleybus und die Straßenbahn
Tarifblatt der Wiener Verkehrsbetriebe von 1947 mit gesondertem O-Bus-Tarif

## Erhaltung und Betrieb historischer Anlagen und Fahrzeuge

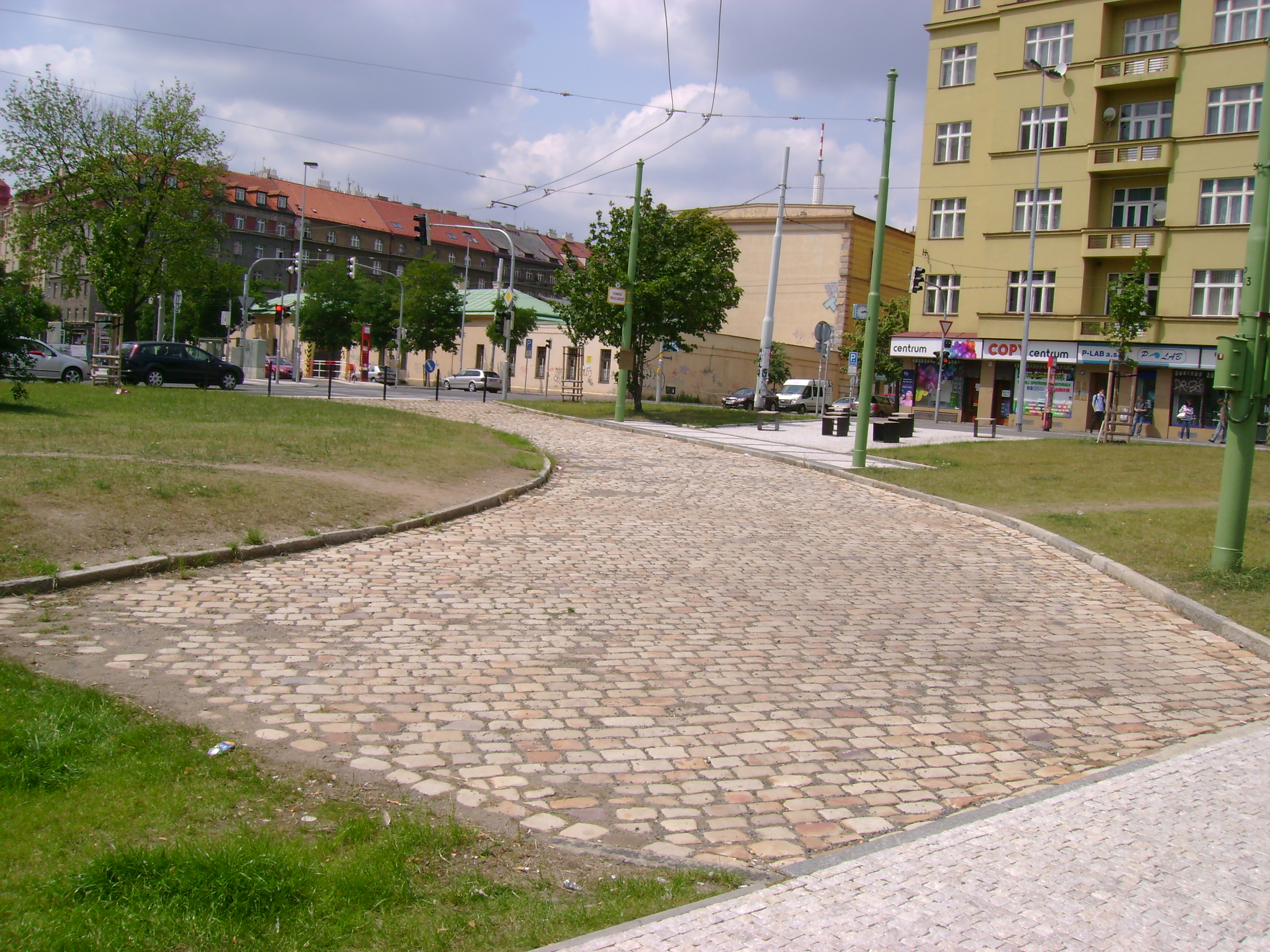
Ein kurzes Stück Oberleitung und eine historische Haltestellentafel erinnern in dieser ehemaligen Wendeschleife an den 1972 eingestellten Prager Trolleybus

Weltweit bemühen sich zahlreiche Verkehrsmuseen, Verkehrsunternehmen, Vereine und Privatpersonen um die Aufarbeitung beziehungsweise Erhaltung historisch wertvoller Oberleitungsbusse sowie dazugehöriger Gerätschaften und Fahrleitungstechnik. Weitere Wagen überlebten als technisches Denkmal, als Gartenlaube oder auf Spielplätzen bis heute. Der älteste erhaltene Wagen ist dabei der 1922 gebaute, nicht betriebsbereite Wagen 23 aus dem kanadischen Toronto. Ältester O-Bus Europas ist der ebenfalls nicht betriebsbereite Trolleybus 12 aus Keighley, er ist vom Baujahr 1924. Ältester funktionsfähiger O-Bus ist der 1931 gebaute Wagen 210 aus Christchurch in Neuseeland, ältester funktionsfähiger O-Bus Europas ist der Lausanner Trolleybus TL 2, Baujahr 1932.
In vielen Städten findet ein regelmäßiger Fahrbetrieb mit Museumswagen statt – in Großbritannien, Neuseeland und den Vereinigten Staaten existieren sogar eigenständige Museumsanlagen mit eigens dafür konstruierter Fahrleitung. Und auch in der schwedischen Hauptstadt Stockholm befindet sich (Stand 2009) eine zwei Kilometer lange Museumsobusstrecke in Vorbereitung.
Im Einzelnen handelt es sich dabei um folgende Institutionen, Verkehrsbetriebe und Privatpersonen sind aus Gründen der Übersichtlichkeit nicht aufgeführt:
| - Obus-Museum Solingen (D) - Denkmalpflege-Verein Nahverkehr Berlin, Arbeitsgruppe Obus (D) - Deutsches Technikmuseum Berlin – DTM (D) - Stuttgarter Historische Straßenbahnen e. V. (D) - Verkehrsmuseum Frankfurt am Main (D) - Verkehrszentrum des Deutschen Museums (D) - Hannoversches Straßenbahn-Museum – HSM (D) - Arbeitsgemeinschaft Historische Nahverkehrsmittel Leipzig e. V. (D) - Omnibus-Club München e. V. – OCM (D) - Pro Obus Salzburg (A) - Nostalgiebahnen in Kärnten (A) - Museumstramway Mariazell (A) - Wiener Tramwaymuseum (A) - Trolleybusverein Schweiz – TVS (CH) - Tram-Museum Zürich (CH) - Verein historischer Züri-Bus (CH) - Tramverein Bern (CH) - Association Neuchâteloise des Amis du Tramway (CH) - Association RétroBus Léman – ARBL (CH) - Association genevoise du trolleybus – AGTB (CH) - Tramclub Fribourg (CH) - Straßenbahnmuseum Skjoldenæsholm (DK) - Straßenbahnmuseum Stockholm (S) - Bergens Tekniske Museum (N) - Museo nazionale dei trasporti (I) - Musée des transports urbains, interurbains et ruraux – AMTUIR (F) - Musée des transports urbains de Saint-Étienne et sa région (F) - Histo Bus Grenoblois (F) - Musée du transport urbain bruxellois (B) - Musée de Transports en commun (B) - Vlaams Tram- en Autobusmuseum – VlaTAM (B) - Trolleybusmuseum Arnhem (NL) - Stichting Veteraan Autobussen (NL) - Associação Portuguesa dos Entusiastas por Troleicarros (P) - Muzeum městské hromadné dopravy v Praze (CZ) - Technické muzeum v Brně (CZ) - Közlekedési Múzeum (H) - Trolleybus-Museum Sandtoft (GB) / mit Fahrbetrieb - East Anglia Transport Museum (GB) / mit Fahrbetrieb - Black Country Living Museum (GB) / mit Fahrbetrieb | - Ipswich Transport Museum (GB) - Bournemouth Heritage Transport Centre (GB) - Cardiff and South Wales Trolleybus Project (GB) - London Transport Museum (GB) - Hastings Trolleybus Restoration Group (GB) - Museum of Transport in Manchester (GB) - Keighley Bus Museum Trust (GB) - Science Museum at Wroughton (GB) - Tramway Museum Society Ireland (GB) - Ulster Folk and Transport Museum (GB) - Aston Manor Road Transport Museum (GB) - Glasgow Museum of Transport - Bradford Trolleybus Association (GB) - Bradford Industrial Museum (GB) - British Commercial Vehicle Museum (GB) - Kirkleatham Old Hall Museum (GB) - Milestones Museum (GB) - North of England Open Air Museum (GB) - Rotherham Trolleybus Group (GB) - Westgate Transport Museum (GB) - National Trolleybus Association – NTA (GB) - National Transport Museum of Ireland (IRL) - Vapriikki-museossa Tampereella (FIN) - Illinois Railway Museum (USA) / mit Fahrbetrieb - Seashore Trolley Museum (USA) / mit Fahrbetrieb - Reynolds-Alberta Museum (CDN) - Halton County Radial Railway (CDN) - Transit Museum Society (CDN) - Adelaide Electric Traction Museum (AUS) - Brisbane Tramway Museum (AUS) - Sydney Tramway Museum (AUS) - Powerhouse Museum (AUS) - Australian Electric Transport Museum (AUS) - Perth Electric Tramway Society Museum (AUS) - Tasmanian Transport Museum (AUS) - Foxton Trolleybus Museum (NZ) / mit Fahrbetrieb - Ferrymead Heritage Park (NZ) / mit Fahrbetrieb - Museum of Transport and Technology (NZ) - Museu do Transporte Público Gaetano Ferolla (BR) |  |

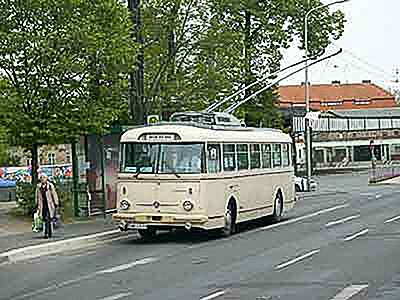
Historischer Škoda 9 Tr auf Sonderfahrt in Eberswalde
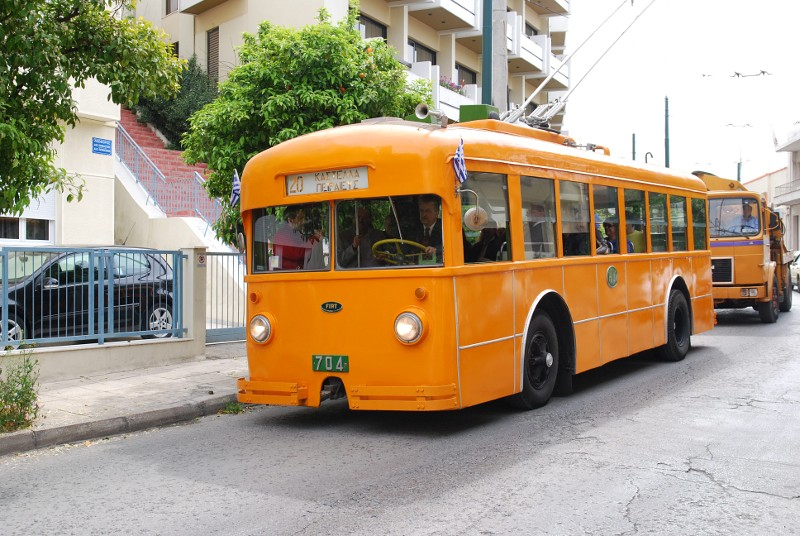
Historischer Fiat 656F-O-Bus aus der Anfangszeit des Betriebs in Piräus
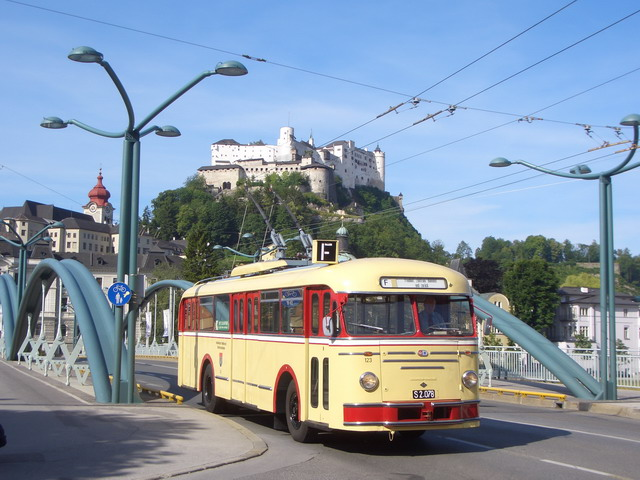
Historischer Fahrbetrieb in Salzburg mit einem Obus des Typs ÜHIIIs
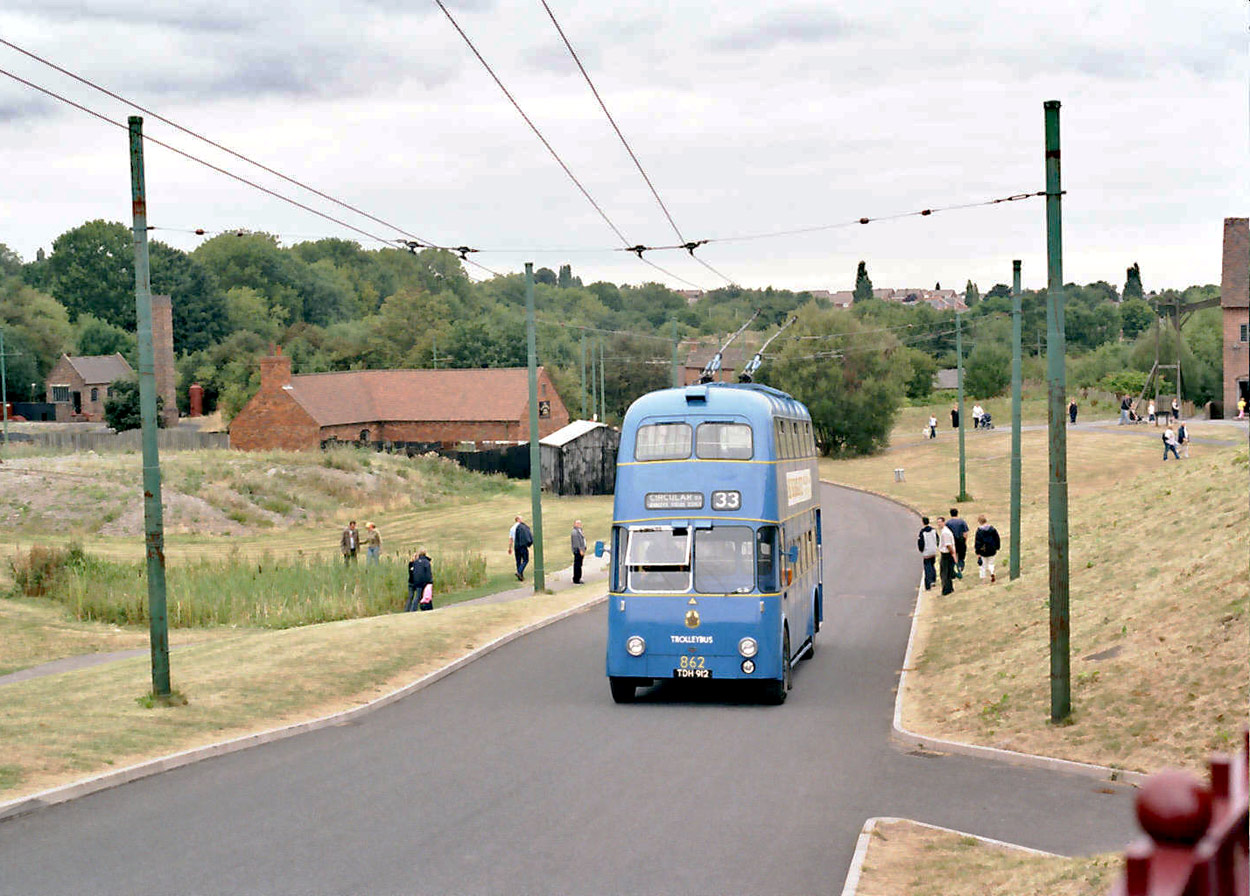
Museumsbetrieb im Black Country Living Museum
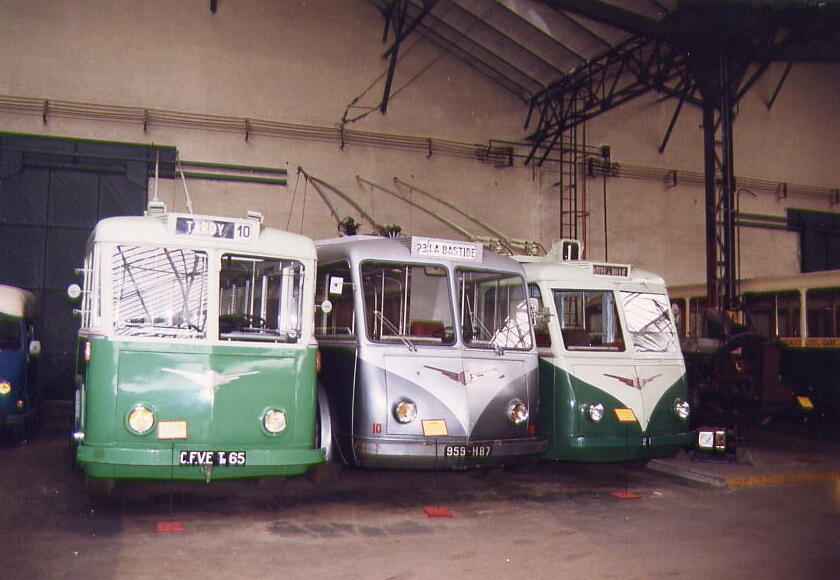
Französische Vétra-Trolleybusse im Musée des transports urbains, interurbains et ruraux
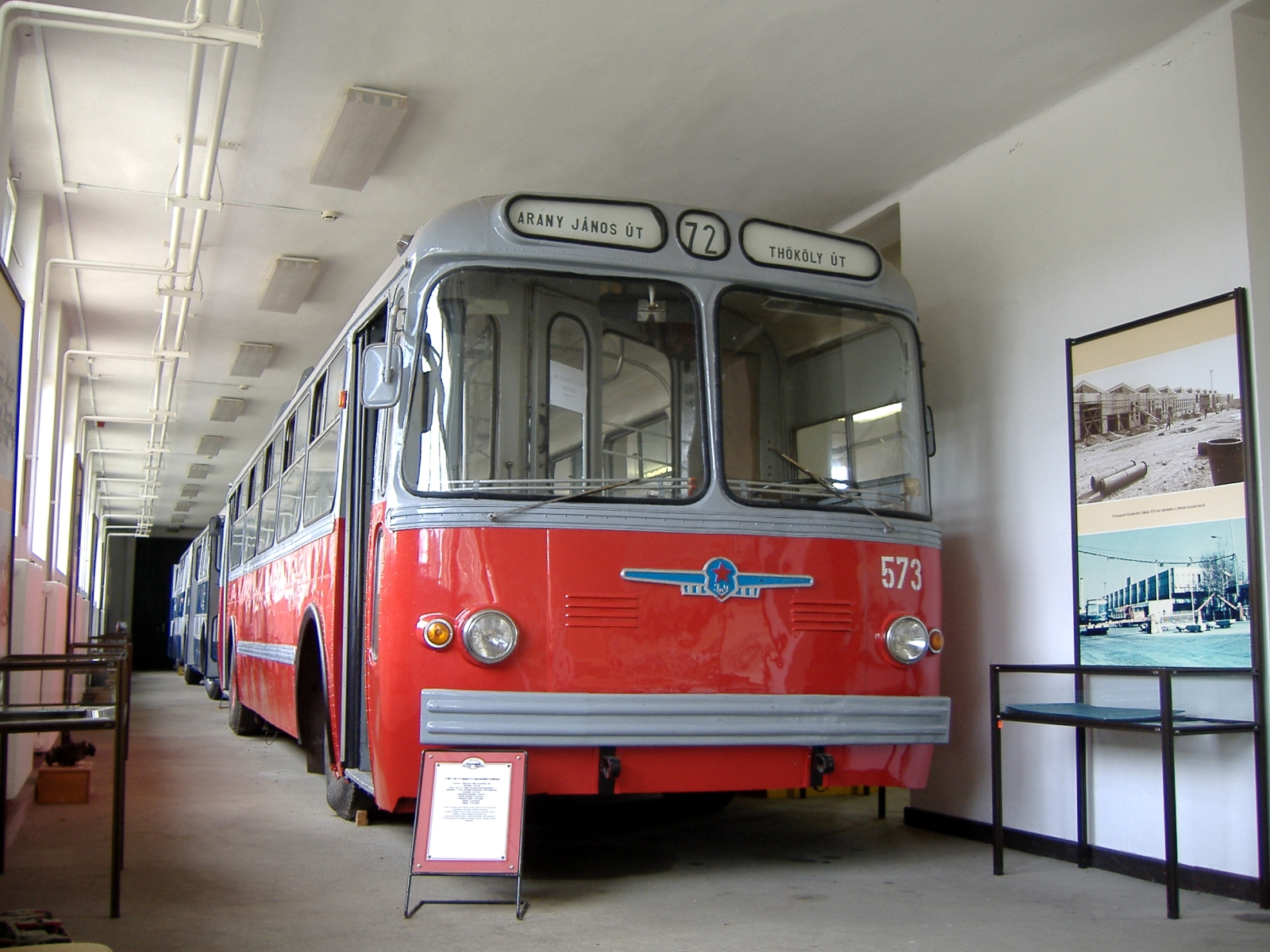
Ein sowjetischer SiU-5 im Budapester Közlekedési Múzeum
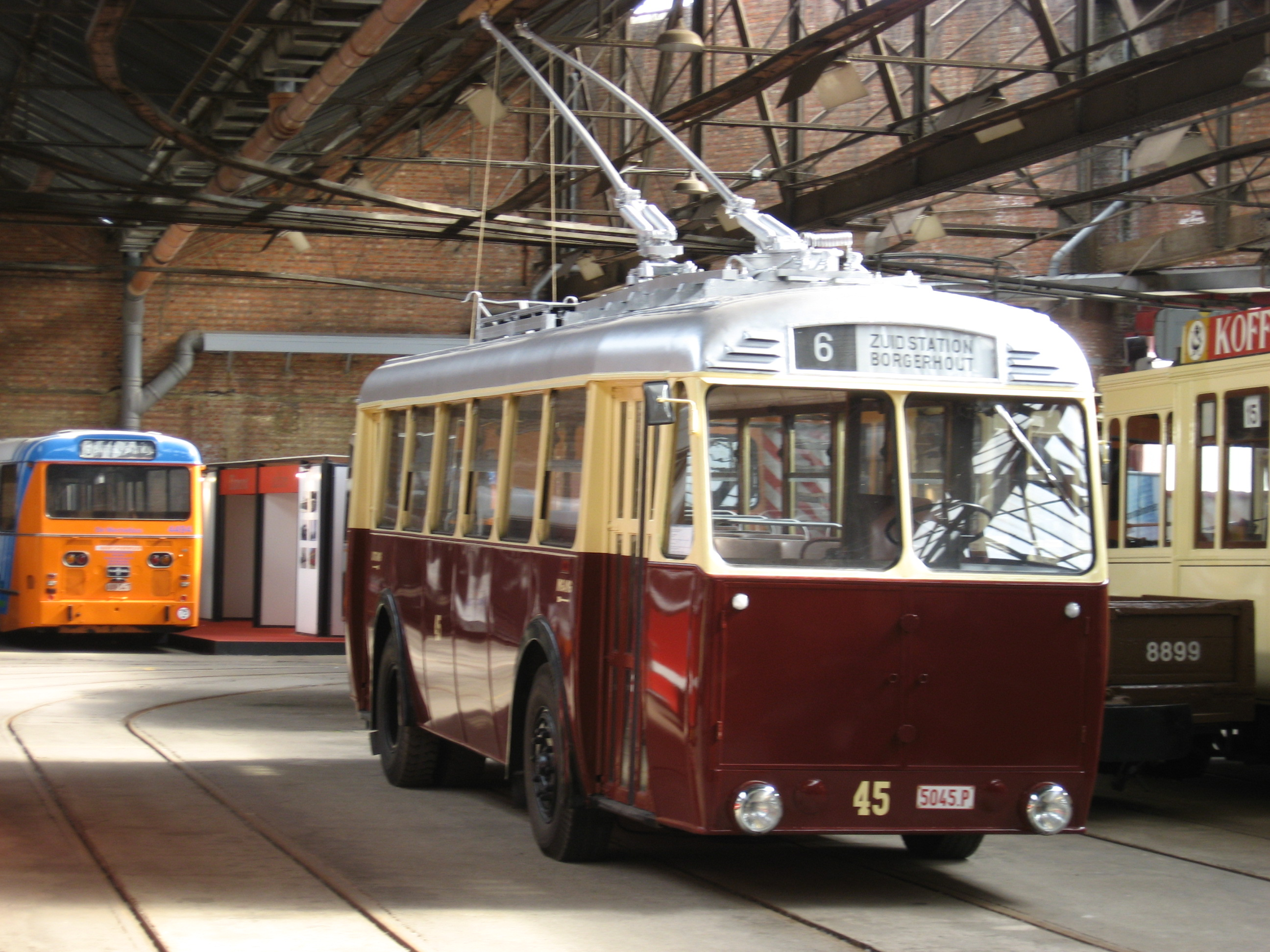
Antwerpener Trolleybus im Vlaams Tram- en Autobusmuseum
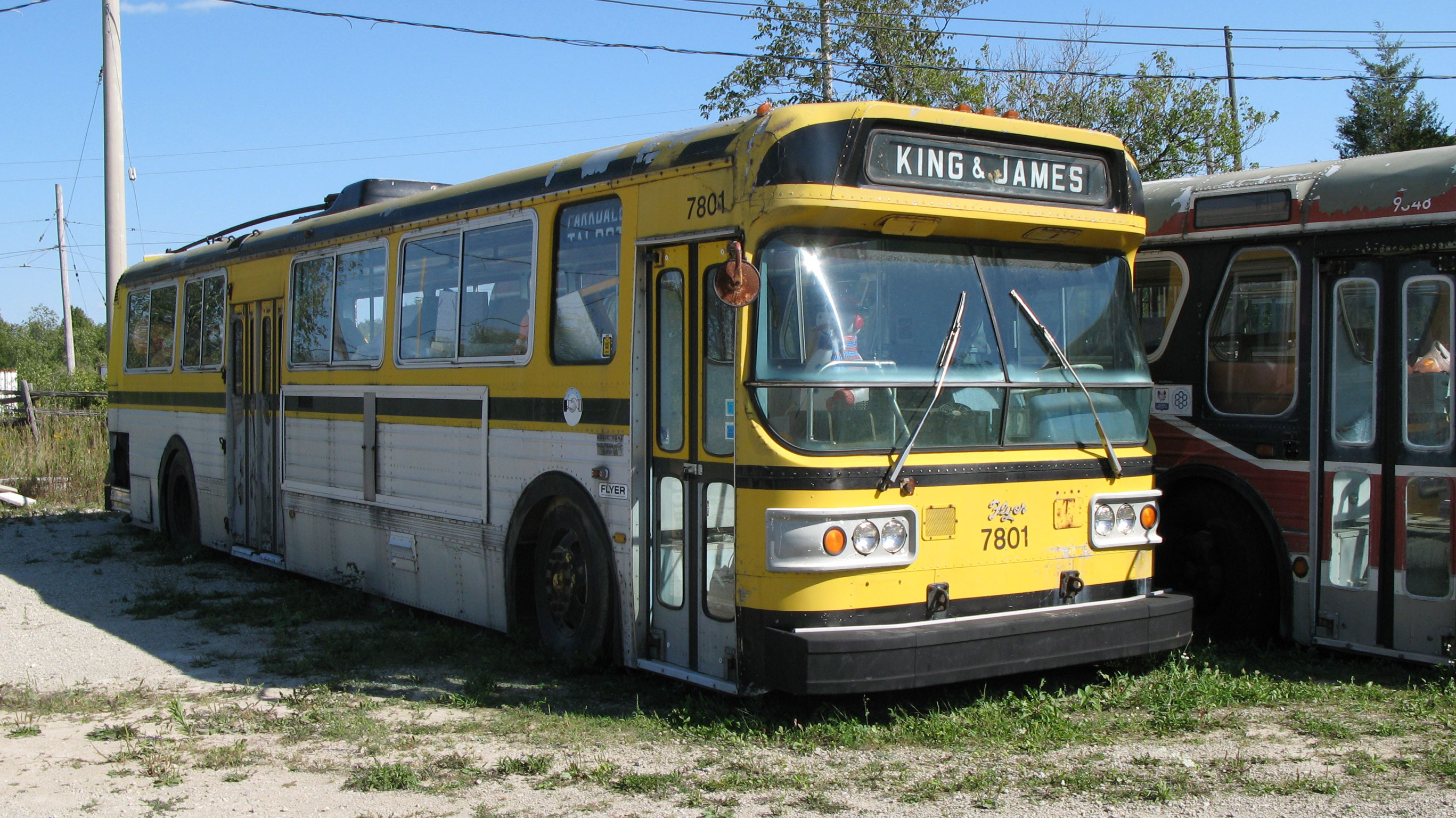
Kanada: Noch nicht aufgearbeiteter Wagen bei der Halton County Radial Railway
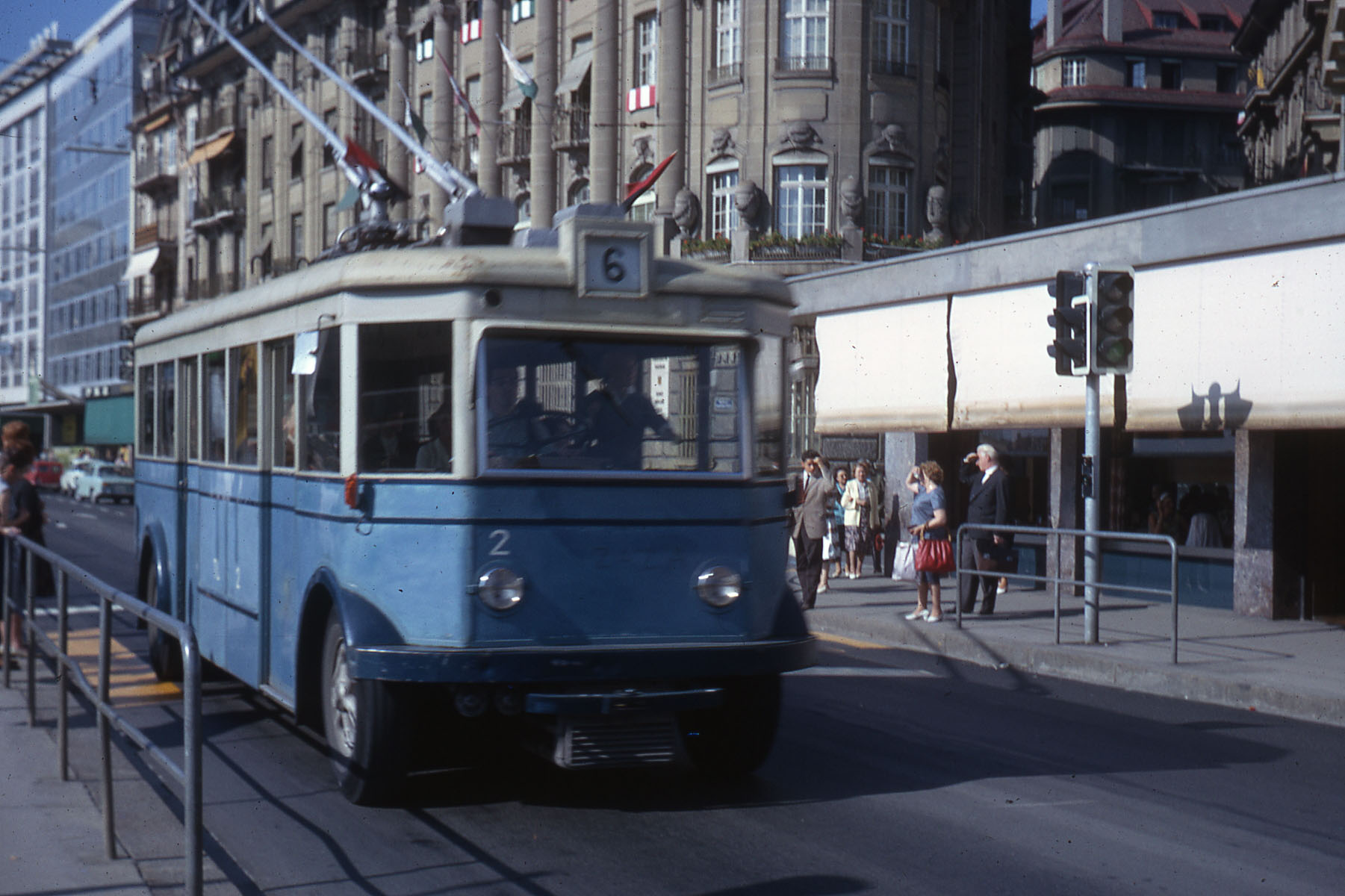
Der Lausanner TL 2 ist der älteste Trolleybus Europas
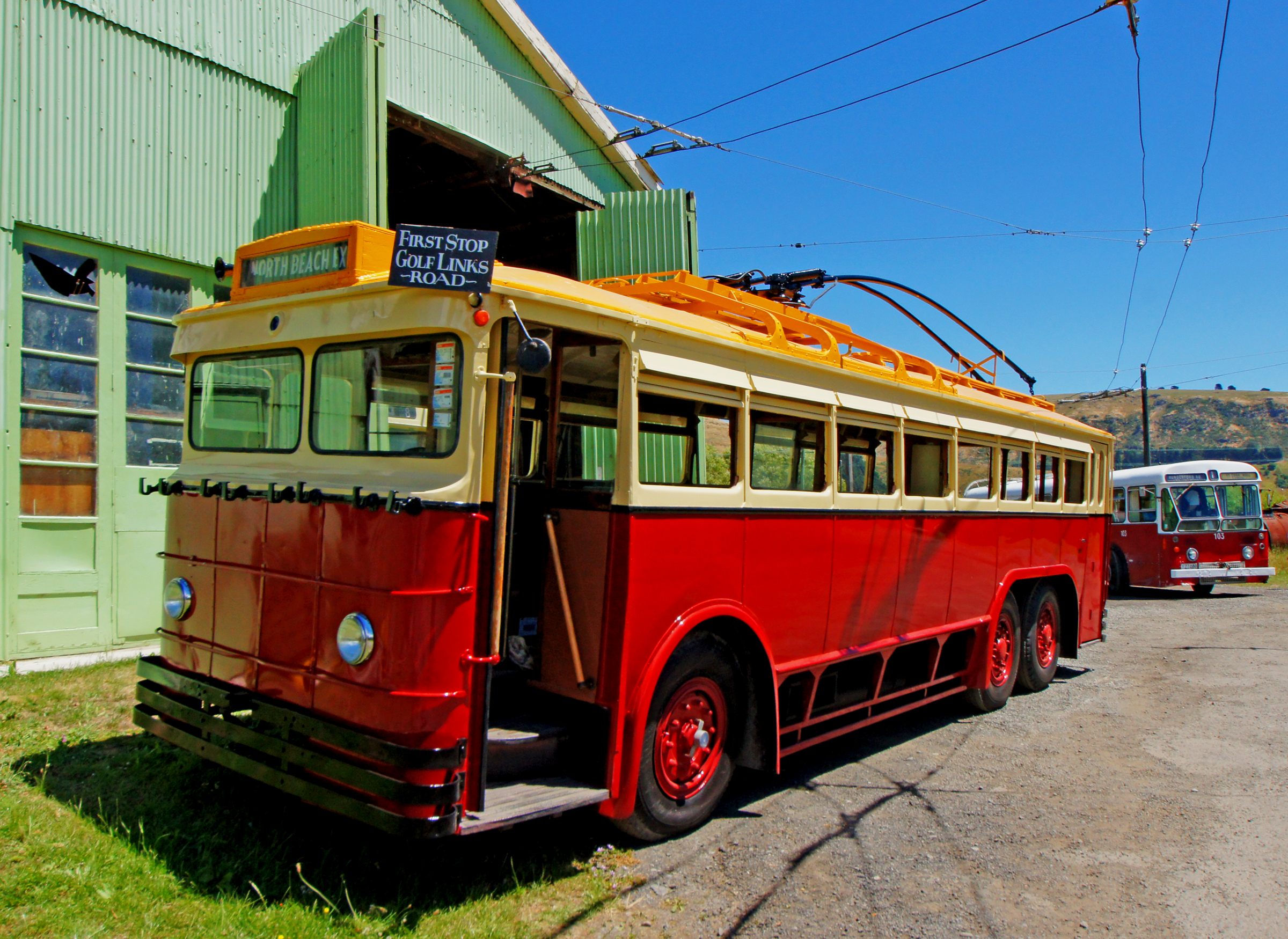
Wagen Nummer 210 aus Christchurch ist der älteste funktionsfähige Trolleybus der Welt